# Falklandkrieg
Falklandinseln – Südgeorgien – Besetzungszeit – Operation Paraquet – Operation Black Buck – General Belgrano – Sobral – Sheffield – Pebble Island – Operation Mikado – Operation Sutton – San Carlos – Ardent – Antelope – Atlantic Conveyor – Coventry – Goose Green – Mount Kent – Bluff Cove – Mount Harriet – Two Sisters – Glamorgan – Mount Longdon – Wireless Ridge – Mount Tumbledown – Kapitulation
Der Falklandkrieg (englisch Falklands War/Crisis, spanisch Guerra de las Malvinas / Guerra del Atlántico Sur, eingedeutscht auch Malwinenkrieg) war ein nicht erklärter Krieg zwischen Argentinien und dem Vereinigten Königreich um die Falklandinseln (auch Malwinen) sowie Südgeorgien und die Südlichen Sandwichinseln, der von April bis Juni 1982 andauerte. Anfangs vom argentinischen Angriff überrascht, konnte Großbritannien die Inseln zurückerobern. In Argentinien führte der Ausgang des Krieges zum Sturz der Militärjunta und zur Wiederherstellung des demokratischen Systems. Insgesamt waren etwa 900 Tote zu beklagen.

## Vorgeschichte

### Hintergrund

#### Historische Besitzansprüche
Die Besitzansprüche auf die Inseln waren lange umstritten. 1600 sichtete der Niederländer Sebald de Weert eine Gruppe von drei unbewohnten Inseln. Bald darauf waren sie auf niederländischen Seekarten verzeichnet. 1690 betrat der englische Captain John Strong als erster die Inseln und gab der Meerenge zwischen den beiden Hauptinseln den Namen Falkland Channel, nach dem Chef der Admiralität, Lord Falkland. Erst später wurde „Falkland“ als Name der gesamten Inselgruppe verwendet. Zwischen 1698 und 1712 kartographierten französische Kapitäne die Inseln. Auf ihren Karten, 1716 bei Frezier in Saint-Malo veröffentlicht, waren sie – bezugnehmend auf den Namen der Stadt St. Malo – als „Iles Malouines“ verzeichnet. 1764 gründete der Franzose Louis Antoine de Bougainville die erste Kolonie, die im Oktober 1766 durch die französische Krone an Spanien verkauft wurde. Am 1. April 1767 wurde die Kolonie formal an die Spanier übergeben, sie behielten den – spanisch abgewandelten – Namen der Inseln als „Malvinas“ bei. Bereits im Dezember 1766 war jedoch der britische Captain (Kapitän der Royal Navy) John McBride auf Saunders Island (span. Isla Trinidad), damals „Falkland“ genannt, gelandet und hatte eine kleine Truppe unter Captain Anthony Hunt (Hauptmann der Armee) hinterlassen, um britische Ansprüche zu sichern. Der Name Falkland war somit zunächst im Singular zu verstehen und bezog sich nicht auf das benachbarte East Falkland (Isla Soledad), der Plural „Falklands“ wurde erst sehr viel später von den Briten benutzt. Im November 1769 begegneten einander im Falkland-Sund Captain Hunts Sloop und ein spanischer Schoner. Sie forderten einander auf, die Falklandinseln zu räumen, jedoch kam niemand diesen Forderungen nach. Daraufhin kam es zur Falklandkrise zwischen Großbritannien und Spanien, die fast zu einem Konflikt zwischen den beiden Staaten führte. Im Mai 1770 entsandte der spanische Gouverneur in Buenos Aires, Francisco Bucarelli, fünf Fregatten, welche die dreizehn am 10. Juni 1770 von Hunt stationierten Briten schnell zur Aufgabe zwangen. Ein bevorstehender Krieg zwischen Großbritannien und Spanien wurde durch eine geheime Friedensdeklaration am 22. Januar 1771 abgewendet, in der Spanien nachgab, sich allerdings Souveränitätsrechte über die Falklandinseln vorbehielt. In einem weiteren Vertrag am 16. September 1771 erkannten beide Seiten gegenseitig ihre bisherigen Rechte in Bezug auf die Falklandinseln bzw. Malvinas an. Allerdings machten die Briten in den nachfolgenden Jahren keinen erkennbaren Versuch, die Inseln dauerhaft zu besiedeln.
Die Begründung der argentinischen Besitzansprüche auf die Falklandinseln ist sehr komplex. Die Ansprüche gründen sich im Wesentlichen darauf, dass Buenos Aires sich als alleiniger Rechtsnachfolger des ehemaligen spanischen Vizekönigreichs am Río de la Plata betrachtet.
Mit der Entthronung des bisherigen Königs und der französischen Machtübernahme in Madrid 1808 verstärkten sich die Autonomiebestrebungen in den spanischen Kolonien in Südamerika. Am 25. Mai 1810 erklärte sich Buenos Aires für autonom. Erst als nach Vertreibung der Franzosen der wiedereingesetzte spanische König Ferdinand VII. die Autonomie der südamerikanischen Kolonien nicht anerkennen wollte, erklärten sich die Vereinigten Provinzen des Río de la Plata am 9. Juli 1816 für unabhängig. In den nachfolgenden Kriegen beanspruchten die Vereinigten Provinzen des Río de la Plata in Buenos Aires nachdrücklich sämtliche Gebiete, die jemals Teil des spanischen Vizekönigreichs am La Plata gewesen waren, wozu – ungeachtet der noch immer bestehenden britischen Ansprüche – auch die Falklandinseln (bzw. spanisch: Islas Malvinas) gehörten. Dies führte nicht nur zu Kämpfen mit spanischen Truppen, sondern in den nachfolgenden Jahrzehnten auch zu mehreren Kriegen mit Uruguay, Paraguay, Bolivien und mit Brasilien. Mit Chile wurden Grenzstreitigkeiten wegen der beiderseitigen Ansprüche auf Patagonien und Feuerland weitestgehend nach dem Falklandkrieg von 1982 abgeschlossen (mit dem Verzicht Argentiniens auf die Inseln im Beagle-Kanal am 25. November 1984). Einige Streitigkeiten dauern aber fort.
Die letzte spanische Garnison auf den Malwinen (Falklandinseln) zog sich 1811 zusammen mit den Einwohnern der Siedlung Puerto Soledad (Port Louis) nach Montevideo in Uruguay zurück. Danach waren die Inseln praktisch unbesiedelt und wurden nur (meist zur Reparatur von Schiffen und Aufnahme von Frischwasser) vorübergehend von Seeleuten und Walfängern verschiedener Nationen aufgesucht. Die Rolle, die David Jewitt 1820/21 spielte, ist heute umstritten. Jewitt war ein US-amerikanischer Freibeuter, der 1820 als Kapitän des Schiffs Heroine mit offizieller Erlaubnis der Regierung von Buenos Aires Jagd auf spanische Schiffe machen sollte (dabei aber mehrfach Schiffe anderer Nationen überfiel). Als sein Schiff während eines Sturms beschädigt wurde, landete er im Oktober 1820 auf Ostfalkland, wo er Kapitän James Weddell, den bekannten britischen Seefahrer und Polarforscher, antraf, der ihm half, es wieder seetüchtig zu machen. Nach Abschluss der Reparaturen verließ Jewitt nach etwa einem halben Jahr die Inseln wieder (im April 1821). Nach moderner argentinischer Ansicht nahm Jewitt während dieser Zeit die Inseln „für Argentinien“ in Besitz. Allerdings wurde dieser Anspruch damals nirgends veröffentlicht (anscheinend nicht einmal in Buenos Aires) oder gar anderen Regierungen mitgeteilt. Der Anspruch wurde erst bekannt, als über ein Jahr später Zeitungen in den USA und in Europa über den Prozess gegen den Kapitän des Freibeuterschiffes Heroine berichteten, der damals in Lissabon wegen Seeräuberei angeklagt wurde.
Erst im Juni 1829 ernannte Buenos Aires formell einen Gouverneur der Inseln. Der neue Gouverneur war Louis Vernet, ein in Hamburg geborener französischer Kaufmann mit US-amerikanischem Pass, der 1826 erstmals aus privaten wirtschaftlichen Gründen auf die Falklandinseln gekommen war, um mit Hilfe von argentinischen Gauchos die inzwischen recht zahlreichen verwilderten Rinder auf den Inseln zu fangen und auf das Festland zu verbringen. Zu diesem Zweck errichtete er dort 1828 auch eine Siedlung. Im Januar 1829 ließ sich Vernet seinen Anspruch auf weite Gebiete auf den Falklandinseln zur landwirtschaftlichen Nutzung in der britischen Botschaft in Buenos Aires offiziell eintragen. Im April 1829 bestätigte die Botschaft förmlich seinen Anspruch, und der Botschafter teilte ihm mit, die Regierung ihrer Majestät sei glücklich, seine Siedlung unter ihren Schutz zu nehmen. Bei den Verhandlungen mit der britischen Botschaft hatte Vernet allerdings verschwiegen, dass er sich schon ein Jahr zuvor, im Januar 1828, Grundstücksrechte bei der argentinischen Regierung hatte bestätigen lassen und in Buenos Aires bereits 1823 Fischerei- und Weiderechte auf den Malwinen beantragt hatte. Nachdem die argentinische Regierung im Juni 1829 in Hinblick auf seine Siedlung die „Comandancia Político y Militar de las Malvinas“ gegründet (spanisch „Politische und Militärische Kommandantur der Malvinen“) und Vernet zu deren erstem „Kommandanten“ ernannt hatte, protestierte der britische Botschafter am 19. November 1829 in einer förmlichen Note scharf bei der argentinischen Regierung gegen diese eklatante Verletzung der britischen Souveränitätsrechte über die Falklandinseln. Wegen des (scheinbaren oder tatsächlichen) „doppelten Spiels“ Vernets wird dessen Name heute in argentinischen Darstellungen wenig genannt, und die Südamerikaner gründen ihre Ansprüche vornehmlich auf David Jewitt, der sich nur wenige Monate mit einem havarierten Schiff auf den Inseln aufgehalten hatte.
Im Jahr 1831 kam es zum sogenannten „Lexington“-Zwischenfall, der ausgelöst worden war, weil Vernet 1829 drei Schiffe US-amerikanischer Robbenjäger beschlagnahmen ließ, die Fischerei- und Jagdrechte verletzt hatten, die ihm 1823 von der argentinischen Regierung und 1829 von der britischen Regierung garantiert worden waren (die US-Amerikaner hatten – nach Angaben von Vernet – wahllos Robben und andere Tiere auf den Inseln getötet). Die USA entsandten deswegen mehr als zwei Jahre später, im Dezember 1831, die Korvette Lexington, deren Besatzung in Vernets Abwesenheit die Siedlung zerstörte und die Falklandinseln für frei (d. h. zu keinem Staat gehörig) erklärten, wodurch auch in Europa das Interesse wieder auf die Inseln gelenkt wurde. Auf die argentinischen Proteste gegen die Verletzung seiner Souveränität antworteten die USA lediglich mit dem Hinweis auf bereits bestehende britische Souveränitätsrechte.
Dennoch postierte Buenos Aires 1832 Truppen auf den Inseln mit der Aufgabe, dort eine Strafkolonie zu errichten. Im November 1832 kam es aber zu einem Aufstand der Gefangenen, die den Kommandanten der Truppen, Kapitän Jean Etienne Mestivier, ermordeten. Argentinien entsandte ein weiteres Schiff mit Soldaten, um die Mörder festzunehmen. Nur drei Tage nach deren Ankunft landete die britische Sloop HMS Clio, deren Kapitän John James Onslow am 3. Januar 1833 die argentinische Flagge niederholen und die britische aufziehen ließ, um damit die britischen Ansprüche zu erneuern. Anschließend besaßen die Inseln über ein Jahr lang keine Regierungsautorität mehr (d. h. auch nach Abreise des britischen Schiffs unternahm die argentinische Regierung keinen Versuch zur Rückgewinnung der Inselgruppe). Erst am 10. Januar 1834 landete HMS Tyne zu einem der jährlichen Routinebesuche und hinterließ, um die britischen Ansprüche dauerhaft abzusichern, einen jungen Offizier, der als „resident naval officer“ (Ständiger bzw. Amtierender Offizier der Marine) eine britische Verwaltung aufzubauen hatte. Erst nach der Gründung weiterer Siedlungen ernannte Großbritannien 1842 einen eigenen Gouverneur für die Falklandinseln. Zwischen 1833 und 1849 erneuerte die Argentinische Konföderation noch einige Male ihren Protest, den Großbritannien aber mit der Begründung zurückwies, sie stützten ihre Ansprüche darauf, dass die Falklandinseln spanisch gewesen seien, aber Spanien bereits vor der Unabhängigkeit Südamerikas die Rechte an den Inseln an Großbritannien abgetreten habe, weshalb die Inseln auch nicht mehr zum Vizekönigreich gehört hätten.
Zwischen 1843 und 1852 kam es zwischen Buenos Aires und Provinzen nördlich des La Plata und am Parana, die sich für unabhängig erklärt hatten, zu einer Reihe von Kriegen, in die schließlich auch Brasilien und die beiden europäischen Großmächte Frankreich und Großbritannien verwickelt wurden (→ vgl. dazu Artikel zur Geschichte von Argentinien, Brasilien, Paraguay, Uruguay und Juan Manuel de Rosas). Im Verlauf dieser Krise schlossen die Argentinische Konföderation unter Juan Manuel de Rosas und Großbritannien am 24. November 1849 einen Vertrag, in dem „alle“ Differenzen bereinigt wurden. Nach britischer Ansicht wurde damit auch der Streit um die Falklandinseln geklärt, was Argentinien heute bestreitet. Allerdings erhoben die Argentinische Konföderation – und später die Republik Argentinien – in den nächsten Jahrzehnten keine Ansprüche mehr auf die Falklandinseln. Auf Landkarten, die in Argentinien gedruckt wurden, wurden die Inseln entweder ganz weggelassen oder sie wurden als britisches Territorium eingezeichnet.
Die 1862 gegründete Republik Argentinien als Nachfolgestaat der Vereinigten Provinzen des Río de la Plata und der Argentinischen Konföderation unterhielt bis zum Beginn des Zweiten Weltkriegs durchgehend gute Beziehungen zu Großbritannien und erhob während dieser Zeit nur indirekt Ansprüche auf die Falklandinseln. Erst 1941 wurden die Inseln erneut in einem offiziellen Dokument erwähnt, das erste Mal seit 1849. Im Verlauf dieses Krieges kühlten sich die Beziehung zwischen den beiden Staaten merklich ab, da Argentinien trotz des Drucks aus London bis fast zum Schluss neutral blieb (die Kriegserklärung an Deutschland erfolgte erst am 27. März 1945).

#### Verhandlungen zwischen Argentinien und Großbritannien (1965–1981)
Erst nach dem Krieg und der Gründung der UN begann Argentinien zu Beginn der 1960er-Jahre, im Rahmen der Diskussion um die Entkolonialisierung der Welt seine Position in Bezug auf die Falklandinseln wieder aktiver zu vertreten. Allerdings lehnten es die etwa 1900 Einwohner der Falklandinseln entschieden ab, unter die Herrschaft Argentiniens zu geraten. Unter Berufung auf Artikel 73 der UN-Charta, der die Selbstbestimmung der Einwohner in den Vordergrund rückt, wies deshalb auch der damalige britische Vertreter in der UN, Hugh Foot, im August 1964 vor der UN-Vollversammlung die argentinischen Ansprüche auf die Falklandinseln zurück. Nur wenig später, im Dezember 1965, forderte jedoch die Vollversammlung der UN in einer Resolution (UN-Resolution 2065), Großbritannien und Argentinien sollten sofort Verhandlungen über die Inseln aufnehmen und eine friedliche Lösung des Problems finden.
Der Aufforderung folgend, begannen Großbritannien und Argentinien im Jahr 1965 über die Zukunft der Inseln zu verhandeln. Allerdings kam es bis zum Ausbruch des Krieges 17 Jahre später zu keiner Übereinkunft. Die Gespräche scheiterten daran, dass mehrere aufeinanderfolgende Labour-Regierungen in London zwar durchaus bereit waren, Zugeständnisse zu machen und die Inseln, genau wie andere britische „Kolonien“ auch, aufzugeben, aber Argentinien bestand auf einer unbeschränkten Souveränität, d. h., es war nicht bereit, den Falkländern Autonomierechte einzuräumen, wie sie etwa die Schweden auf den zu Finnland gehörenden Åland-Inseln besitzen. Dies war jedoch für die Briten, die stets das Selbstbestimmungsrecht in den Vordergrund stellten, eine unverzichtbare Voraussetzung für die Übertragung der Souveränitätsrechte. Nachdem im September 1966 eine peronistische Gruppe ein Flugzeug kaperte (eine Douglas DC-4) und nach Port Stanley entführte, wo sie zwei britische Beamte gefangen nahmen, um eine sofortige Übergabe der Falklandinseln an Argentinien zu erzwingen, wurden die Gespräche zeitweilig abgebrochen. Zum besseren Schutz der Inseln wurde daraufhin ein kleines Kontingent der Marineinfanterie von 45 Mann in Port Stanley stationiert.
Bei den Verhandlungen stellte die damalige Labour-Regierung nach außen hin zwar immer die Interessen der Bewohner der Falklandinseln in den Vordergrund, aber sie schirmte die Verhandlungen mit Argentinien sorgfältig gegen die britische Öffentlichkeit ab. Auch die Bewohner der Inselgruppe erfuhren überhaupt nichts über die Verhandlungen, weshalb sie Anfang 1968 in London begannen, mit Hilfe konservativer Abgeordneter über die Medien auf die Regierung einzuwirken. Daraufhin besuchte im selben Jahr der Staatsminister im Außenministerium, Lord Chalfont, die Falklandinseln sowie Argentinien. Sein Bericht wies erneut darauf hin, dass die Einwohner der Falklandinseln britisch bleiben wollten, Argentinien aber auf seinem Anspruch bestand, weshalb ohne Lösung des Problems ein (bewaffneter) Konflikt zu befürchten sei. Ungeachtet des wachsenden Widerstandes kamen in jenem Jahr der britische Außenminister Michael Stewart und der argentinische Außenminister Costa Méndez dennoch zu einem Memorandum (memorandum of understanding), in dem beide Seiten anerkannten, dass „im besten Interesse“ der Bewohner der Falklandinseln die Regierung Großbritanniens bereit sei, zu einem noch festzulegenden Zeitpunkt die Souveränität an Argentinien zu übertragen.
Zu jener Zeit begann sich die wirtschaftliche Situation der Inseln, die in erster Linie auf Schafzucht und Wolle beruhte, immer weiter zu verschlechtern. Da die britische Regierung und die neun Großgrundbesitzer, denen damals der größte Teil der Inseln gehörten, stillschweigend damit rechneten, dass die Inseln wohl „innerhalb von fünfundzwanzig Jahren“ an Argentinien gehen würden, wollten weder die Regierung noch die privaten Unternehmer auf den Falklandinseln investieren. Durch Streichung von Subventionen für die wöchentliche Schiffsverbindung nach Montevideo, die daraufhin eingestellt werden musste, erreichte die britische Regierung 1971 schließlich, dass die Falkländer einem Luftfahrtsabkommen mit Argentinien zustimmten. Daraufhin übernahm die staatliche argentinische Luftfahrtgesellschaft LADE die Verbindung mit dem Festland, betrachtete den Flug aber als Inlandsflug und zwang die Reisenden dazu, eine besondere argentinische Identitätskarte zu akzeptieren, die den Inhaber als argentinischen Bürger der Malvinas auswies (was die britische Regierung stillschweigend hinnahm). Dieser Punkt war – zumindest für einen größeren Teil der Falkländer – ein großes Ärgernis und verschärfte ihr Misstrauen sowohl gegen Buenos Aires als auch gegen die Regierung in London. Gleichzeitig weigerte sich die britische Regierung, auf den Inseln Straßen zu bauen, den Hafen von Port Stanley zu modernisieren oder einen für moderne Flugzeuge angemessenen Flughafen auf den Inseln zu errichten. Diese Aufgabe übernahmen dann die Argentinier aus Mitteln ihres Verteidigungsetats und erbauten 1972 den modernen Flughafen von Stanley. Im Gegenzug erweiterte London zwischen 1973 und 1975 in mehreren Einzelabkommen die argentinischen Rechte bei der Versorgung der Inseln, wobei die zumeist staatlichen Unternehmen, die dafür zuständig waren, immer mehr dazu übergingen, auf den Falklandinseln ausschließlich die argentinische Flagge zu führen.
Nachdem die Labour-Partei 1974 nach einem kurzen konservativen Zwischenspiel erneut die Regierung übernommen hatte, versuchte das Außenministerium, die Gespräche mit Argentinien im Sinne der UN-Resolution 2065 über die Falklandinseln zu beschleunigen. Im Jahr 1975 machte der von der Labour-Regierung neu ernannte britische Botschafter in Argentinien, Derek Ashe, der damaligen argentinischen Präsidentin Isabel Perón das Angebot, Argentinien sollte die Falklandinseln mit großzügiger britischer Hilfe noch weiter ökonomisch entwickeln, um dadurch die Inselbewohner für sich einzunehmen. Die argentinische Regierung misstraute jedoch diesem Angebot und sah darin nur eine kühl kalkulierte britische Verzögerungstaktik. Nachdem Ashe anschließend eine Reihe von Drohbriefen erhalten hatte und eine Autobombe vor der britischen Botschaft explodiert war, die zwei Personen des Wachpersonals tötete, wurde er 1976 auf Wunsch Argentiniens abberufen.
Um den Falkländern dennoch die Übertragung der Souveränitätsrechte an Buenos Aires nahezubringen („schmackhaft zu machen“), entsandte die britische Regierung Lord Shackleton, den Sohn des bekannten Entdeckers Ernest Shackleton, der der Labour-Partei nahestand, nach Argentinien und zu den Falklandinseln. Allerdings verweigerte Buenos Aires Lord Shackleton die Einreise und er musste deshalb mit einem Schiff von Montevideo zu den Inseln gebracht werden. Nach einem längeren Aufenthalt auf den Inseln kam Lord Shackleton in seinem ausführlichen Bericht, den er im Juni 1976 dem Premierminister James Callaghan vorlegte, allerdings zu einem für die Labour-Partei nicht so erfreulichen Ergebnis. Er stellte darin nicht nur erneut fest, dass die Bevölkerung der Inseln britisch bleiben wollte, sondern auch, dass die Inseln (entgegen etlichen offiziellen Darstellungen für die Presse) den Steuerzahler keinen Penny kosteten. Die Inseln hätten zwischen 1951 und 1974 durchschnittlich einen Überschuss von 11,5 Millionen Pfund pro Jahr erwirtschaftet. Darüber hinaus listete er auf, wie dieser Betrag durch einige Investitionen leicht zu steigern sei (er wies unter anderem auf die Fischerei in den Gewässern um die Inseln hin, die es bis dahin überhaupt nicht gab, und auf die Wahrscheinlichkeit, dass das Malwinen-Becken vor der Küste erdölhaltige Schichten enthalte). Das Außenministerium betrachtete den Report als „Desaster“; es betonte in seiner Antwort erneut, dass es die Interessen der Falkländer wahren würde, aber es brach, trotz der sich ab 1976 häufenden argentinischen Provokationen, die Gespräche mit Buenos Aires dennoch nicht ab. Um den starken Eindruck abzuschwächen, den der Shackleton-Report bei den Falkländern ausgelöst hat, entsandte Premierminister Callaghan im Februar 1977 seinen Vertrauten im Außenministerium, Ted Rowlands, zu den Falklandinseln, um den Bewohnern klarzumachen, dass die beiden stärksten wirtschaftlichen „Trumpfkarten“, die Lord Shackleton angeführt hatte, Fisch und Öl, in den Gewässern um die Inseln lagen, und daher nicht ohne weiteres gegen den Willen der Argentinier genutzt werden konnten. Dennoch gelang es auch Rowland nicht, die Falkländer zu überzeugen. Seit dieser Zeit favorisierte das Außenministerium zunehmend das „Lease Back“-Modell (nach dem Vorbild von Hongkong), was aber sowohl von den Falkländern als auch von Argentinien abgelehnt wurde, das jetzt immer stärker auf der sofortigen und unbeschränkten Souveränität über die Inseln im Südatlantik bestand.
Durch den Staatsstreich in Argentinien und die Machtübernahme durch eine Militärjunta, die bald mit großer Brutalität gegen die Opposition im Land vorging, veränderte sich allerdings nach kurzer Zeit die Einstellung vieler Abgeordneter der Labour- und der Liberalen-Partei, die die Übergabe britischer Bürger an die „argentinischen Folterer“ nun nicht mehr unterstützen wollten. Auch nach dem Wahlsieg der konservativen Partei 1979 und der Ernennung von Margaret Thatcher zur Premierministerin gingen die Gespräche mit Argentinien zunächst weiter, wobei die neue Regierung, um Zeit zu gewinnen, zunächst das „Lease Back“-Modell übernahm, aber sie wurden seitdem von britischer Seite immer unverbindlicher geführt, so dass in Buenos Aires der Eindruck wuchs, es sollte auf ewig vertröstet werden. Mit der geplanten Schließung der letzten britischen Forschungsstation auf Südgeorgien und der Außerdienststellung des Eispatrouillenschiffs Endurance, das bis dahin die britische Souveränität im Bereich der Antarktischen Inseln repräsentiert hatte, signalisierte die britische Regierung im Spätherbst 1981 allerdings den Argentiniern, dass sie offensichtlich bereit war, sich vollständig aus dem Südatlantik zurückzuziehen. Und in diesem Sinne wurde der Schritt von Argentinien auch verstanden (vgl. dazu auch den nächsten Abschnitt).

#### Militärische Vorbereitungen der argentinischen Junta seit 1976
Nach einem Staatsstreich im März 1976 wurde Argentinien von einer Militärregierung regiert, die im Rahmen des „Prozesses der Nationalen Reorganisation“ bis 1983 zahlreiche Oppositionelle ermordete, von denen die Mehrzahl einfach spurlos verschwand (siehe: Desaparecidos). Dies wurde mit dem Kampf gegen die linke Guerilla der Montoneros begründet, die allerdings nur wenige tausend Mann zählte. Das Land litt bereits vor dem Machtantritt der Militärs unter großen wirtschaftlichen Problemen, die sich während deren Herrschaft weiter verschärften.
Im Oktober 1977, nachdem Argentinien eine (bewaffnete) Forschungsstation auf der Insel Südthule (engl. Southern Thule- oder auch Thule Island → Südliche Thuleinseln; in zahlreichen Lexika als Morrell-Insel zu finden, dem US-amerikanischen Namen der Insel) errichtet hatte, warnte der britische Geheimdienst vor verstärkten militärischen Aktivitäten im Süden Argentiniens. Die britische Regierung entsandte daraufhin vorsorglich zwei Fregatten und ein U-Boot in den Südatlantik (was allerdings nicht öffentlich bekannt gemacht wurde und von Argentinien unbemerkt blieb) und erklärte eine (wirtschaftliche) Sperrzone 25 Seemeilen um die Falklandinseln, nahm aber die Besetzung der Insel durch Argentinien ansonsten stillschweigend hin.
Am 22. Dezember 1978 startete die Junta die Operation Soberanía (Operation Souveränität), um die mit Chile umstrittenen Inseln am Kap Hoorn militärisch zu besetzen und in Chile einzumarschieren. Sie wurde aber wenige Stunden später abgebrochen.
Das argentinische Militär hatte bis 1978 die „linke Guerilla“ durch einen geheimen Schmutzigen Krieg vollständig ausgeschaltet (siehe auch Prozess der Nationalen Reorganisation, Staatsterror), der zwischen 10.000 und 30.000 Opfer forderte. Die argentinische Wirtschaft war zerrüttet, die Inflationsrate betrug 1980 etwa 140 %. Im folgenden Jahr kam es zu zwei Regierungswechseln: zunächst übernahm im März 1981 der relativ liberale General Viola die Macht und sorgte für eine kurze Zeit relativer Meinungsfreiheit. Am 9. November erkrankte General Viola und musste in ein Militärhospital eingeliefert werden. Am 22. Dezember 1981 übernahm General Leopoldo Galtieri das Amt des Präsidenten. Kurz darauf wurden die Verhandlungen mit Großbritannien auf Wunsch Argentiniens vorläufig verschoben.
Nach Ansicht vieler Beobachter beabsichtigte die damalige argentinische Führung, die öffentliche Kritik an der desolaten wirtschaftlichen Lage und der Menschenrechtssituation mit einem schnellen, patriotischen „Sieg“ in der Malwinen-Frage zu überdecken. Als Vorwand diente der 150. Jahrestag der „widerrechtlichen Besetzung der Falklandinseln durch die Briten“. In der UN wurde mit einer subtilen Andeutung einer militärischen Invasion Druck ausgeübt, was die Briten aber ignorierten. Seit der Besetzung der Insel Südthule (1976), die London widerspruchslos hingenommen hatte, werteten die Argentinier die britische Haltung als Rückzug und glaubten, Großbritannien würde ihnen die Inseln bei einer Invasion kampflos überlassen. In diesem Glauben wurden sie noch durch den geplanten Rückzug der letzten ständig im Südatlantik stationierten Einheit der Royal Navy, der Endurance sowie durch die British Nationality Bill von 1981 bestärkt, die die britische Staatsbürgerschaft der Inselbewohner einschränkte und sie zu „Falkländern“ erklärte.
Die neue Freundschaft (auf Grund der aktiven Unterstützung der antisandinistischen Contras in Mittelamerika) zu den USA, die 1979 das Waffenembargo gegen Argentinien wieder aufhoben (damals war Jimmy Carter Präsident; Ende 1980 wurde Ronald Reagan zu seinem Nachfolger gewählt) bestärkte Präsident Galtieri in der Überzeugung, dass Großbritannien ohne US-amerikanische Unterstützung keinen Krieg im Südatlantik führen könne.
Weitere argentinische Pläne sahen damals vor, nach einer erfolgreichen Einnahme der Falklandinseln auch die Inseln südlich des Beagle-Kanals militärisch zu besetzen. Der Chef der argentinischen Luftwaffe während des Falklandkrieges, Basilio Arturo Lami Dozo, bestätigte diese Pläne in einem Interview mit der argentinischen Zeitung Perfil:

«Para colmo, Galtieri dijo en un discurso: ‹Que saquen el ejemplo de lo que estamos haciendo ahora porque después les toca a ellos.›»

„Zu allem Überfluss sagte Galtieri in einer Rede: ‚Die [Chilenen] sollen genau sehen, was wir jetzt gerade machen, denn später sind sie dran.‘“

Auch der letzte argentinische Außenminister vor dem Krieg, Óscar Camilión – er amtierte vom 29. März 1981 bis zum 11. Dezember 1981 –, bestätigte diese Absichten, indem er später in seinen Memoiren schrieb:

«Los planes militares eran, en la hipótesis de resolver el caso Malvinas, invadir las islas en disputa en el Beagle. Esa era la decisión de la Armada …»

„Die militärische Planung war, im Falle einer Lösung der Falkland-Frage die umstrittenen Inseln im Beagle-Kanal militärisch zu besetzen. Das war der Entschluss der Kriegsmarine.“

Auch Kalevi Holsti kam zu diesem Schluss:

“Displaying the mentality of the Argentine military regime in the 1970s, as another example, there was ‘Plan Rosario’ according to which Argentina would attack the Malvinas and then turn to settle the Beagle Channel problem by force. The sequence, according to the plan, could also be reversed.”

„Als Beispiel sei die Mentalität des argentinischen Militärregimes in den 1970er Jahren genannt: ‚Plan Rosario‘, wonach Argentinien die Malwinen angreifen und dann mit Gewalt das Beagle-Channel-Problem lösen würde. Die Reihenfolge könnte nach dem Plan auch umgekehrt sein“

Der Gedanke war schon oft in der argentinischen Presse ausgesprochen worden, beispielsweise vom Reporter Manfred Schönfeld vom La Prensa (Buenos Aires) am 2. Juni 1982 über den Kursverlauf des Krieges nach dem Falkland-Aufmarsch, als man in Argentinien den Krieg noch für gewonnen hielt:

«Para nosotros no lo estará [terminada la guerra], porque, inmediatamente después de barrido el enemigo de las Malvinas, debe serlo de las Georgias, Sandwich del Sur y de todos los demás archipiélagos australes argentinos …»

„Für uns wird er [der Krieg] nicht [beendet] sein, denn sofort, nachdem der Feind von den Malwinen weggefegt ist, muss er auch von [Süd-]Georgien, Südsandwich und alle anderen südlichen argentinischen Archipelen [weggefegt werden].“

Im Dezember 1978 hatte die argentinische Junta schon einmal die Operation Soberanía im letzten Moment abgebrochen. Jorge Anaya sah vor dem argentinisch-chilenischen Konflikt um den Beagle-Kanal eine Chance, eine für Chile nicht erreichbare Militärbasis auf den Malvinas zu etablieren.
Die konkreten Planungen für die „Wiedergewinnung der Malvinas“ begannen am 15. Dezember 1981, als Vizeadmiral Lombardo in der Marinebasis Puerto Belgrano von Admiral Jorge Anaya (1926–2008), dem Oberbefehlshaber der Marine und Mitglied der Junta, aufgefordert wurde, er solle für die nahe Zukunft diskret einen Plan für die Wiedergewinnung der Malwinen ausarbeiten. Nach Aussagen weiterer hoher Offiziere beschäftigte sich die militärische Führung schon seit längerer Zeit mit diesem Problem; die Vorplanungen hatten somit schon begonnen, bevor Galtieri Präsident wurde. Nominell sollten die militärischen Planungen zunächst nur dazu dienen, die verstärkten diplomatischen Anstrengungen im Jahr 1982, das das Jahr der Malwinen werden sollte, zu unterstützen. In Konsultationen mit Admiral Anaya wurde in dieser Zeit beschlossen, die Falklandinseln/Malwinen binnen eines Jahres zu erobern.
Mitte Januar 1982 nahm dann eine spezielle Arbeitskommission (spanisch Comisión de Trabajo) abgeschirmt im Armeehauptquartier in Buenos Aires konkrete Planungsarbeiten für „die Wiedergewinnung der Malwinen“ auf. Dabei ging man davon aus, dass eine Landung auf den Malvinas nicht vor dem September erfolgen sollte, d. h., sie sollte in etwa mit dem Beginn des Frühlings auf der südlichen Hemisphäre zusammenfallen. Bis dahin sollte, wie von London angekündigt, auch das britische Eispatrouillenschiff HMS Endurance den Südatlantik verlassen haben und bis dahin sollte die argentinische Luftwaffe alle vierzehn in Frankreich bestellten Super Étendard und alle fünfzehn gleichzeitig bestellten Luft-Schiff-Raketen vom Typ AM39 „Exocet“ erhalten und getestet haben. Überdies sollte bis dahin erfahrungsgemäß der Rekrutenjahrgang 1982 ausreichend ausgebildet und trainiert worden sein. Die Ausarbeitung der eigentlichen Landungspläne auf den Inseln wurde Konteradmiral Carlos Büsser übertragen, dem Kommandeur der Marineinfanterie, der zu diesem Zweck unter anderem im Februar und März das 2. Bataillon der Marineinfanterie im südlichen Patagonien an Stränden, die denen der Falklandinseln sehr ähnlich waren, mehrere Landungsübungen durchführen ließ. Bereits am 9. März legte die Arbeitsgruppe den fertigen Plan für eine Landung der Truppen bei Puerto Argentino (Stanley) im September der Junta vor, die ihn nach einer kurzen Prüfung genehmigte.

### Militärische Ausgangslage

#### Argentinien
Die argentinische Luftwaffe (Fuerza Aérea Argentina, kurz FAA) verfügte über eine große Anzahl moderner Flugzeuge und Waffen, darunter Mirage-III-Jagdflugzeuge, Mirage-5-Jagdbomber und ältere, aber immer noch sehr leistungsfähige Douglas-A-4-Jagdbomber. Außerdem verfügte sie über die in Argentinien entwickelten FMA-IA-58-Pucará-Erdkampfflugzeuge, die von kurzen und improvisierten Flugplätzen starten konnten. Das war besonders für einen Einsatz auf den Falklandinseln wichtig, da dort nur ein Flugplatz eine betonierte Start- und Landebahn besaß. Des Weiteren hatte die FAA noch ältere English-Electric-Canberra-Bomber im Bestand.
Die argentinische Luftwaffe war jedoch speziell auf einen Krieg gegen Chile oder die Guerilleros vorbereitet und somit eher für einen Kampf gegen Bodenziele auf kurze Distanzen gerüstet als für einen Kampf auf lange Distanz gegen Schiffe. Daher verfügte Argentinien nur über zwei zu Betankungsflugzeugen umgebaute Lockheed C-130 für die FAA und die Marine. Die Mirage waren nicht zur Luftbetankung ausgerüstet.
Außerdem verfügte die FAA nur über wenige Aufklärungsflugzeuge sowie über Luft-Luft-Raketen französischer und US-amerikanischer Produktion, die aber meist nicht zu den jeweils modernsten Versionen gehörten. Die damals hochmodernen Luft-Schiff-Raketen vom Typ Exocet AM39, die eine ernsthafte Bedrohung für die britische Flotte hätten werden können, waren zwar in Frankreich bestellt worden, aber es standen bei Kriegsbeginn nach argentinischen Angaben erst fünf davon zur Verfügung. Zu diesen Streitkräften der Luftwaffe kamen noch fünf moderne Dassault Super Étendards der Marineflieger, die für Luftbetankung ausgerüstet waren. Von diesen Flugzeugen hatte Argentinien vierzehn bestellt, aber bis zum Ausbruch des Krieges waren erst fünf geliefert worden, weshalb eines davon infolge des Waffenembargos der EG-Staaten als Ersatzteilspender am Boden bleiben musste.
Gegliedert war die argentinische Luftwaffe in acht Gruppen (Grupo 1–8), die wiederum in zwei bis vier Staffeln untergliedert waren. In manchen Darstellungen wird die Escuadrón Fénix (Phönix-Staffel), die aus 35 zivilen Flugzeugen bestand (für Transport- und für Aufklärungsaufgaben), als „Grupo 9“ bezeichnet. Die Marineflieger (Aeronaval Argentina) gliederten sich in acht Flugzeug- und zwei Hubschrauberstaffeln. Die gerade erst gelieferten hochmodernen „Super Étendards“ gehörten zur „2 Escuadrilla de Caza y Ataque“ (2. Jagd- und Bodenangriffs-Staffel). Die Stärke einer Grupo variierte zwischen zwölf und 32 Flugzeugen. Die Grupo 3 wurde während des Krieges mit ihren Erdkampfflugzeugen vom Typ Pucará weitgehend auf die Falklandinseln verlegt.
Für den Einsatz im Südatlantik waren die argentinischen Seestreitkräfte (span. Armada de la República Argentina, ARA) untergliedert in
- Flugzeugträgerkampfgruppe (Grupo de Tareas 79.1)
  - Flugzeugträger Veinticinco de Mayo mit einer Staffel Skyhawks
  - Zwei moderne (in Großbritannien gebaute) Zerstörer der Klasse 42 mit weitreichenden Luftabwehrraketen (ARA Santísima Trinidad und ARA Hércules) als Begleitschutz
  - Versorgungsschiff Punta Médanos
- Kreuzerkampfgruppe (Grupo de Tareas 79.3)
  - Kreuzer General Belgrano, Verdrängung 13.500 t; 1938 von der United States Navy als Phoenix in Dienst gestellt und später von den Argentiniern übernommen; fünfzehn 152-mm- und acht 127-mm-Geschütze
  - Zwei ältere Zerstörer (Hipólito Bouchard und ARA Piedra Buena), mit „Exocet“-MM38-Schiff-Schiff-Raketen nachgerüstet, als Begleitschutz
  - Flottenversorger Punta Delgada
- Korvettenkampfgruppe (Grupo de Tareas 79.4)
  - Drei moderne, in Frankreich gebaute Korvetten der Klasse d’Estienne d’Orves mit „Exocet“-MM38-Flugkörpern: Drummond, Granville und Guerrico.
- U-Boot-Flotte
  - Zwei ehemalige US-amerikanische U-Boote aus dem Zweiten Weltkrieg, im GUPPY-Programm modernisiert:
    - S-21 Santa Fe: Einsatz bei der Insel Südgeorgien
    - S-22 Santiago del Estero: Ersatzteillieferant

  - Zwei moderne, in der Bundesrepublik Deutschland hergestellten Unterseeboote der U-Boot-Klasse 209:
    - S-31 Salta: Wegen technischer Probleme noch nicht einsatzbereit
    - S-32 San Luis: Sehr problematisch für die Royal Navy, da es mehrfach in der Nähe der britischen Flugzeugträgergruppe operierte, ohne dass es den Briten gelang, es aufzuspüren. Zwei Angriffsversuche des U-Bootes scheiterten wegen Bedienungsfehlern beim Abschuss der Torpedos.[55][56]

#### Vereinigtes Königreich
Die Royal Navy war zum Zeitpunkt des Ausbruchs des Krieges nicht darauf eingestellt, die Hauptkraft einer derartigen maritimen Operation in einem so weit entfernten Gebiet zu sein. Sie war vielmehr auf den Einsatz in einem möglichen Dritten Weltkrieg innerhalb der NATO-Struktur ausgerichtet. Da in einem solchen Fall ihre Hauptaufgabe die Sicherung der transatlantischen Verbindungswege, insbesondere der GIUK-Lücke, gegen die sowjetische Nordflotte gewesen wäre, wurde das Hauptgewicht auf die U-Boot-Abwehr gelegt. Da nach westlicher Einschätzung die gleichzeitige Gefahr sowjetischer Luftangriffe im Nordatlantik gering gewesen wäre, verfügten die britischen Schiffe nur über begrenzte Fähigkeiten zur Flugabwehr. So wurden Ende der 1970er-Jahre die im Unterhalt teuren großen Flugzeugträger Eagle und Ark Royal außer Dienst gestellt, ebenso die entsprechenden Trägerflugzeuge des Typs Blackburn Buccaneer. Aufgrund der hohen Kosten lehnte die britische Regierung eine Überholung der erst 1972 kampfwertgesteigerten Ark Royal ab. Auch die Ausmusterung der verbliebenen kleinen Flugzeugträger war bereits beschlossen, die Bulwark wurde 1980 außer Dienst gestellt und war 1982 bereits für eine schnelle Reaktivierung in einem zu schlechten Zustand; die Ausmusterung der Hermes sollte 1982 folgen. Luftunterstützung sollte im Krieg entweder von Basen an Land oder von US-amerikanischen Flugzeugträgern kommen. Mit Australien war man sich über den Verkauf der relativ neuen Invincible einig geworden. Im Zuge der Erweiterung der U-Boot-gestützten Raketenwaffe wurde die Anzahl der Überwasserkräfte weiter reduziert. Die Royal Air Force war im Begriff, die Avro Vulcan zugunsten des Zug um Zug eingeführten Panavia Tornado außer Dienst zu stellen. Beim Heer genoss die Modernisierung der britischen Rheinarmee (engl. British Army of the Rhine) den Vorrang. Im Mai 1981 hatte Verteidigungsminister John Nott ein neues Weißbuch mit drastischen Umbaumaximen herausgegeben.

#### Stärke der beteiligten Streitkräfte
Wegen der geplanten Besetzung der Falklandinseln und des drohenden Krieges mit Chile zog Argentinien 1982 gleichzeitig zwei Rekrutenjahrgänge ein. Daher besaßen die argentinischen Streitkräfte in diesem Jahr eine Stärke von 181.000 Mann, zu denen noch die paramilitärische Nationale Gendarmerie (spanisch „Gendarmería Nacional“) und die Küstenwache (spanisch „Prefectura Naval Argentina“) zu zählen sind, die beide ebenfalls Einheiten auf die Malvinas entsandten. Damit verfügte Argentinien über eine Streitmacht von mehr als 200.000 Mann. Als nach der Besetzung der Inseln klar wurde, dass Großbritannien keineswegs gewillt war, sich mit der Annexion der Falklandinseln abzufinden, entsandten die argentinischen Streitkräfte noch Teile von drei Brigaden der Armee sowie ein verstärktes Bataillon der Marineinfanterie auf die Inseln. Zu ihrer Unterstützung stationierten außerdem die Luftwaffe, die Nationale Gendarmerie sowie die Küstenwache weitere Einheiten auf den Inseln. Allerdings unterband dann die britische Seeblockade eine weitere Verstärkung der argentinischen Truppen.
Insgesamt kamen etwa 15.000 bis 16.000 Argentinier auf die Falklandinseln, mehr als die Soldaten, die am 15. Juni in britische Gefangenschaft gerieten (rund 12.700), da die meisten Einheiten, die im April die Inseln besetzt hatten, wieder aufs Festland zurückgekehrt waren und vor der Kapitulation ein großer Teil der Verwundeten ausgeflogen werden konnte. Noch höher war die Zahl der am Krieg beteiligten argentinischen Soldaten: 1983 gab die argentinische Armee offiziell an, es hätten 14.200 Soldaten teilgenommen; bis 1999 wurde diese Zahl auf 22.200 Mann angehoben. Der argentinische Verband der Falklandveteranen rechnete 2007 mit „ungefähr“ 24.000. Da jedoch (zumindest zeitweilig) fast die gesamte argentinische Luftwaffe und Marine in die Kämpfe verwickelt waren, die zusammen 55.000 bis 60.000 Mann zählten, kann diese Zahl – die sich überdies im Laufe der Jahre langsam erhöhte – so nicht stimmen. Sie erklärt sich wohl so, dass nur solche Soldaten als „Falkland-Veteranen“ anerkannt werden, die sich dauerhaft im Bereich des TOM („Teatro de Operaciones Malvinas“, dt.: „Kriegsschauplatz Malvinen“) oder des TOAS („Teatro de Operaciones del Atlántico Sur“, etwa „Kriegsschauplatz Südatlantik“) aufgehalten und direkt an Operationen teilgenommen haben. Nicht zu den Kriegsveteranen gezählt werden deshalb auch alle Soldaten und Wehrpflichtigen, die wegen der gleichzeitig drohenden Kriegsgefahr mit Chile in den Anden entlang der dortigen Grenze eingesetzt waren.
Die britischen Streitkräfte umfassten 1982 rund 327.000 Mann. Das Zahlenverhältnis der beiden Streitkräfte war demnach etwa 3:2 zu Gunsten der Briten. Der größte Teil der britischen Streitkräfte war allerdings durch seine Aufgaben in der NATO und durch den Nordirlandkonflikt fest gebunden. Daher konnte die Heeresführung nur auf die beiden Brigaden der „UKMF“ (United Kingdom Mobile Force, d. h. die mobile Eingreifreserve) zurückgreifen. Zur mobilen Reserve gehörte auch die United Kingdom/Netherlands Amphibious Task Group (UK/NL ATG), d. h. die Landungsschiffe, die die 3. britische Commando Brigade im Kriegsfall an die europäische Küste (plangemäß wahrscheinlich nach Norwegen) bringen sollte. Mit Zustimmung der NATO wurden die britischen Teile der mobilen Reserve von ihren Aufgaben im Bündnis entbunden.
Zunächst war man dort überdies der Ansicht, dass man die Angelegenheit alleine mit der 3. Commando Brigade der Marineinfanterie (rund 3.500 Mann) lösen könne. Als in London bekannt wurde, dass Argentinien inzwischen schon etwa 10.000 bis 12.000 Mann auf die Insel gebracht habe, entschloss man sich, die Brigade durch zwei Fallschirmjäger-Bataillone der 5. Brigade, Teile der United Kingdom Special Forces (UKSF), sowie weitere Unterstützungstruppen zu verstärken. Dazu gehörten insbesondere Artillerie und Luftabwehreinheiten. Schließlich wuchs die Brigade auf insgesamt fast 7.500 Mann an. Da die Argentinier tatsächlich schon mehr als 12.000 Mann auf die Inseln gebracht hatten, entsandte London noch weitere Teile der 5. Brigade in den Südatlantik. Da inzwischen der größte Teil dieser Brigade bereits auf dem Weg in den Südatlantik war, suchte die britische Führung „quer durch die Armee“ alles zusammen, was noch verfügbar war. Dabei griff man zögernd, aber notgedrungen, auf zwei Bataillone der Garde zurück („Welsh Guards“ und „Scots Guards“) und unterstellte sie der 5. Brigade. Diese waren als repräsentative Wachbataillone überwiegend zu zeremoniellen Zwecken in London stationiert, hatten weder das notwendige Training oder spezielle Ausbildung noch die erforderliche Ausrüstung und Bekleidung für einen Kampf im Winter unter subarktischen Bedingungen. Erschwerend kam hinzu, dass Ende April, als der Entschluss gefasst wurde, die Brigade nachzusenden, nur noch das Kreuzfahrtschiff Queen Elizabeth 2 verfügbar war, die aber nur 3.200 Mann fasste, so dass etwa ein Viertel der Brigade – vornehmlich Unterstützungstruppen – zurückgelassen werden musste. Die Stärke der britischen Landstreitkräfte (Armee und Marineinfanterie) stieg dadurch auf rund 11.000 Mann. Hinzu kamen noch die Schiffsbesatzungen und die Marineflieger sowie die Einheiten der Luftwaffe, wodurch insgesamt fast 30.000 Mann an der britischen Operation im Südatlantik beteiligt waren (ergänzt noch durch rund 2.000 zivile Seeleute der Handelsmarine).

## Krieg

### Argentinische Invasion

#### Eskalation

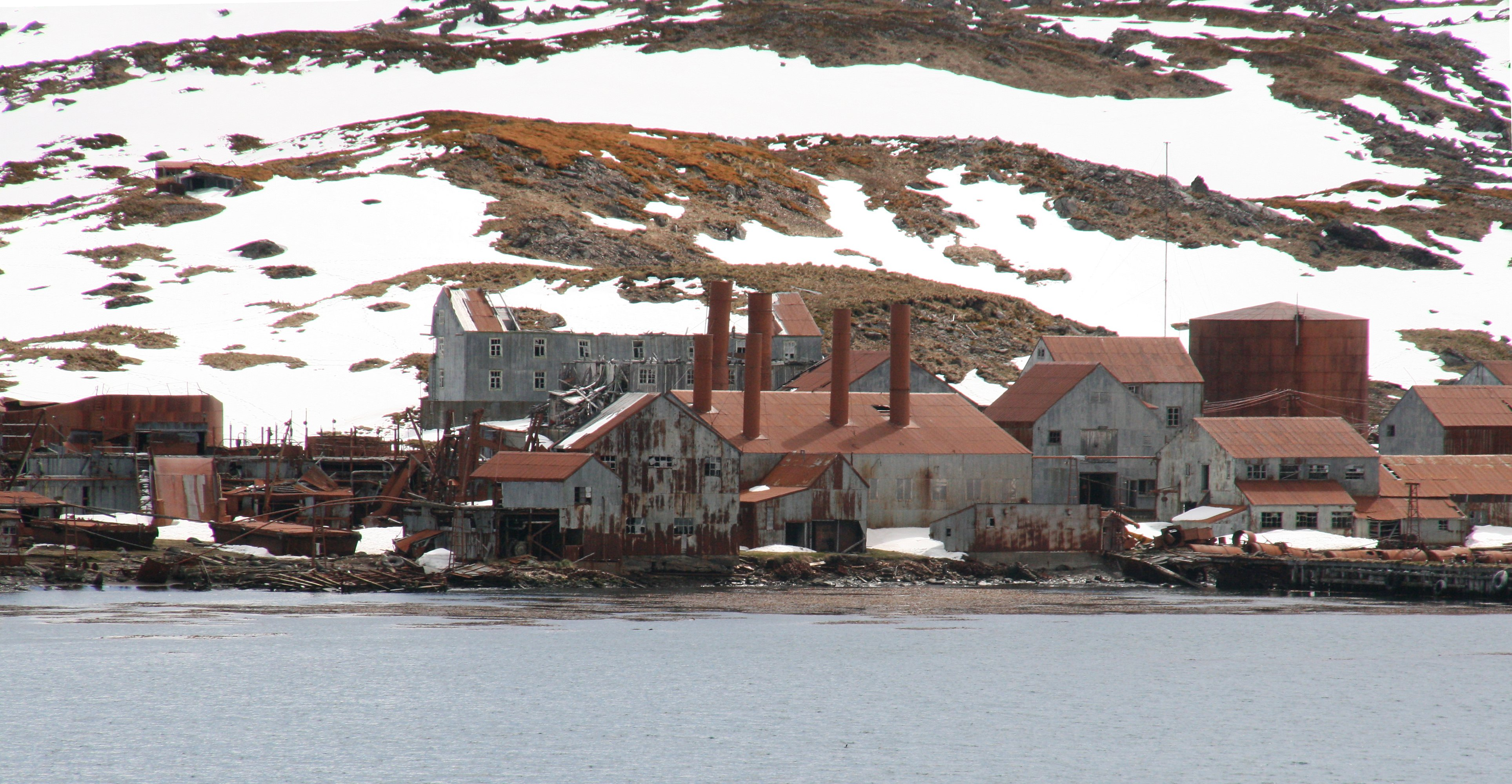
Verlassene Walfangstation in Leith auf Südgeorgien. Das Altmetall der verlassenen Walfangstation war indirekt der Auslöser des Krieges.

Mitte März 1982 beschleunigte der argentinische Schrotthändler Constantino Davidoff – vermutlich ungewollt – die Ereignisse. Davidoff hatte 1979 die stillgelegte Walfangstation in Leith (Leith Harbour) auf Südgeorgien (1.300 km südöstlich der Falklandinseln) von deren bisherigen Eigentümern in Edinburgh in Schottland gekauft. Nach einer längeren Suche nach einer preisgünstigen Transportmöglichkeit für die dort erhofften 30.000 Tonnen Altmetall zeigte sich die argentinische Kriegsmarine hilfsbereit und bot ihm an, das Flottentransportschiff Bahía Buen Suceso zu einem niedrigen Preis zeitweise zu mieten. Das Schiff fuhr daher Mitte März 1982 von seinem Stützpunkt auf Feuerland nach Südgeorgien, wo es (nach Angaben des Kapitäns der Bahía Buen Suceso) 40 Arbeiter an Land setzte. Da das Flottenversorgungsschiff normalerweise ein kleines Kommando Marineinfanterie an Bord hatte, ging der britische Geheimdienst direkt davon aus, dass mit den Arbeitern auch Soldaten an Land gingen. Die vier britischen Wissenschaftler, die am 19. März 1982 „die etwa 50 Argentinier“ zum ersten Mal in Leith bemerkten, sahen dort jedenfalls Soldaten.

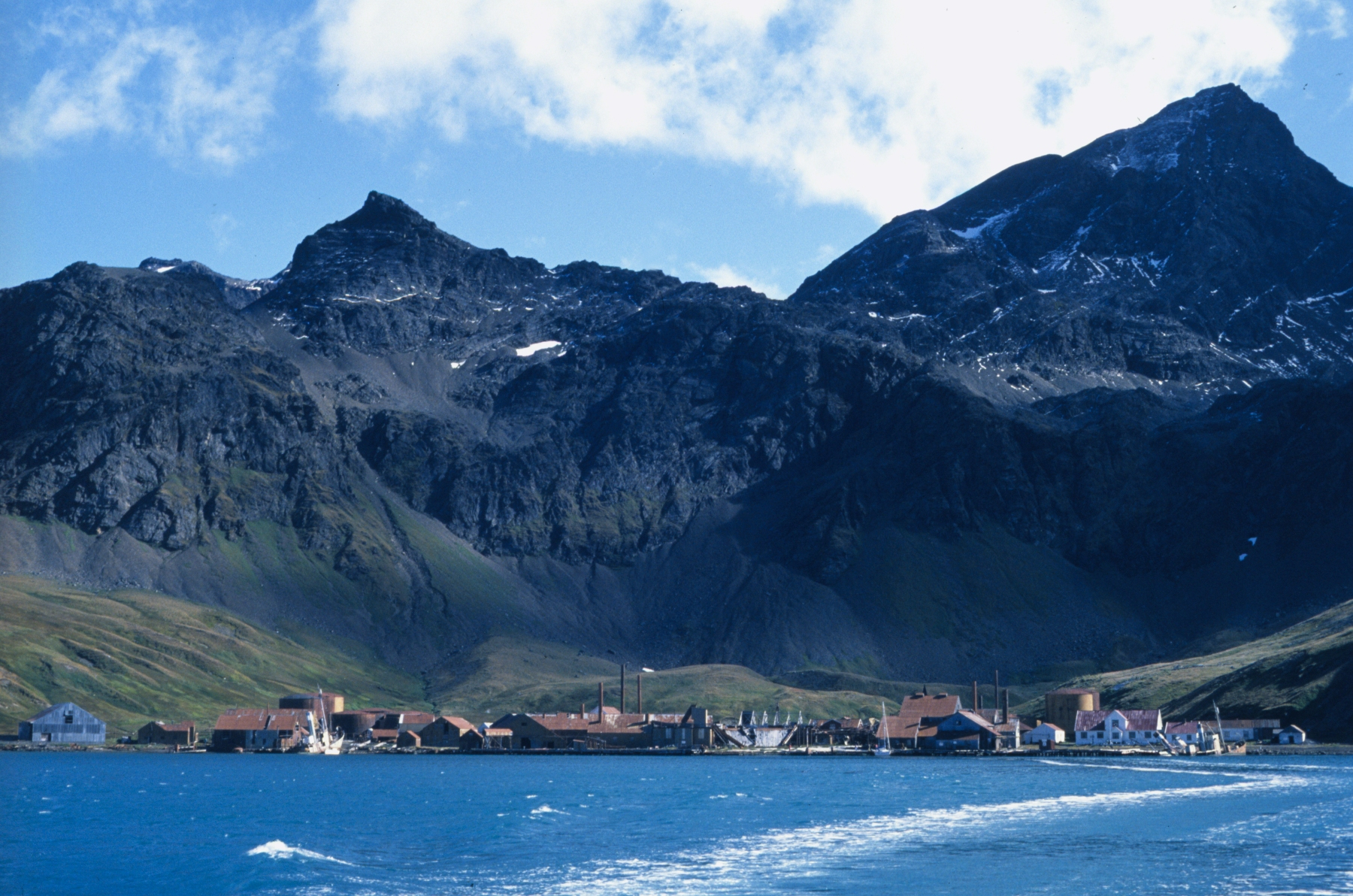
Grytviken auf Südgeorgien im Sommer Mitte der 1990er-Jahre

Über Leith wehte die argentinische Fahne und die Argentinier weigerten sich, in der britischen Forschungsstation in Grytviken eine Einreisegenehmigung für Südgeorgien zu holen. Kurz darauf kam eine durch Sturm havarierte französische Yacht nach Leith, deren Besatzung bald mit einem Kapitänleutnant (spanisch Teniente de navío) Alfredo Astiz ins Gespräch kam, der einige Jahre zuvor in Paris gelebt habe. Diese an sich neutrale Beobachtung spricht dafür, dass sich bereits unter der ersten Gruppe, die in Leith landete, Soldaten befunden haben.
Der auch für Südgeorgien zuständige Gouverneur der Falklandinseln, Sir Rex Masterman Hunt in Stanley, den der Leiter der Forschungsstation informiert hatte, entsandte nach Rücksprache mit London deshalb schon am 20. März 1982 das Antarktis-Patrouillenschiff HMS Endurance mit 22 Marineinfanteristen an Bord nach Grytviken, damit sie die Argentinier notfalls mit Gewalt aus Leith entfernten. Nach einem harschen Protest der britischen Regierung in Buenos Aires versprach man dort, dass alle Argentinier zusammen mit der Bahía Buen Suceso Südgeorgien verlassen würden. Daraufhin kam aus London der Befehl, die HMS Endurance solle zunächst nach Grytviken fahren und dort weitere Anweisungen abwarten. Als jedoch die Beobachter in Südgeorgien zwei Tage später meldeten, dass Leith noch immer von den Argentiniern besetzt sei, sandte am 23. März der britische Außenminister Lord Carrington eine zweite, noch schärfer formulierte Protestnote nach Buenos Aires, in der er überdies drohte, die illegalen Eindringlinge würden, wenn sie den Ort nicht sofort freiwillig verließen, zur Not auch unter Anwendung von Zwang entfernt werden.

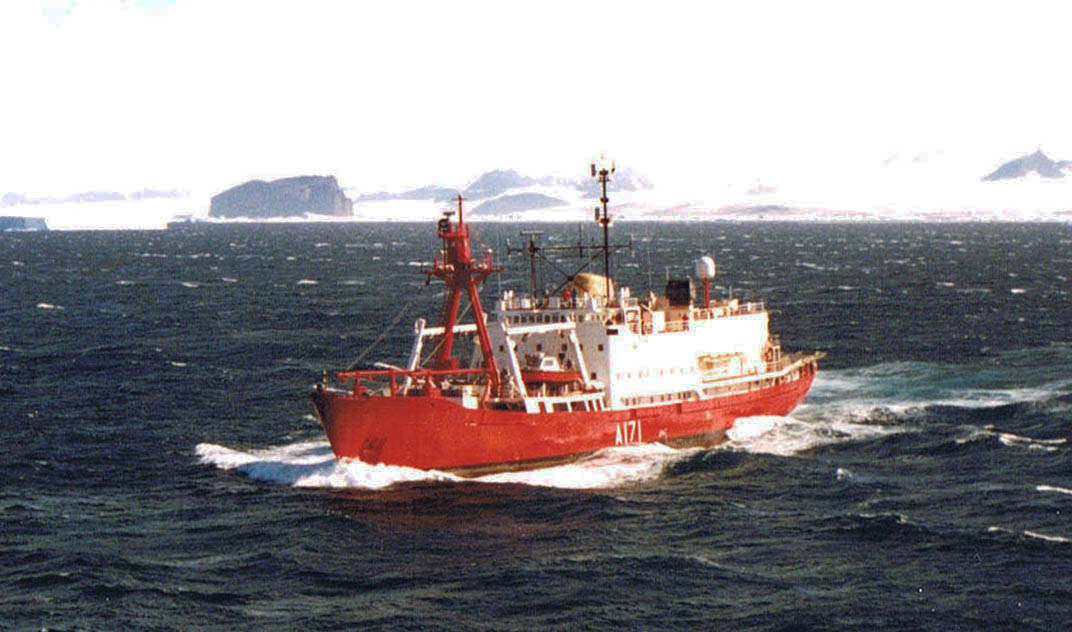
Antarktis-Patrouillenschiff (Eisbrecher) HMS Endurance

Am 24. März erreichte die HMS Endurance mit dem Marinekommando an Bord die Forschungsstation bei Grytviken. Von dort aus entdeckte sie am 26. März, dass vor Leith auch noch das bewaffnete argentinische Antarktis-Patrouillenschiff ARA Bahía Paraiso ankerte, das zum argentinischen Antarktisgeschwader gehörte. Das Schiff, das sich auf einer Patrouillenfahrt bei den Südlichen Orkney-Inseln befunden hatte, hatte am Abend des 25. März Leith erreicht. An Bord des Schiffes befanden sich, wie üblich, Soldaten der Marineinfanterie. Über ihre Stärke gibt es widersprüchliche Angaben; die Argentinier sprechen von „vierzehn“, die Briten gehen aber davon aus, dass es, ebenfalls wie üblich, „vierzig“ waren. Daraufhin verboten das Foreign Office sowie das Ministry of Defence in London die „Polizeiaktion“ seitens der HMS Endurance und wiesen deren Kapitän stattdessen an, vor der Küste von Südgeorgien Patrouille zu fahren. Am 27. März verließ auch die ARA Bahia Paraiso Leith wieder, patrouillierte aber, ebenso wie die HMS Endurance, nun parallel vor der Küste der Insel. Am Abend des 31. März wurde HMS Endurance durch London benachrichtigt, dass eine Invasion der Falklandinseln bevorstehe, und nach Port Stanley zurückbefohlen.
Der unerwartet scharfe Protest der Briten am 23. März wirkte auf die argentinische Militärführung wie eine Initialzündung. Noch am selben Tag wurden die an den Planungen für eine Landung auf den Malvinas Beteiligten zusammengerufen. Sie erhielten den Auftrag, den frühestmöglichen Zeitpunkt für eine Landung zu berechnen. Am 25. März legte Admiral Büsser im Admiralstab eine stark verkürzte Fassung seines Landungsplanes vor und nannte als frühesten Zeitpunkt den 1. April. Der Plan krankte jedoch daran, dass zu diesem Zeitpunkt weniger Transportschiffe zur Verfügung standen als ursprünglich geplant, so dass nicht alles mitgenommen werden konnte; man bot aber aus Prestigegründen fast die gesamte argentinische Flotte einschließlich ihres Flugzeugträgers auf, um die kleine „Landungsflotte“ zu „schützen“, obwohl sich bekanntermaßen außer dem Patrouillenschiff HMS Endurance kein britisches Kriegsschiff im Südatlantik befand. Außer dem Landungsschiff ARA Cabo San Antonio war der Landungsgruppe (Task Force 40) nur ein weiteres Transportschiff beigegeben – die ARA Isla de los Estados. Um die 45 britischen Marinesoldaten auf den Falklandinseln zu bezwingen, hatte Admiral Büsser mehr als 900 Mann vorgesehen. Es bestand im Kern aus dem 2. Bataillon der Marineinfanterie, verstärkt durch ein Bataillon Amtracs (20 Amtracs vom Typ LVTP-7), eine Batterie Feldartillerie (sechs Geschütze), eine Kompanie des 1. Bataillons der Marineinfanterie, eine Marine-Kommandokompanie sowie eine Sektion (zwölf Mann) der Buzos Tácticos (Kampftaucher), die den Strand, an dem die Amtracs an Land gehen sollten, auf eventuell versteckte Minen untersuchen sollten. Die Armee war lediglich durch ein kleines Vorauskommando des 25. Infanterieregiments vertreten, das nach der vollzogenen Besetzung der Inseln mit dem Flugzeug nach Stanley folgen sollte, um als künftige Garnison der Inseln zu dienen.
Die Beladung der Schiffe begann am 28. März in der Marinebasis in Puerto Belgrano.
Das Landungsschiff Cabo San Antonio belud man mit 880 Soldaten; ausgelegt war es für etwa 400. Während der Überfahrt im Sturm legte es sich deshalb mehrfach mehr als vierzig Grad auf die Seite und drohte zu kentern. Am 31. März war klar, dass der enge Zeitplan nicht eingehalten werden konnte, so dass General García, der Kommandeur des V. Armeekorps (Patagonien) und Oberbefehlshaber der Streitkräfte auf dem „Operationsgebiet Malvinen“ und Konteradmiral Allara, der Kommandeur der Task Force 40 (die amphibische Gruppe) Präsident Galtieri bitten mussten, die Landung um einen Tag zu verschieben. Mit seiner Zustimmung wurde die Landung bei Stanley schließlich auf den 2. April festgesetzt.
Mit der zwar seit langem geplanten, nun aber überstürzt eingeleiteten Invasion beging die argentinische Führung mehrere Fehler: sie startete die Landung, ohne sie – wie ursprünglich geplant – durch eine diplomatische Vorarbeit, vor allem in der UN, einzuleiten. Statt auf Diplomatie setzte man auf die Schaffung vollendeter Tatsachen. Durch die übergroße Eile war keine Zeit mehr, sich logistisch besser vorzubereiten, d. h., die notwendigen Transportmittel schon bereitzuhalten und schwere Güter sofort zu verschiffen, bevor die britischen U-Boote den Südatlantik erreichen konnten. Daher konnten die Soldaten, die später als Verstärkung mit dem Flugzeug auf die Inseln gebracht wurden, nur unvollständig ausgerüstet werden. Die Landung kam auch für den antarktischen Winter zu früh, der, wenn die Invasion nur fünf bis sechs Wochen später ausgeführt worden wäre, die Briten wahrscheinlich dazu gezwungen hätte, bis zum Oktober mit einem Gegenzug zu warten. Die Invasion kam auch deshalb zu früh, weil bereits bestellte Flugzeuge, Schiffe und U-Boote noch nicht geliefert waren und die Briten noch nicht, wie bereits für das nächste Jahr angekündigt, ihre Flugzeugträger und Landungsschiffe außer Dienst gestellt hatten (was einen britischen Gegenangriff unmöglich gemacht hätte). Die unerwartet scharfen britischen Reaktionen seit dem 20. März und die Drohung, notfalls Gewalt anzuwenden, hätten die Junta warnen müssen, dass die britische Regierung – seit Mai 1979 war es eine konservative unter Margaret Thatcher – keineswegs bereit war, eine Invasion der Inselgruppe tatenlos hinzunehmen, wie man es in Buenos Aires nach dem Verhalten von London in den letzten Jahren eigentlich erwartet hatte.

#### Landung argentinischer Truppen bei Port Stanley
In der Nacht zum 2. April landeten die ersten argentinischen Truppen auf den Falklandinseln. Während die argentinische Flotte bereits unterwegs zu den Falklandinseln war, versuchten London und Washington – durch Geheimdienstmeldungen aufgeschreckt – die Ereignisse noch aufzuhalten. Premierministerin Thatcher ersuchte mit einem dringlichen Fernschreiben an das Weiße Haus Präsident Ronald Reagan, in Buenos Aires zu intervenieren. Nach mehrfachen vergeblichen Versuchen erreichte dieser am 1. April gegen 20 Uhr endlich den argentinischen Präsidenten Galtieri am Telefon. Nach einem fünfzigminütigen Gespräch musste Reagan zur Kenntnis nehmen, dass Argentinien nicht bereit war, auf Aktionen zu verzichten.
Die große Eile, mit der die Landung auf den Inseln eingeleitet worden war, bedingte Improvisationen, die fast zwangsläufig weitere Änderungen des ursprünglichen Plans nach sich zogen. Der argentinische Luftwaffenoffizier, der die Außenstelle der argentinischen Luftfahrtgesellschaft LADE in Stanley leitete, meldete über Funk, dass die britische Garnison alarmiert und der Flughafen blockiert sei und wahrscheinlich auch verteidigt werden würde. Daher musste Admiral Büsser während der Überfahrt weitere Änderungen vornehmen, die dadurch erschwert wurden, dass die Landungstruppen auf nur zwei Schiffe verteilt waren und dass während des Sturms auf der Überfahrt Hubschrauber auf den Schiffen beschädigt und dadurch unbrauchbar wurden. Die für die Außenwirkung des Unternehmens folgenreichste Änderung betraf die „schnelle Ausschaltung“ des Gouverneurs. Da die dafür vorgesehene Abteilung, ein Zug von 40 Mann des 25. Regiments, der die Besetzung des Gouverneursgebäudes mehrfach eingeübt (und wahrscheinlich auch Baupläne des Gebäudes im Gepäck) hatte, sich zusammen mit der Hauptgruppe auf dem Landungsschiff ARA Cabo San Antonio befand, sollte nun zuerst den Flughafen besetzen und möglichst rasch die Landebahn wieder freimachen. An ihrer Stelle sollte nun die Marine-Kommandokompanie (spanisch Compañía de Commandos Anfibios), die auf dem Zerstörer ARA Santísima Trinidad unterwegs war, da sie unabhängig von der Hauptgruppe südlich von Stanley landen sollte, eine ihrer Sektionen (eine Gruppe von etwa 15 Mann) zum Gouverneursgebäude schicken, um dieses zu besetzen.
Tatsächlich erhielt der britische Gouverneur der Falklandinseln Sir Rex Hunt um 15:30 Uhr am 1. April 1982 eine Nachricht aus London, dass eine argentinische Invasion kurz bevorstehe. Daraufhin ließ er die 81 Royal Marines der „Naval Party 8901“ und Matrosen unter dem Kommando von Major Mike Norman Verteidigungsmaßnahmen vorbereiten. Um eine Landung mit Flugzeugen zu verhindern, ließ er auf die Startbahn des Flugplatzes von Port Stanley die Fahrzeuge der Feuerwehr stellen. Die flachen Strände nördlich des Flughafens, die für eine Landung geeignet waren, wurden mit einigen Rollen Stacheldraht blockiert. Um 20:15 Uhr teilte der Gouverneur der Inselbevölkerung in einer Ansprache über Rundfunk mit, dass eine argentinische Landung unmittelbar bevorstehe. Er forderte die Bevölkerung auf, zu Hause zu bleiben und das Gebiet um den Flughafen zu meiden. Der Fischkutter Forrest unter Jack Sollis, der ausgeschickt worden war, um vor Cape Pembroke (östlich von Stanley) mittels Radar Ausschau nach argentinischen Landungsschiffen zu halten, meldete gegen 2:30 Uhr (Ortszeit) am 2. April die ersten Radarkontakte.

Landung der argentinischen Truppen am 2. April 1982 bei Stanley

Unbemerkt landete bereits vor Mitternacht in der Zeit zwischen 21:30 und 23:00 Uhr (1. April Ortszeit) südlich von Stanley mit Hilfe motorgetriebener Schlauchboote die 120 Mann starke Marine-Kommandokompanie in der Nähe des Mullet Creek. Von dort aus marschierte das Gros dieser Einheit im weiten Bogen über die Hügel zur Moody-Brook-Kaserne der Royal Marines, um sie, wenn möglich, noch im Schlaf zu überraschen. Getrennt davon drang eine ihrer Sektionen über den Sapper Hill vorsichtig zum Gouverneursgebäude vor. Nach einem langen Marsch erstürmte die Kompanie nach 5:30 Uhr die Moody-Brook-Kaserne und musste feststellen, dass sie vollkommen verlassen war. Anschließend machte sich die Kompanie auf den Weg zurück nach Stanley. Inzwischen war die detachierte Sektion (16 Mann) unter der Führung von Korvettenkapitän (capitán de corbeta) Giachino am Gouverneursgebäude angelangt. Es wurde von 31 Royal Marines und 11 Matrosen der HMS Endurance sowie einem ehemaligen Marineinfanteristen, der in Stanley wohnte, verteidigt. Bei dem Kampf um den Wohn- und Regierungskomplex des Gouverneurs, der etwa um 6:30 Uhr begann, wurde Korvettenkapitän Giachino tödlich verwundet und drei Soldaten, die aus Versehen in ein besetztes Nebengebäude eingedrungen waren, wurden dort gefangen genommen.
Kurz nach Mitternacht (etwa um 1:00 Uhr) entstieg dem U-Boot Santa Fé die Sektion der Buzos Tacticos, die als Strandaufklärer den vorgesehenen Landungsplatz auf Minenfreiheit untersuchen sollte. Mit Schlauchbooten erreichten die Männer etwa um 4:30 Uhr die Yorke Bay nordwestlich des Flughafens. Gegen 6:00 Uhr hatte sich in der weiten Bucht Port William nördlich von Stanley ARA Cabo San Antonio unter der Deckung mehrerer Zerstörer der Küste auf etwa drei Kilometer genähert. Um genau 6:00 Uhr öffnete das Landungsschiff sein Bugtor, über das binnen kürzester Zeit 20 Amtracs und mehrere LARC-V ins Wasser fuhren (die Argentinier waren in dieser Hinsicht wesentlich moderner ausgerüstet als die Briten). Nach etwa 25 Minuten erreichten die ersten Fahrzeuge den Strand, ohne auf Widerstand zu stoßen. Während die ersten Amtracs mit den Soldaten des 25. Regiments an Bord den Flughafen besetzten und ihn bis 7:30 Uhr vollständig unter Kontrolle hatten, fuhr das 2. Bataillon der Marineinfanterie weiter zu der schmalen Landzunge, die den Flughafen mit der Hauptinsel verbindet. Diese Landzunge, „the Neck“ genannt (englisch Hals), ist nur zwischen 160 und 200 Meter breit, weshalb die Argentinier befürchteten, dass die Briten dort ihre Hauptverteidigungsstellung angelegt hätten und sich der Stelle nur vorsichtig näherten. Doch sie war unbesetzt.
Auf der Straße zum Flughafen stand etwa 500 Meter vor dem Ortsrand von Stanley eine große Baumaschine. Als das erste Fahrzeug der Vorhut sich dieser Stelle näherte, eröffnete etwa um 7:15 Uhr eine Gruppe der Royal Marines, die sich in den ersten Häusern befand, mit Maschinengewehren und der Panzerbüchse FFV Carl Gustaf das Feuer auf die gepanzerten Truppentransporter. Ernsthaft verletzt wurde dabei niemand, aber der Schusswechsel verzögerte das weitere Vordringen der Argentinier, die auf Anweisung ihres Bataillonskommandeurs, Fregattenkapitän Weinstabl, dort abwarteten, bis das ganze Bataillon herangekommen war. Als das Bataillon sich dann auf beiden Seiten der Straße entwickelte und mit schweren Panzerabwehrwaffen das Feuer auf die Häuser eröffnete, zogen sich die britischen Soldaten zurück. Ohne auf weiteren Widerstand zu stoßen, besetzten anschließend die Argentinier bis kurz nach 8:00 Uhr ganz Stanley.
Als sich die gepanzerten Fahrzeuge dem Gouverneursgebäude näherten, nahm der Gouverneur mit einem Anruf beim Repräsentanten der LADE (der argentinischen Luftfahrtgesellschaft) in der Stadt Kontakt zu den Argentiniern auf. Bereits während der Verhandlungen landeten gegen 8:45 Uhr die ersten Flugzeuge vom Festland auf dem Flughafen und brachten weitere Verstärkungen auf die Insel. Nach einigen Verzögerungen kam Admiral Büsser schließlich selbst zum Gouverneursgebäude, wo er Gouverneur Sir Rex Hunt versicherte, er habe mittlerweile weit mehr als 800 Mann an Land gebracht. Ein weiterer Kampf gegen seine Soldaten, die inzwischen auch über Artillerie verfügten und bereits mit einer Luftbrücke vom Kontinent verstärkt würden, sei sinnlos. Nach einer kurzen Rücksprache mit Major Norman, dem Kommandeur der Royal Marines, befahl Hunt um 9:25 Uhr (Ortszeit), die Soldaten sollten die Waffen niederlegen. Kurze Zeit darauf, um 10:00 Uhr, wurde die britische Fahne am Haus des Gouverneurs eingeholt und die argentinische aufgezogen.
Bei dem Kampf um Port Stanley starb – nach argentinischen Angaben – ein Soldat (Capitán de corbeta Pedro Giachino) und zwei wurden verwundet, während die Briten keine Verluste zu beklagen hatten. Die gefangenen Soldaten und Matrosen, der Gouverneur und alle anderen britischen Staatsangehörigen sowie alle Falkländer, die es wünschten, wurden wenig später über Montevideo zurück nach Großbritannien gebracht. Wenige Tage später verließen auch alle Einheiten der argentinischen Marineinfanterie und die Buzos Tacticos die Inseln wieder.
Am Abend des 2. April versammelten sich in Buenos Aires riesige fahnenschwenkende Menschenmassen auf der Plaza de Mayo (dem Platz vor dem Präsidentenpalast), nachdem sie die Nachrichten gehört hatten. Großbritannien war schockiert über diesen „Schwarzen Freitag“. Trotzdem feierte in den nächsten Tagen vor allem die konservative Presse den langen heldenmütigen Widerstand der Royal Marines im Kampf um das Gouverneursgebäude und die großen Verluste, die sie den Argentiniern ihrer Darstellung nach beigebracht hatten, fast wie einen Sieg. Diese Überzeugung zusammen mit „der Demütigung“ durch die Fotos der auf der Straße in Stanley flach auf dem Bauch liegenden britischen Soldaten, die in den nächsten Tagen in den Medien auf der ganzen Welt gezeigt wurden, bestärkte die britische Regierung in der Ansicht, die gewaltsame Okkupation der Inseln nicht tatenlos hinzunehmen.

#### Südgeorgien
Am 31. März erhielt die HMS Endurance in Grytviken den Befehl, nach Falkland zurückzukehren. Die 22 Marineinfanteristen unter Führung von Leutnant Mills, die mit dem Schiff auf die Insel gekommen waren, blieben in der Forschungsstation des BAS (British Antarctic Survey) zurück, die sich auf dem King Edward Point befand, einer kleinen Halbinsel vor Grytviken. Ihre Aufgabe sollte es sein, die Wissenschaftler in der Forschungsstation zu schützen und gleichzeitig ein „waches Auge“ auf die argentinischen Metallarbeiter in Leith zu halten.
Am Abend des 1. April hörten die Briten auch auf Südgeorgien die Rundfunkansprache, in der Gouverneur Hunt vor einer unmittelbar bevorstehenden argentinischen Invasion warnte, und am 2. April erfuhren sie über den BBC World Service von der Landung in Port Stanley. An diesem Morgen empfingen die Soldaten einen Befehl des Verteidigungsministeriums in London, sich in Grytviken zu konzentrieren und sich bei einem argentinischen Angriff notfalls in die Berge zurückzuziehen. Zur selben Zeit wurde die HMS Endurance nach Südgeorgien zurückbeordert. Allerdings hinderte schlechtes Wetter an diesem Tag die Argentinier daran, etwas gegen die Briten in Grytviken zu unternehmen.
Am frühen Morgen des 3. April erschienen dann die Argentinier vor Grytviken, inzwischen verstärkt durch die Corvette ARA Guerrico, die am Tag zuvor mit weiteren Marineinfanteristen an Bord nach Südgeorgien gekommen war. Da die HMS Endurance sich nicht in der Cumberland Bay befand, nahmen die Argentinier an, dass sich auch keine britischen Soldaten mehr auf Südgeorgien befanden. Um etwa 10:00 Uhr (Ortszeit) forderte Kapitän Trombetta, der Flaggoffizier (Kommandeur) des argentinischen Antarktik-Geschwaders, auf der ARA Bahia Paraiso über Funk die Mitglieder der Forschungsstation auf, sich zu ergeben und sich am Strand zu versammeln. Als sie mit Hilfe von Hubschraubern versuchten, Truppen an Land zu setzen, eröffneten die Royal Marines in Grytviken mit Maschinenwaffen und der Panzerbüchse Carl Gustaf das Feuer auf die Argentinier. Dabei wurde ein Hubschrauber abgeschossen und die Corvette ARA Guerrico wurde durch einen Treffer mit der Panzerbüchse beschädigt und musste sich deshalb bis außerhalb der Reichweite der Panzerabwehrwaffen zurückziehen, von wo aus sie mit ihrer 100-Millimeter-Kanone das Feuer auf die britischen Positionen in Grytviken eröffnete. Mit dem verbliebenen Hubschrauber, einer kleinen „Alouette“ (Aérospatiale SA-319), gelang es den Argentiniern schließlich trotzdem, insgesamt mehr als hundert Soldaten an Land zu bringen, so dass sich die Royal Marines schließlich nach etwa zwei Stunden gezwungen sahen, sich zu ergeben. Nach einer intensiven Befragung wurden die britischen Soldaten am 20. April über Montevideo nach Hause entlassen.
Bei dem Kampf um die Inseln wurde ein britischer Soldat verwundet, drei Argentinier wurden getötet (zwei beim Absturz des Hubschraubers und ein Seemann auf der Guerrico durch den Treffer mit der Carl Gustaf). Damit waren die Südlichen Sandwich-Inseln, die Argentinien seit 1938 beanspruchte, und die Insel Südgeorgien, die Argentinien seit 1927 beanspruchte, (vorläufig) argentinisch besetzt.

### Versuche einer diplomatischen Lösung

#### Vermittlungsversuche in der UNO und die UN-Resolution 502
Die britische Regierung konnte in den Vereinten Nationen schnell diplomatischen Druck gegen Argentinien organisieren. Während die öffentliche Stimmung in Großbritannien bereit war, einen Versuch zur Zurückeroberung der Inseln zu unterstützen, war die internationale Meinung stark geteilt. Die Argentinier propagierten, dass Großbritannien eine Kolonialmacht sei, die versuche, eine Kolonie von einer lokalen Macht zurückzuerobern. Die Briten verwiesen auf das UN-Prinzip der Selbstbestimmung und erklärten sich kompromissbereit. Der damals amtierende UN-Generalsekretär Javier Pérez de Cuéllar sagte, er sei über den vom Vereinigten Königreich angebotenen Kompromiss erstaunt gewesen, doch Argentinien lehnte diesen ab und stützte seine Besitzansprüche auf Ereignisse vor der Gründung der UNO 1945. Viele UNO-Mitglieder waren sich bewusst, dass – sollten derart alte Ansprüche wieder aufleben – ihre eigenen Grenzen nicht sicher wären, und so verabschiedete der Sicherheitsrat der Vereinten Nationen am 3. April eine Resolution (UN-Resolution 502), die den Rückzug der argentinischen Truppen von den Inseln und das Ende der Feindseligkeiten forderte. Am 10. April stimmte die EWG Handelssanktionen gegen Argentinien zu.
Für die Vereinigten Staaten stellte der Krieg ein Dilemma dar: Zum einen war „mitten im Kalten Krieg“ ein bewaffneter Konflikt zwischen zwei westlichen Staaten nicht vorgesehen, darüber hinaus waren sie mit beiden Seiten verbündet, und beide Seiten erwarteten von ihnen Unterstützung. Argentinien sah die Frage des Besitzes der Inseln als einen Kolonialkonflikt an und erwartete, dass die USA gemäß der Monroe-Doktrin den Versuch einer „Rekolonialisierung“ verhindern würden. Daher unterstützten die meisten lateinamerikanischen Staaten und Spanien den Standpunkt von Argentinien. Die Erinnerung an die Malwinen als „Überbleibsel des Kolonialismus“ wird in den lateinamerikanischen Staaten unter anderem dadurch wachgehalten, dass Hunderte von Stadtvierteln, Plätzen und Straßen „Las Malvinas“ benannt sind (ohne die Benennungen in Argentinien). Großbritannien hingegen erwartete von seinem wichtigsten politischen und militärischen Verbündeten ebenfalls Unterstützung bei der Verteidigung der Inseln, die es als legitimes britisches Territorium betrachtete. Die Stimmung in der US-amerikanischen Regierung war gespalten: ein Ausbleiben der Unterstützung oder gar eine aktive Behinderung Großbritanniens würde verheerend für die US-amerikanische Position innerhalb der NATO sein, da dann die Zuverlässigkeit der US-amerikanischen Beistandzusagen auch im NATO-Bündnisfall angezweifelt werden würde, auf der anderen Seite aber hatte man – vornehmlich das Außenministerium – die große Sorge, dass unter einer (offenen) Unterstützung Großbritanniens die guten, über Jahrzehnte aufgebauten „besonderen Beziehungen“ zu Lateinamerika leiden würden (darüber hinaus befürchtete man, ein offener Krieg zwischen Großbritannien und Argentinien könnte dieses „in die Arme“ der Sowjetunion treiben). Die Falklandinseln selbst fielen aufgrund ihrer Lage auf der südlichen Erdhalbkugel zwar nicht unter den Wirkungsbereich des Nordatlantikvertrages, andererseits war hier ein NATO-Mitglied direkt angegriffen worden.

#### Vermittlungsversuche der USA und Perus
Die USA versuchten daher, eine diplomatische Lösung zu erreichen und einen Krieg zwischen ihren Verbündeten zu verhindern. Berühmt wurde Präsident Ronald Reagans Ausspruch, er könne nicht verstehen, warum sich zwei Alliierte um „ein paar eisige Felsen“ streiten. US-Außenminister Alexander Haig leitete vom 8. April bis zum 30. April eine „Shuttle-Diplomatie“-Mission, die aber scheiterte, da keine für beide Seiten tragbare Lösung gefunden werden konnte. Schließlich erklärte Reagan, Großbritannien unterstützen zu wollen und verkündete Sanktionen gegen Argentinien. Damit folgte er u. a. dem Votum von US-Verteidigungsminister Caspar Weinberger, der schon früh eine pro-britische Haltung eingenommen hatte. Eine US-amerikanische Nichteinmischung war ohnehin unmöglich geworden, da Wideawake, der große Flughafen auf der britischen Atlantikinsel Ascension, an die US-Amerikaner verpachtet war und die Briten die Benutzung der Insel als logistische Basis beanspruchten. Die USA lieferten zudem Flugabwehrraketen (wenngleich veraltete), überdies sollen sie die Briten mit nachrichtendienstlichen Informationen wie entschlüsseltem Fernmeldeverkehr der argentinischen Streitkräfte, Satellitenaufklärung und Kommunikationshilfe unterstützt haben, was beide Seiten aber bestreiten. Gleichzeitig wurden Munitionsbestände von Bündnispartnern an die britischen Streitkräfte geliefert oder für diese freigegeben, die unter Sperrvorbehalt für die Verteidigung Mitteleuropas standen. Allerdings ließen US-amerikanische Dienststellen den Argentiniern ebenfalls mehrfach intern Nachrichten zukommen. Außenminister Haig informierte u. a. die argentinische Regierung sogar darüber, dass die Briten gerade unterwegs nach Südgeorgien waren, um die Insel zurückzuerobern.
Alle damaligen Vermittlungsvorschläge, sowohl die des US-Außenministers Haig zwischen dem 8. und 30. April als auch der nachfolgende des peruanischen Präsidenten Fernando Belaúnde Terry ab 2. Mai, basierten im Wesentlichen auf drei Schritten: (1) Rückzug der argentinischen Besatzungstruppen, (2) Übernahme der Verwaltung der Falklandinseln durch eine neutrale Zwischeninstanz und (3) die Übertragung der Souveränität an den künftigen Besitzer. Dabei beharrte Buenos Aires – ungeachtet aller Bemühungen der Vermittler – auf einer möglichst baldigen Übertragung der uneingeschränkten Souveränitätsrechte über die Falklandinseln, während London, sich auf die Charta der Vereinten Nationen berufend, dies ebenso kategorisch ablehnte.
An dieser entschieden ablehnenden Haltung der beiden involvierten Regierungen scheiterte letztlich auch die Mission des US-amerikanischen Außenministers Haig. Daran änderte auch der neue Vermittlungsvorschlag des peruanischen Präsidenten vom 2. Mai nichts, zumal sich dessen Pläne von den US-amerikanischen lediglich dadurch unterschieden, dass er nur den Modus der „Souveränitätsübertragung“ von Großbritannien auf Argentinien ein wenig modifizierte und dass er, statt einer neutralen Zwischeninstanz (wie etwa die UNO oder die USA) eine Gruppe aus vier neutralen Staaten einschieben wollte. Letztlich liefen alle Vermittlungsversuche darauf hinaus, den „Zwischenschritt“, also die zeitweilige neutrale Verwaltung der Inselgruppe, so zu gestalten, dass er für beide Seiten akzeptabel und ohne Gesichtsverlust war – wobei Haig und Belaunde offensichtlich (zumindest nach britischer Ansicht) davon ausgingen, dass nach einer angemessenen „Zwischenzeit“ Argentinien die Souveränität über die Inseln übertragen werde. Daher kam es der britischen Regierung vor allem darauf an, den Status quo ante möglichst bis zu einer abschließenden Volksabstimmung zu erhalten, während die Argentinier umgekehrt versuchten, ihn während dieser neutralen „Zwischenzeit“ möglichst irreversibel zu verändern (etwa durch den sofortigen freien Zugang und Niederlassungsrecht für argentinische Siedler und Unternehmen und die sofortige obligatorische Aufnahme von Argentiniern in die Gesetzgebende Versammlung und Verwaltung der Inseln etc.). Obwohl während dieses Prozesses alle Beteiligten der Presse ständig mitteilten, die Vermittlungsgespräche machten gute Fortschritte, beharrten doch beiden Konfliktparteien unnachgiebig auf ihren Kernforderungen, so dass sich die Gespräche hauptsächlich um nebensächliche Details drehten, während die Kernfragen mit möglichst unverbindlichen Floskeln verschleiert wurden. Außerdem signalisierte Außenminister Haig den Medien und seinen Gesprächspartnern mehrfach „bedeutende Zugeständnisse“ der jeweils anderen Seite, die diese gar nicht gemacht hatte und deshalb später widerrief, was die Gespräche nicht einfacher machte. Dennoch blieb nach außen hin die Hoffnung auf einen baldigen Abschluss der Verhandlungen erhalten, ohne dass tatsächlich ein Fortschritt zu verzeichnen war. Ende April mussten schließlich auch Außenminister Haig und das US-amerikanische Außenministerium einsehen, dass wenig Hoffnung auf eine Vermittlung bestand.
Am Vermittlungsversuch, den der peruanische Präsident Belaunde am frühen Morgen des 2. Mai auf eigene Initiative startete, indem er den argentinischen Präsidenten Galtieri und US-Außenminister Haig anrief, waren die Briten zunächst kaum beteiligt. Während Galtieri von Anfang an sehr skeptisch blieb und wenig Hoffnung zeigte, griff Haig die Ideen Belaundes sofort auf und versuchte auch den britischen Außenminister Pym davon zu überzeugen, der sich in den USA aufhielt und gerade nach Europa zurückfliegen wollte. Nach dem Gespräch signalisierte Haig erneut britische Kompromissbereitschaft und Zugeständnisse, die diese gar nicht gemacht hatten, weshalb London sich später gezwungen sah, unter Umgehung von Haig über ihre Botschafter direkt in Lima und New York (bei der UN) zu intervenieren und zu dementieren. Die Versenkung des Kreuzers General Belgrano am späten Nachmittag im Südatlantik beendete faktisch jedoch jeden Kompromiss, obwohl Präsident Belaunde und die USA ihre Bemühungen noch bis zum 5. Mai fortsetzten. Die Vermittlungsgespräche im Hintergrund wurden noch bis zum 17. Mai fortgesetzt, nun vornehmlich durch Gremien der UN, aber die verhärtete Position der beiden Konfliktparteien ließ sich nicht mehr aufweichen, dies umso weniger, als auch gefordert wurde, die Briten hätten das gerade erst zurückeroberte Südgeorgien wieder zu räumen.

#### Margaret Thatcher und die Vermittlungsversuche
Margaret Thatcher vermutete, dass ihr Außenminister Francis Pym sie bei den Vermittlungsversuchen der USA umgehen wollte. Dies zeigt ein Memorandum aus dem Jahr 1982, das im Juni 2015 zusammen mit weiteren privaten Papieren von den Kindern von Margaret Thatcher dem britischen Staat und dem Archiv des Churchill College der Universität Cambridge geschenkt wurde. Die privaten Aufzeichnungen Thatchers zeigen, dass Thatcher grundsätzlich unzufrieden war mit den Vermittlungsbemühungen der USA und dem Auftreten ihres Außenministers. Als Pym ihr am 24. April 1982 einen Lösungsvorschlag aus den USA brachte, bezeichnete sie diesen als „kompletten Ausverkauf“, denn sie meinte, so würde den Bewohnern der Inseln ihre Freiheit genommen. Pym bestand trotzdem darauf, den Plan dem gesamten Kabinett vorzulegen. Thatcher gelang es, ihn zu überzeugen, den Plan erst den Argentiniern vorzulegen, die ihn ablehnten. Hätte der Lösungsvorschlag der USA Erfolg gehabt, so sah sie ihre Position als Premierminister als unhaltbar an.
Zehn Tage nach diesem ersten Vorstoß Pyms brachte er Thatcher den Friedensplan, der von peruanischer Seite unter Vermittlung der USA ausgehandelt worden war. Wieder drängte er auf eine Vorlage im gesamten Kabinett und hatte damit Erfolg. Das Memorandum sagt zu dieser Besprechung, dass der Plan akzeptabel sei, wenn das Recht der Einwohner auf Selbstbestimmung gewahrt würde, während die allgemein anerkannte Version der Besprechung lautet, dass Thatcher sagte, dass sie keine Selbstbestimmung für die Bewohner der Insel erreichen könnten, den Plan aber als das bestmögliche Ergebnis annehmen sollten. Pym schrieb den USA, autorisiert durch das Kabinett, eine Annahme des Plans, während Thatcher selbst einen Brief an den US-Präsidenten Ronald Reagan schrieb, diesen aber nicht abschickte, in dem sie die Vorschläge ablehnte. Thatcher schickte sehr spät selbst noch einen anderen Brief an Reagan, in dem sie kleinere Änderungen des Vorschlags forderte. Als Thatchers Brief Reagan erreichte, hatte dieser aber bereits auf Pyms Zusage reagiert. Der erneute Vorschlag wurde hinfällig, da die argentinische Seite ihn ablehnte.

### Gliederung der argentinischen Landstreitkräfte auf den Falklandinseln
Vereinfacht, für den Zeitraum 21. Mai bis 14. Juni:
Oberbefehlshaber der Landstreitkräfte auf den Malvinas, des offiziell sogenannten „Teatro de Operaciones Malvinas“ (Operationsgebiet Malvinas), war Generalmajor Osvaldo García, Kommandierender General des V. Armeekorps, mit Sitz in Bahía Blanca (Provinz Buenos Aires).

#### Befehlshaber auf der Inselgruppe
Gouverneur: Brigadegeneral Menendez, Puerto Argentino (Stanley)

Generalstabschef: Brigadegeneral Daher, Puerto Argentino (Stanley)
- verschiedene Stabstruppen
- 1 Kompanie Militärpolizei
  - Hauptquartier Puerto Argentino (Stanley) insgesamt, einschließlich der Militärpolizei, ca. 500 Mann

#### Infanterieverbände
Heer
- III. Infanteriebrigade (Brigadegeneral Parada) ca. 2.800 Mann
- IX. Infanteriebrigade (Brigadegeneral Daher)[125] ca. 1.800 Mann (nur Teile der Brigade)
- X. Mechanisierte Brigade (Brigadegeneral Jofre) ca. 3.350 Mann

Marine
- 2. Bataillon der Marineinfanterie (nur eine Kompanie; befand sich auf Pebble Island)
- 5. Bataillon der Marineinfanterie
  - Stärke der Marineinfanterie, insgesamt 1.350 Mann (zusammen mit den zugehörigen Unterstützungstruppen, darunter eine Batterie Artillerie)

#### Zusätzliche Unterstützungstruppen und Spezialeinheiten
- 10. Panzeraufklärungsabteilung (spanisch Escuadrón de Exploración de Caballería) (mit 12 Panzerspähwagen)
- 2½ Abteilungen (spanisch Grupo, in etwa Bataillon) Artillerie, mit insgesamt sechs leichten (105 mm) und einer schweren Batterie (155 mm).
- 4 Abteilungen Luftabwehrkanonen (spanisch Grupo, in etwa Bataillon; davon gehörten zwei zum Heer und je eine zur Marine und zur Luftwaffe)
- 4 Kompanien „Spezialkräfte“ („Special Forces“; spanisch Compañía de Commandos) bzw. Kommandotruppen (davon kamen zwei vom Heer und je eine von der Gendarmerie (spanisch Gendarméria Nacional) und der Luftwaffe[126])
- 1 Heeresfliegerbataillon (Transporthubschrauber verschiedener Typen)
- 1 Staffel der Küstenwache
- die 3. Luftunterstützungsgruppe (spanisch Grupo 3 de Ataque) der Luftwaffe (FAA) stationierte 24 Bodenangriffsflugzeuge vom Typ FMA Pucará auf mehreren Flugfeldern auf den Falklandinseln.

#### Verteilung der Streitkräfte
Die meisten dieser Truppen standen im Gebiet um Puerto Argentino (Stanley). Auf der Landenge von Darwin / Goose Green und dem dortigen Flugfeld befanden sich zunächst um die 1.000 Mann. Auf der Insel Westfalkland waren rund 2.000 Mann stationiert (hauptsächlich bei Fox Bay und Port Howard). Ansonsten befand sich nur noch auf den beiden Inseln Pebble Island (ca. 200 Mann) und Murell Island (ca. 230–250 Mann) eine nennenswerte Besatzung.

### Britische Kriegsvorbereitungen und Gliederung der Streitkräfte

#### Vorbereitungen

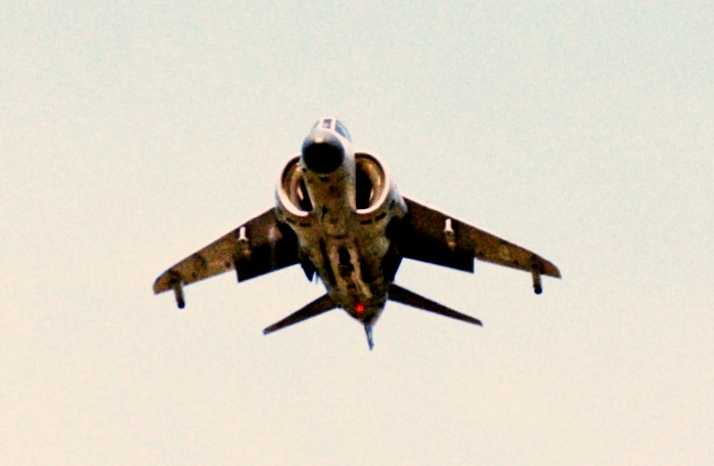
Das britische Jagdflugzeug Sea Harrier

Die Falklandinseln sind von Südengland etwa 12.000 Kilometer Luftlinie entfernt. Selbst schnelle Kriegsschiffe brauchen mindestens vierzehn Tage, um dorthin zu gelangen. Daher konnte es nach Bekanntwerden des argentinischen Angriffs zunächst nur darum gehen, einen vorläufigen Flottenverband in den Südatlantik zu entsenden, um diplomatischen Druck aufzubauen. Da die 1. Flottille sich zufällig zu Manövern bei Gibraltar aufhielt, wurde sie auf den Weg zu den Falklandinseln geschickt, wobei nicht einmal klar war, was sie machen sollte, wenn sie dort ankam. Fast gleichzeitig entsandte man drei große atomgetriebene U-Boote, denen bald weitere folgten, in das Seegebiet um die Falklandinseln. Am 5. April 1982 machten sich die beiden Flugzeugträger Hermes und Invincible auf den Weg. Die ersten Truppen der verstärkten 3. Commando Brigade folgten am 9. April vornehmlich auf dem requirierten Passagierschiff Canberra.
Für eine eventuelle Rückeroberung der Inselgruppe gab es keinerlei Pläne, es war zunächst nicht einmal sicher, ob Großbritannien überhaupt noch über die Mittel verfügte, um ihre Rückgabe zu erzwingen. Da die 3. Commando Brigade, die für den Einsatz im Südatlantik ausgewählt worden war, im Falle eines Krieges mit der Sowjetunion Nordnorwegen verteidigen sollte, wurden zum Teil Pläne für diesen Fall adaptiert und für einen Krieg auf den Falklandinseln angepasst. Aus politischen und finanziellen Gründen waren seit Jahren die dafür unabdingbaren Instrumente, wie etwa Flugzeugträger, amphibische Landungsschiffe oder Marineinfanterie allmählich abgebaut worden. Die beteiligten militärischen Stäbe verfügten über kein geheimdienstliches Material, um sich über die argentinischen Streitkräfte zu informieren, sondern konnten zunächst nur in öffentlich zugänglichen Quellen, wie etwa die Jahrbücher „Jane’s Fighting Ships“ oder „Jane’s Aircrafts of the World“ nachschlagen, was nach einer ersten Übersicht zu der Vergrößerung des zu entsendenden Kontingents führte. Da Großbritannien kaum noch über mobile Einsatzkräfte verfügte, mussten hierzu Menschen und Material in ganz Großbritannien „zusammengesucht“ werden. Die Marine besaß gar nicht mehr genügend Schiffe, um diese Truppen zu transportieren, daher mussten zuerst zusätzliche zivile Handelsschiffe requiriert und die gesetzlichen Grundlagen dafür geschaffen werden. Darunter war auch das bekannte Passagierschiff Queen Elizabeth 2, das allerdings erst am 28. April requiriert wurde, um am 12. Mai die später nachgeschickte 5. Brigade nach Südgeorgien zu bringen (wo die Soldaten dann auf mehrere kleinere Schiffe verteilt wurden, die sie weiter nach Ostfalkland brachten). Insgesamt musste die Regierung 45 Handelsschiffe requirieren und noch weitere Schiffe für Transporte außerhalb des Kriegsgebietes chartern, um 9.000 Mann, 100.000 Tonnen Ladung, 400.000 Tonnen Treibstoff und 95 Flugzeuge und Hubschrauber in den Südatlantik zu befördern.
Obwohl sich Ende März die Anzeichen gemehrt hatten, dass Argentinien etwas gegen die Falklandinseln plante, war Großbritannien doch überrascht, als die Invasion erfolgte. Zwar hatte bereits am 29. März Admiral Fieldhouse, der Oberbefehlshaber der britischen Flotte, Rear Admiral Woodward aufgefordert, einen Plan für einen möglichen Kampfeinsatz im Südatlantik auszuarbeiten, aber die argentinische Besetzung nur drei Tage später ließ keine Zeit mehr für die Ausarbeitung von Plänen. Daher musste eilig ad hoc improvisiert werden, weshalb nicht einmal die Kommandostruktur für den Einsatz im Südatlantik eindeutig definiert war. Dies führte während des Unternehmens mehrfach zu Reibereien zwischen den dort eingesetzten Kommandeuren, da deren Aufgabenbereiche nicht klar voneinander abgegrenzt waren.
Auf den Stützpunkten der britischen Luftwaffe in Großbritannien wurden innerhalb nur weniger Tage eine Reihe von Harrier-GR.3-Kampfflugzeugen – die ursprünglich eigentlich für den Luft-Boden-Kampf konzipiert waren – mit Luft-Luft-Raketen vom Typ Sidewinder ausgestattet und später auf zivilen Containerschiffen zu den Falklandinseln befördert.

#### Gliederung der britischen Streitkräfte im Südatlantik
Vereinfachte Gliederung der Kampfgruppen (Task Forces)

##### Gliederung der britischen Seestreitkräfte vom 9. April bis 1. Juni
Oberbefehlshaber der gesamten Operationen im Südatlantik war der Oberbefehlshaber der britischen Flotte, Admiral Fieldhouse im Hauptquartier der britischen Flotte in Northwood (bei London).
Ihm unterstanden:
- Task Group 324.3: die Unterseeboote im Südatlantik unter Vizeadmiral P. Herbert (in Northwood)
  - insgesamt sechs große U-Boote, davon fünf mit Nuklearantrieb
  - Aufklärung vor der argentinischen Küste sowie Bedrohung der argentinischen Flotte
- Task Group 317.8: Flugzeugträger Gruppe (Carrier Battle Group) unter Konteradmiral J. F. Woodward (auf HMS Hermes)
  - die Zerstörer, Fregatten, Minensuchboote, Versorgungs- und Unterstützungsschiffe sowie die beiden Flugzeugträger Invincible (befand sich noch in der Erprobungsphase) und Hermes (der 1982 eigentlich außer Dienst gestellt werden sollte)
  - maritimer Begleitschutz für die gesamte Operation im Südatlantik
- Task Unit 317.0: Amphibische Gruppe unter Commodore M. C. Clapp (auf HMS Fearless)
  - die Landungsschiffe, Truppentransporter und Nachschubschiffe
  - Zerstörer und Fregatten als Begleitschutz für die Landungsschiffe
  - Planung, Vorbereitung und Leitung aller amphibischen Operationen
  - Führung und Koordinierung der Nachschub- und Versorgungsschiffe
  - Nach der Landung: Schutz der Landungszone (Amphibious Objective Area, AOA), einschließlich Führung der Kriegsschiffe im Falkland Sund
  - Koordinierung der Logistik am Landungsplatz
- Task Unit 317.1: Landungsgruppe unter Brigadegeneral J. Thompson (vor der Landung auf HMS Fearless)
  - die eigentlichen Landungstruppen, die verstärkte 3. Commando Brigade (Royal Marines, Fallschirmjäger und Unterstützungstruppen)
- Task Unit 317.9: Südgeorgia-Gruppe unter Kapitän B. Young (auf HMS Antrim)
  - Zerstörer, Fregatten, Versorgungsschiffe sowie das Eis-Patrouillen-Schiff (engl. Antarctic Patrol Vessel) Endurance
  - Planung und Leitung der Zurückeroberung von Südgeorgien
- Auf der britischen Insel Ascension, in der Mitte des Atlantiks und halbwegs zwischen Großbritannien und den Falklandinseln gelegen, wurde auf dem US-amerikanischen Stützpunkt die Britische Unterstützungsgruppe (engl. „British Forces Support Unit“ (BFSU)) als vorgeschobene Nachschubbasis errichtet (ca. 300 Mann), neben der zusätzlich mehrere Staffeln (Squadrons) der RAF (Royal Air Force) stationiert wurden, die sich vor allem aus Langstreckenbombern, Langstreckenaufklärungs- und Transportflugzeugen sowie zahlreichen Tankflugzeugen zusammensetzte. Zu ihrem Schutz gab es noch eine Staffel Jagdflugzeuge vom Typ F-4 Phantom. Insgesamt brachten die Briten in kurzer Zeit rund 3.500 Mann auf die Insel, die nur in Zelten untergebracht werden konnten und mit Frischwasser vom Festland versorgt werden mussten.[138]

##### Änderungen ab 1. Juni und Landstreitkräfte
Mit dem Eintreffen von Generalmajor J. Moore und der 5. Brigade auf Ostfalkland am 1. Juni wurden die britischen Streitkräfte im Südatlantik neu eingeteilt:
- General Moore übernahm als Divisionskommandeur die Leitung der gesamten Landoperationen.[139] Ihm unterstanden anschließend die
  - 3. Kommandobrigade unter Brigadegeneral Thompson (mit fünf Infanteriebataillonen und den zugehörigen Unterstützungstruppen ca. 7.500 Mann)
  - 5. Infanteriebrigade unter Brigadegeneral Wilson (mit drei Infanteriebataillonen und den zugehörigen Unterstützungstruppen ca. 3.500 Mann)[140]
    - Die kombinierte Division verfügte insgesamt über rund 11.000 Mann.
- Die amphibische Gruppe wurde aufgelöst. Die „Landungszone“ um San Carlos Water wurde als „Transportzone“ (Transport Area, TA) unter den Befehl von Kommodore Clapp gestellt, der Admiral Woodward nun taktisch unterstellt wurde (praktisch aber weiterhin selbständig blieb). Als COMAW (Commodore Amphibious Warfare) war Kommodore Clapp ab diesem Zeitpunkt nicht bloß für den Schutz des Brückenkopfes, sondern für die gesamte Logistik verantwortlich und damit auch für die Versorgung der beiden vorgeschobenen Brigaden mit Schiffen und mit Hubschraubern. Darüber hinaus unterstanden ihm alle Kapitäne sämtlicher Schiffe, die sich im Bereich der „Transportzone“ aufhielten, unabhängig davon, ob sie zur Kriegs- oder zur Handelsmarine gehörten.[141]

### Die maritimen Ausschlusszonen
Zur Sicherheit des neutralen See- und Luftverkehrs und vor allem zur Sicherheit der eigenen Streitkräfte erklärten die beiden Konfliktparteien im Verlauf des Aprils maritime „Ausschlusszonen“ (MEZ, Maritime Exclusion Zone). Damit suchten sich aus völkerrechtlichen und aus politischen Gründen beide Seiten abzusichern, ohne ihre Streitkräfte allzu sehr einem Überraschungsangriff der jeweils anderen Seite auszusetzen. Da moderne Waffensysteme nicht nur eine sehr große Reichweite haben (die weit über die erklärten Zonen hinausgingen), sondern auch eine hohe Geschwindigkeit besitzen, gleichzeitig aber aus politischen Gründen sehr große Rücksicht auf die öffentliche Meinung und auf völkerrechtliche Regelungen genommen werden musste, formulierten beide Seiten gleichzeitig Verhaltensmaßregeln für ihre Streitkräfte, die im Verlauf der Krise aber mehrfach der aktuellen politischen Situation angepasst wurden (zumindest in Großbritannien waren an deren Formulierung stets Juristen des Außenministeriums beteiligt).
Die Ausschlusszonen spielten im Verlauf der Krise mehrfach eine wichtige politische und militärische Rolle, etwa bei der späteren Versenkung des argentinischen Kreuzers General Belgrano. Am 5. April erklärte Großbritannien öffentlich eine Zone von 200 Seemeilen um die Falklandinseln zur Militärischen Ausschlusszone und forderte damit alle Staaten auf, die zivile Schiff- und Luftfahrt entsprechend zu warnen. Argentinische Schiffe und Flugzeuge, die sich in diese Zone begaben, würden als feindliche Einheiten betrachtet werden und dementsprechend „behandelt“ werden. Bereits am 23. April, also noch vor Beginn des eigentlichen bewaffneten Konflikts am 1. Mai, ließ Großbritannien über die Schweizer Botschaft Argentinien allerdings noch die zusätzliche Warnung zukommen, dass argentinische Kriegsschiffe und Militärflugzeuge auch außerhalb der „Ausschlusszone“ angegriffen werden können, wenn sie eine Gefahr für die britischen Streitkräfte darstellten, die ihr Recht auf Selbstverteidigung nach Artikel 51 der UN-Charta in Anspruch nähmen. Dies war ein klarer Hinweis darauf, dass argentinische Kriegsschiffe auch außerhalb der erklärten Maritimen Ausschlusszone (MEZ) ohne Vorwarnung angegriffen werden können; und dies war in Argentinien auch so verstanden worden.
Am 29. April erklärte ihrerseits die argentinische Regierung, alle britischen zivilen und militärischen Flugzeuge und Schiffe in einer Zone innerhalb von 200 Seemeilen vom argentinischen Festland und innerhalb von 200 Seemeilen um die Falklandinseln, Südgeorgien und den Südlichen Sandwich-Inseln als feindlich und als Gefahr für ihre Streitkräfte zu betrachten, weshalb ihre Schiffe und Flugzeuge die Erlaubnis hätten, alle britischen Einheiten anzugreifen, die sie dort antrafen. Die argentinische Ausschlusszone umfasste damit ein noch wesentlich größeres Gebiet als die britische.

### Rückeroberung Südgeorgiens

Karte von Südgeorgien

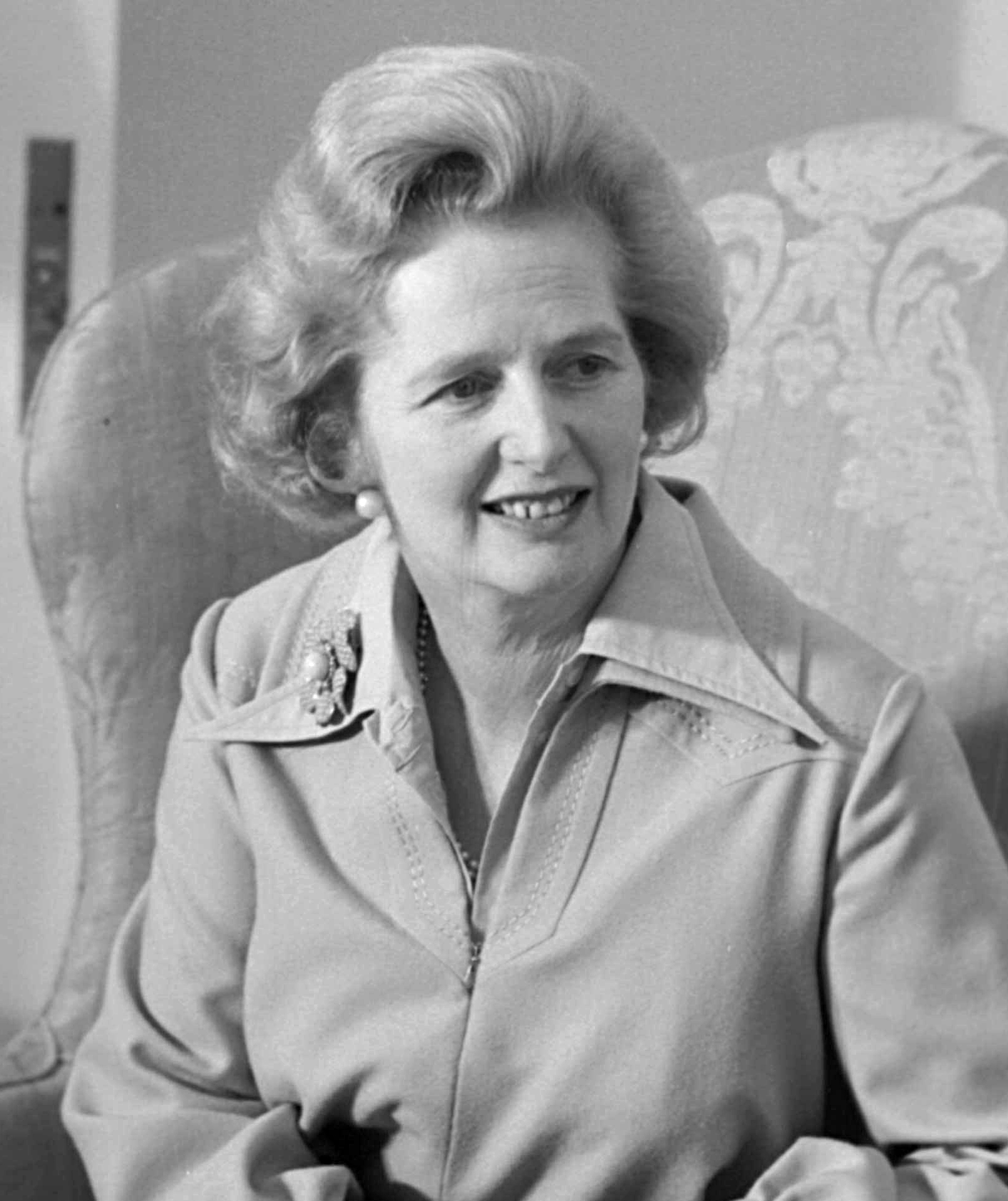
Margaret Thatcher

Die Rückeroberung von Südgeorgien zu einem möglichst frühen Zeitpunkt wurde unabhängig von den zu diesem Zeitpunkt offenen Plänen für die Falklandinseln bereits in den ersten Apriltagen beschlossen (bereits am 4. April wurde dafür eine Kompanie ausgewählt, um zur Insel Ascension vorausgeflogen zu werden, wo sie am 7. April in die RFA Tidespring umstiegen, um von dort nach Südgeorgien gebracht zu werden). Zum einen zwang, wenn überhaupt im Südatlantik gehandelt werden sollte, der nahende antarktische Winter zu einer schnellen Reaktion und zum anderen sollte mit der Wiederbesetzung deutlich gemacht werden, dass das Territorium der antarktischen Inseln (Südgeorgien, Südliche Sandwich-Inseln, Südliche Orkney-Inseln, Südliche Shetland-Inseln) weder historisch noch rechtlich zu den Falklandinseln gehörte. Darüber hinaus schienen die Argentinier auf Südgeorgien keine größere Garnison zurückgelassen zu haben, so dass wahrscheinlich kein ernsthafter Widerstand und keine großen Verluste zu erwarten waren. Wenn später der damalige britische Verteidigungsminister Sir John Nott in Interviews angab, dass die Rückeroberung Südgeorgiens vor allem dem Füllen der Nachrichten und der Steigerung der Moral dienen sollte, so kam darin die Sorge der britischen Regierung zum Ausdruck, dass die erste Aktion der britischen Truppen in einem Chaos hätte enden können, so dass alle weiteren Versuche zur Wiedergewinnung der Falklandinseln wahrscheinlich hätten aufgegeben werden müssen.
Nach der Besetzung von Südgeorgien hatten die Argentinier dort zwei kleine Garnisonen zurückgelassen, eine in Leith und eine in Grytviken. Sie bewegten sich wegen des schlechten Wetters aber kaum außerhalb dieser Stationen, weswegen die Mitarbeiter des British Antarctic Survey (kurz BAS) und zwei Mitarbeiter von Independent Television (ITV), die sich in der Forschungsstation auf Bird Island (vor der Westspitze von Südgeorgien) aufhielten, weiterhin unbehelligt blieben (ihnen war über Funk allerdings mitgeteilt worden, dass die Insel jetzt von Argentinien besetzt sei). Die Endurance beobachtete die Argentinier aus etwa 60 NM Entfernung, versteckt zwischen Eisbergen, und hielt auch Kontakt mit den Mitarbeitern des BAS und ITV.
Die Kampfgruppe (Task Group), die mit der Rückeroberung von Südgeorgien beauftragt war (die Aktion lief unter dem Namen Operation Paraquet), bestand aus mehreren Zerstörern und Fregatten unter Kapitän Brian Young, dem außerdem noch Hilfs- und Versorgungsschiffe zugeordnet waren. Sie setzte sich zusammen (u. a.) aus dem Zerstörer Antrim und der Fregatte Plymouth mit Truppen von Special Air Service (SAS) und Special Boat Service (SBS) an Bord sowie einer Kompanie der Royal Marines auf dem Hilfsschiff Tidespring. Am 19. April klärte die Conqueror, ein U-Boot der Churchill-Klasse, die Nordküste Südgeorgiens auf. Am 20. April wurde die Insel von einem mittels Radar kartographierenden Aufklärungsflugzeug vom Typ Handley Page Victor, das auf Ascension gestartet war, überflogen. Es wurden keine argentinischen Schiffe in der Nähe der Insel entdeckt.
Vor der geplanten Invasion der Royal Marines landeten am 21. April zunächst die ersten Aufklärungstrupps von SAS und SBS. Wegen schlechten Wetters konnten sie nicht den geplanten Beobachtungspunkt erreichen und mussten auf einem Gletscher übernachten. Nachdem am nächsten Tag ein Sturm aufgezogen war, forderten die SAS-Soldaten Hilfe an. Beim Versuch, sie mit Hubschraubern zu bergen, stürzten zwei Maschinen durch Whiteouts ab, erst mit einem weiteren Versuch konnten alle Soldaten gerettet werden.
Am Nachmittag des 23. Aprils wurde auf Grund einer Geheimdienstmeldung bei den Briten U-Boot-Alarm ausgelöst und die Operation gegen Südgeorgien wurde unterbrochen. Kapitän Young ließ die RFA Tidespring mit den Truppen an Bord wieder in Richtung Hochsee ablaufen. Am 24. gruppierte er den britischen Verband um und wartete anschließend mit vier seiner Schiffe einige Seemeilen östlich der Cumberland Bay auf die Ankunft des argentinischen U-Boots Santa Fe (ex-USS Catfish (SS-339) der US-amerikanischen Balao-Klasse). Am frühen Morgen des 25. wurde das U-Boot von den auf U-Boot-Abwehr spezialisierten Bordhubschraubern lokalisiert und sofort aus der Luft mit MG-Feuer und AS.12-Anti-Schiff-Raketen sowie Wasserbomben angegriffen. Dabei wurde es so schwer beschädigt, dass es tauchunfähig nach Grytviken flüchten und dort sofort verlassen werden musste.
Die Briten beschlossen nun schnell anzugreifen. Da die RFA Tidespring mit der Kompanie Marineinfanterie wieder 200 Meilen weit entfernt war, wurden drei improvisierte Teams mit insgesamt 72 Soldaten zusammengestellt, die mit Hubschraubern südlich von Grytviken landeten. Bei Grytviken bezogen die Soldaten Stellung, und HMS Plymouth und Antrim gaben 235 Schuss in die Umgebung der Siedlung ab, um ihre Feuerkraft zu demonstrieren. Die Argentinier, zu denen auch die Besatzung des gestrandeten U-Boots gehörte, ergaben sich daraufhin. Am nächsten Tag konnte auch das von argentinischen Soldaten besetzte Leith (in der West Cumberland Bay) kampflos besetzt werden.
Als am nächsten Tag Premierministerin Margaret Thatcher die Rückeroberung von Südgeorgien den Medien bekannt gab, wurde sie mehrfach von Journalisten mit kritischen Fragen unterbrochen. Darüber verärgert rief sie schließlich „just rejoice at the news and congratulate our forces and the marines … rejoice.“ Dieser Satz erschien am nächsten Tag in mehreren regierungskritischen Zeitungen polemisch verkürzt als Freudenruf: „Rejoice, rejoice!“ (dt.: „Freut euch, freut euch!“).

### Operation Black Buck
Ab Mitte April verfolgte der Führungsstab der britischen Luftwaffe die Idee, von der Insel Ascension aus Stützpunkte der argentinischen Luftwaffe auf dem Festland oder den Flughafen von Stanley mit den Fernbombern vom Typ Vulcan anzugreifen. Während Angriffe auf das Festland aus politischen Gründen sehr schnell wieder verworfen wurden, entwickelte man die Pläne für Stanley weiter. Das Projekt hatte hauptsächlich zwei Ziele: Zum einen sollte ein möglichst großer Teil der argentinischen Luftwaffe nach Norden in die Gegend von Buenos Aires abgezogen und dort möglichst auf Dauer gehalten werden, zum anderen sollte die Landebahn von Stanley durch Treffer auf oder unmittelbar neben ihr für die Benutzung der argentinischen „Mirage“- oder „Étendard“-Düsenflugzeuge unbrauchbar gemacht werden. Zu diesem Zweck gibt es schwere Spezialbomben, die, aus großer Höhe abgeworfen, erst tief in der Erde detonieren, um weitflächig Erdverwerfungen zu bewirken. Dadurch werden asphaltierte oder betonierte Landebahnen in einem größeren Umkreis so verformt, dass deren Wiederherstellung mit einem großen Aufwand verbunden ist (da mit sehr hohen Geschwindigkeiten startende und landende Flugzeuge lange, vollkommen ebene Start- bzw. Landebahnen benötigen, genügt es hier nicht, einfach nur den Bombenkrater wieder zu verfüllen).
Da die argentinische Luftwaffe bekanntermaßen mehr als 200 Flugzeuge besaß, die beiden britischen Flugzeugträger aber nur 20 „Sea Harriers“ mit sich führten, deren Eignung als Jagdflugzeug (noch) sehr umstritten war, besaßen diese beiden Ziele eine hohe Priorität im britischen Oberkommando. Allerdings ergaben sich zunächst Schwierigkeiten dadurch, dass der Kommandeur des US-amerikanischen Stützpunktes auf Ascension sich weigerte, die britischen Fernbomber landen zu lassen. Dieses Problem konnte erst gelöst werden, als am 27. April auch Washington davon überzeugt war, dass die Friedensmission von US-Außenminister Haig keine Aussicht mehr auf einen Erfolg hatte.

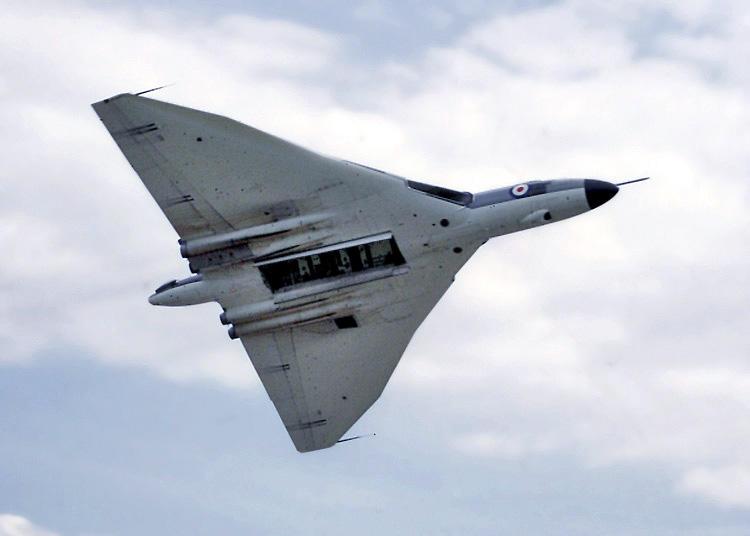
Ein Avro-698-Vulcan-Bomber, wie er in der Operation Black Buck eingesetzt wurde

Am 1. Mai begann die Operation gegen die Falklandinseln mit der Angriffsoperation Black Buck 1, die die RAF von Ascension aus mit einem Bomber vom Typ Avro 698 Vulcan auf den Flugplatz bei Port Stanley durchführte. Die Vulcan war für Mittelstreckenmissionen in Europa entworfen. Deshalb reichte ihre Tankkapazität für einen direkten Flug bei weitem nicht aus. Die hin und zurück 13.000 km lange Strecke machte daher mehrere Luftbetankungen notwendig. Die Tankflugzeuge der Royal Air Force waren umgebaute Bomber vom Typ Victor. Wegen ihrer ebenfalls beschränkten Reichweite musste ein aufwändiges Verfahren angewandt werden: Um eine Vulcan mit 21 Bomben ins Ziel zu bringen, starteten zwei Vulcan-Bomber und elf Tankflugzeuge für Luftbetankung, davon ein Bomber und zwei Tankflugzeuge als Reserve. Die Tankflugzeuge betankten nacheinander die Bomber bzw. die anderen Tankflugzeuge und kehrten dann um. Das letzte Tankflugzeug betankte die angreifende Vulcan (eigentlich die Reservemaschine, nachdem die erste Wahl umgekehrt war) noch einmal kurz vor dem Ziel und wurde auf dem Rückweg von einem ihm wieder entgegen fliegenden Tankflugzeug erwartet und betankt. Dem vom Angriff zurückkehrenden Bomber flogen noch einmal drei Flugzeuge entgegen, ein umgerüsteter Fernaufklärer vom Typ Nimrod und zwei weitere Tankflugzeuge. Mit diesem enormen logistischen Aufwand wurde beim ersten Angriff – erwartungsgemäß – nur ein Bombentreffer in der Start- und Landebahn bei Port Stanley erzielt. Die anderen Bomben verursachten zum Teil jedoch Schäden an anderen wichtigen Teilen des Flugplatzes. Somit hatte dieser Angriff zunächst nur einen begrenzten taktischen Erfolg, wichtiger war die politische und psychologische Wirkung (vgl. auch Doolittle Raid).
Nur wenige Minuten nach der Operation Black Buck führten neun Sea Harrier von der Hermes einen Angriff durch, indem sie Spreng- und Streubomben auf Port Stanley und den kleineren Grasflugplatz bei Goose Green warfen. Beide Angriffe führten zur Zerstörung von Flugzeugen auf dem Boden und beschädigten die Flugplatzinfrastruktur. Auf dem Flugplatz in Stanley trafen – zusätzlich zur Bombe, die von dem Vulcan-Bomber abgeworfen worden war – noch drei weitere Bomben der Sea Harriers die Startbahn und machten den künftigen Einsatz der „Étendards“ und der „Skyhawks“ von der Insel noch unwahrscheinlicher. Drei britische Kriegsschiffe beschossen zusätzlich das Flugfeld in Port Stanley. In der gleichen Nacht wurden im Schatten dieser Angriffe Späher der SAS und des SBS auf den Falklands abgesetzt, welche die Positionen und Bewegungen der argentinischen Truppen melden konnten.
Währenddessen hatte die argentinische Luftwaffe bereits einen eigenen Angriff begonnen in der Annahme, dass britische Landungen im Gange seien oder unmittelbar bevorstünden. Die Grupo 6 griff ohne eigene Verluste die britischen Seestreitkräfte an. Zwei Flugzeuge anderer Verbände wurden von Sea Harriers abgeschossen, die von der Invincible aus operierten. Es kam zu einem Luftkampf zwischen Harriers und Mirage-Jägern von der Grupo 8. Beide Seiten wollten sich zunächst nicht auf einen Kampf auf der optimalen Flughöhe des Gegners einlassen, bis schließlich zwei Mirages tiefer gingen um anzugreifen: Eine wurde abgeschossen, der Pilot der zweiten wollte schließlich wegen Treibstoffmangels in Port Stanley landen, wo das Flugzeug durch eigene Truppen abgeschossen wurde.
Der Luftangriff und die Ergebnisse der Luftkämpfe hatten strategische Auswirkungen. Das argentinische Oberkommando sah die gesamte argentinische Festlandsküste von britischen Angriffen bedroht und verlegte, wie vom britischen Oberkommando erwartet, deshalb tatsächlich Grupo 8, die einzige mit Abfangjägern ausgerüstete Gruppe der argentinischen Luftwaffe, weiter nach Norden, so dass auch der Großraum Buenos Aires noch in ihrer Reichweite lag. Die über den Falklandinseln zur Verfügung stehende Einsatzzeit für die Flugzeuge schrumpfte durch die längere Anflugdauer nochmals erheblich. Auch die später offenbar gewordene Unterlegenheit der Mirages gegenüber den Sea Harriern in geringer Flughöhe, auch bedingt durch ihre Bewaffnung mit älteren Luft-Luft-Raketen, führte dazu, dass Argentinien über den Falklandinseln faktisch schon zu Beginn des Krieges keine Luftherrschaft mehr hatte.
Die nächtlichen Versorgungsflüge vom Kontinent mit dem Propellerflugzeug C-130 „Hercules“ konnten nach den ersten Luftangriffen am 1. Mai nach der Verfüllung der Krater im verringerten Umfang wieder aufgenommen werden. Die wiederholten Angriffe auf den Flugplatz führten jedoch dazu, dass vom 1. Mai bis zur Kapitulation am 15. Juni nur noch etwa 70 Tonnen Nachschubgüter nach Stanley gebracht werden konnten, weshalb die argentinische Armee schon am 18. Mai (also noch bevor die Briten auf den Falklandinseln landeten) gezwungen war, die Lebensmittelrationen der Soldaten zu kürzen. Der Mangel an Lebensmitteln hatte einen negativen Einfluss auf die Moral der jungen Soldaten. Ein Teil der später hastig vom Festland eingeflogenen Einheiten war nur ungenügend mit Winterkleidung ausgerüstet worden, so dass sie unter dem nasskalten Wetter des einsetzenden Winters besonders litten. Da ihre wetterfeste Winterkleidung nun nicht mehr auf die Inseln gelangte, breiteten sich bei ihnen bald Erkältungskrankheiten und Dysenterie aus, die allmählich auf andere Einheiten übergriff.

### Seekrieg

#### Versenkung des KreuzersGeneral Belgrano

##### Vorgang
Am 2. Mai wurde der bereits 1938 als USS Phoenix in Dienst gestellte und 1951 an Argentinien verkaufte Leichte Kreuzer General Belgrano durch das Atom-U-Boot Conqueror (S48) versenkt. Das U-Boot benutzte dabei Torpedos vom Typ Mark VIII**. Die Entwicklung dieser Unterwasserwaffe ging zwar schon auf das Jahr 1925 zurück, doch sie wurde wegen ihrer Zuverlässigkeit und Durchschlagskraft noch immer eingesetzt, um in diesem Fall die bekannt starke Panzerung des Kreuzers (der seitliche Rumpf bestand aus 127 mm Panzerstahl) zu durchbrechen. Von den drei abgeschossenen Torpedos trafen zwei den Kreuzer, einer davon dort, wo sich direkt dahinter zwei weiträumige Speisehallen und die großen Aufenthaltsräume für die Freiwachen befanden. Diese Detonation tötete, so Kapitän Bonzo, vermutlich auf der Stelle etwa 85–90 % der gesamten Opfer und die Druckwelle riss ein etwa 20 Meter großes Loch in das Hauptdeck. Der zweite Torpedo traf das Schiff knapp außerhalb der Panzerung kurz vor dem Heck, wo sich die Maschinenräume befanden. Daher fielen sofort alle Maschinen aus, die Pumpen blieben stehen und die Lichter erloschen. Aus diesem Grund war der Kreuzer nicht mehr zu retten; Kapitän Bonzo befahl daher nach etwa 20 Minuten, das langsam sinkende Schiff zu verlassen und in die Rettungsflöße zu gehen. Dies geschah nach den Aussagen von Überlebenden ohne Panik und in guter Ordnung, so dass auch die Verletzten an Deck gebracht werden konnten, weshalb wahrscheinlich die meisten, die die beiden Explosionen überlebt hatten, gerettet werden konnten. Von der 1093 Mann starken Besatzung starben 323.
Einer der beiden Begleitzerstörer, die ARA Hipólito Bouchard, wurde vom dritten Torpedo getroffen, der allerdings nicht detonierte. Daher begannen die Begleitzerstörer sofort mit der Suche nach dem U-Boot. Als sie bemerkten, dass etwas mit der General Belgrano nicht in Ordnung war, da der Kreuzer auf keine Funksignale mehr reagierte, kehrten sie um und nahmen die Rettung der Schiffbrüchigen auf. Durch die einbrechende Nacht und den starken Sturm, der die Rettungsflöße rasch auseinandertrieb, dauerte es den ganzen 3. Mai, bis das letzte Floß gefunden war.

##### Kritik
Da das Schiff knapp außerhalb der „Totalen Ausschlusszone“ versenkt worden war, wurde später von Kriegsgegnern hauptsächlich in Großbritannien deswegen sehr viel Kritik laut. Sie wurde ein „cause célèbre“ (öffentlicher Streitpunkt) für Abgeordnete wie Sir Thomas Dalyell Loch von der Labour-Partei, der kurz nach Ende des Krieges, 21. Dezember 1982, die Premierministerin anklagte, sie habe „ebenso kalt wie vorsätzlich den Befehl zur Versenkung der Belgrano gegeben, obwohl sie genau wusste, dass ein ehrenwerter Friede in Aussicht war, in der Erwartung … dass die Torpedos der Conqueror [dt.: „Eroberer“] auch die Friedensverhandlungen torpedierten.“ Zahlreiche weitere Kriegsgegner folgten dieser Ansicht und hoben dabei vor allem hervor, das Schiff sei zum Zeitpunkt des Angriffs nach Westen gefahren, es habe sich also von den Falklandinseln fortbewegt. Sie warfen daher (und werfen bis heute) der britischen Regierung vor, sie hätte die General Belgrano absichtlich versenkt, um einen laufenden Vermittlungsversuch Perus scheitern zu lassen. Alleine zwischen Mai 1982 und Februar 1985 mussten die Premierministerin und der Verteidigungsminister sich im britischen Parlament gegen 205 schriftliche und 10 mündliche Anfragen rechtfertigen.
Auf die Vorwürfe von Dalyell und anderen antwortete die britische Regierung in erster Linie, sie habe bereits am 23. April Argentinien die Warnung zukommen lassen, dass argentinische Kriegsschiffe und Militärflugzeuge auch außerhalb der TEZ angegriffen werden können, wenn sie eine Gefahr für die britischen Streitkräfte darstellten, die ihr Recht auf Selbstverteidigung wahrnehmen. Der Widerspruch in der britischen Öffentlichkeit hielt in erster Linie auch deswegen so lange an, weil verschiedene Regierungsmitglieder den Medien zunächst eine Reihe teils konfuser, teils widersprüchlicher Angaben gemacht hatten, die erst 1985 durch einen parlamentarischen Untersuchungsausschuss (Select Committee on Foreign Affairs) geklärt werden konnten, aber dennoch ein großes Misstrauen gegen die Erklärungen der Regierung zurückgelassen haben.
Dieses Misstrauen wurde weiter verstärkt, als 1984 bekannt wurde, dass die Navigationslogbücher der Conqueror nicht mehr auffindbar sind. Die Opposition warf der Regierung vor, die Logbücher absichtlich „verschwinden“ lassen zu haben, weil in ihnen die genaue Position der Belgrano zum Zeitpunkt der Versenkung aufgezeichnet sei. Das Logbuch hätte belegen können, dass sich die Belgrano nicht in der Ausschlusszone befunden habe. Nach der Veröffentlichung neuer Aktenbestände vermutet Stuart Prebble dagegen, dass das Verschwinden der Logbücher eher mit der zeitnahen Operation Barmaid in Verbindung steht.
Tatsächlich rechnete die argentinische Marine nach der Warnung vom 23. April mit Angriffen auf ihre Kriegsschiffe auch außerhalb der Ausschlusszone und erhob deshalb auch nach dem Krieg keine Proteste gegen die Versenkung des Kreuzers. Sowohl der Kapitän der General Belgrano, Héctor Bonzo, als auch die argentinische Regierung erklärten später, dass die Versenkung legitim gewesen sei. Der argentinische Admiral Pico schrieb 2005, die General Belgrano sei in einer „taktischen Mission“ gegen die britische Flotte unterwegs gewesen, daher sei es unwichtig, ob sie sich in oder etwas außerhalb der Ausschlusszone aufgehalten habe.

##### Militärischer Hintergrund

Verteilung und Bewegungen der argentinischen und britischen Seestreitkräfte am 1./2. Mai 1982 im Südatlantik

Nach Ansicht der britischen Marine war der Kreuzer General Belgrano zwar nicht mehr neu, aber er stellte wegen seiner schweren Bewaffnung trotzdem eine Bedrohung für die britischen Schiffe dar. Die Versenkung des Kreuzers war keine isolierte Handlung. Die Bewegungen der Schiffe der argentinischen Marine waren genauso koordiniert wie die der britischen Flotte. So befand sich der Kreuzer in Begleitung von zwei Zerstörern, Hipólito Bouchard und Piedra Buena, die mit modernen Exocet-Raketen vom Typ MM38 mit einer Reichweite von rund 40 km ausgerüstet waren. Die Gruppe um den Kreuzer konnte jederzeit den Kurs ändern, und angesichts der hohen Geschwindigkeit von Kriegsschiffen (die General Belgrano war ursprünglich für eine Geschwindigkeit von bis zu 33 Knoten, also ca. 60 km/h, ausgelegt, tatsächlich ließ die veraltete Maschinenanlage aber nur mehr maximal 18,5 Knoten zu), war sie in der Lage, entweder zu den Falklandinseln oder zur Insel Südgeorgien abzudrehen, die erst kurz vorher zurückerobert worden war und auf der sich nur eine kleine Garnison befand. Daher, so die Überzeugung der britischen Führung, ging von der damaligen Position der Kreuzergruppe (Grupo de Tareas 79.3) eine konkrete Bedrohung aus. Die Gefahr bestand umso mehr, als sich von Norden her gleichzeitig die Kampfgruppe um den Flugzeugträger ARA Veintecinco de Mayo den britischen Schiffen näherte, dessen Flugzeuge über eine große Entfernung angreifen konnten. In der Nähe der argentinischen Flugzeugträger-Gruppe (Grupo de Tareas 79.1) befand sich eine weitere Kampfgruppe, die aus modernen, mit Raketen ausgerüsteten Korvetten bestand (Grupo de Tareas 79.4). Darüber hinaus vermuteten die Briten nach Geheimdienstquellen die beiden modernen U-Boote der Klasse 209 bei oder östlich der Falklandinseln (wo sich in Wirklichkeit nur eines dieser beiden U-Boote aufhielt). Die Konzentration fast der gesamten argentinischen Flotte in den Gewässern um die Falklandinseln deutete auf einen kurz bevorstehenden Angriff hin. Diese Befürchtung beeinflusste alle weiteren Entscheidungen. Das britische Flottenkommando entsandte das atomgetriebene U-Boot SSN Splendid in Richtung Flugzeugträger und südlich der Falklandinseln wurde die SSN Conqueror auf den Kreuzer angesetzt, der bald aufgespürt wurde (der Kapitän der SSN Splendid hatte bereits am 30. April von London die Erlaubnis erhalten, den Flugzeugträger auch außerhalb der TEZ zu versenken, aber dessen Begleitschutz drängte das U-Boot mehrfach ab, so dass es schließlich den Kontakt wieder verlor). In der Nacht vom 1. zum 2. Mai wurde ein argentinischer Funkspruch entziffert, nach dem das argentinische Flottenkommando der Flugzeugträger-Gruppe befahl, einen Angriff auf die britischen Schiffe zu unternehmen. Dieser Befehl bestätigte die britischen Befürchtungen und führte schließlich zur Erlaubnis des Kriegskabinetts zur Torpedierung des Kreuzers.
Tatsächlich musste der Flugzeugträger in den frühen Morgenstunden des 2. Mai den befohlenen Angriff abbrechen, weil der schwache Wind den Start seiner schwer beladenen Douglas A-4 „Skyhawks“ nicht zuließ. Daher befahl Admiral Lombardo, der argentinische Oberbefehlshaber der Operationen im Südatlantik (spanisch „Teatro de Operaciones del Atlántico sur“ – kurz TOAS), kurz darauf wegen der akuten U-Boot-Gefahr die Rückkehr sämtlicher Einheiten in die flachen Gewässer in der Nähe des Festlandes. Nach Erhalt dieses Befehls machte auch die Gruppe um den Kreuzer General Belgrano kehrt und fuhr bis zu seiner Torpedierung in unregelmäßigen Zickzack-Bewegungen in Richtung Isla de los Estados (Staateninsel) vor der Küste von Feuerland. Nach Angaben des Kapitäns der General Belgrano, Héctor Bonzo, hatte die Kreuzer-Gruppe zunächst vor allem den Seeweg um Kap Hoorn zu kontrollieren und war zum Zeitpunkt des Angriffs unterwegs zu einer neuen Position, wo sie weitere Befehle abwarten sollte.
Vor diesem militärischen Hintergrund, der von argentinischen Darstellungen weitgehend bestätigt wird, bestritt (und bestreitet) die britische Regierung jeden Zusammenhang mit der peruanischen Friedensinitiative, von der sie, nach Aussage von Premierministerin Thatcher, erst erfuhr, als das Schiff bereits versenkt war. Unabhängig davon wurden die Ausschlusszonen, dem Völkerrecht entsprechend, in erster Linie deshalb erklärt, um neutrale Schiffe zu warnen und um sie der Kriegszone fernzuhalten. Kriegsschiffe genießen bei solchen Erklärungen keinen Schutz, auch dann nicht, wenn sie sich außerhalb der erklärten Ausschlusszonen aufhalten. Mit dem Beginn der Bombardierung des Flughafens in Stanley einen Tag zuvor hatte – auch für Argentinien eindeutig erkennbar – der „offene Krieg“ begonnen.

##### Folgen
Nach der Versenkung des Kreuzers zog die argentinische Marine die Schiffe in ihre Basen zurück. Auch der argentinische Flugzeugträger, von dem die größte Bedrohung ausging, wurde zu seinem Stützpunkt zurückbeordert. Um die britischen Schiffe anzugreifen, verließen sich die Argentinier im weiteren Verlauf des Krieges nur noch auf ihre landgestützten Kampfflugzeuge. Die Versorgung der argentinischen Truppen auf den Falklandinseln verlief anschließend nur noch über C-130-Hercules-Transportflugzeuge, die bei Nacht landeten.
Am nächsten Tag veröffentlichte die britische Boulevardzeitung The Sun darauf in ersten Ausgaben ihre berühmte Schlagzeile „Gotcha“ (dt. „Erwischt“), die aber geändert und relativiert wurde, nachdem klar geworden war, wie viele argentinische Seeleute gefallen waren.

#### Weitere Gefechte zur See

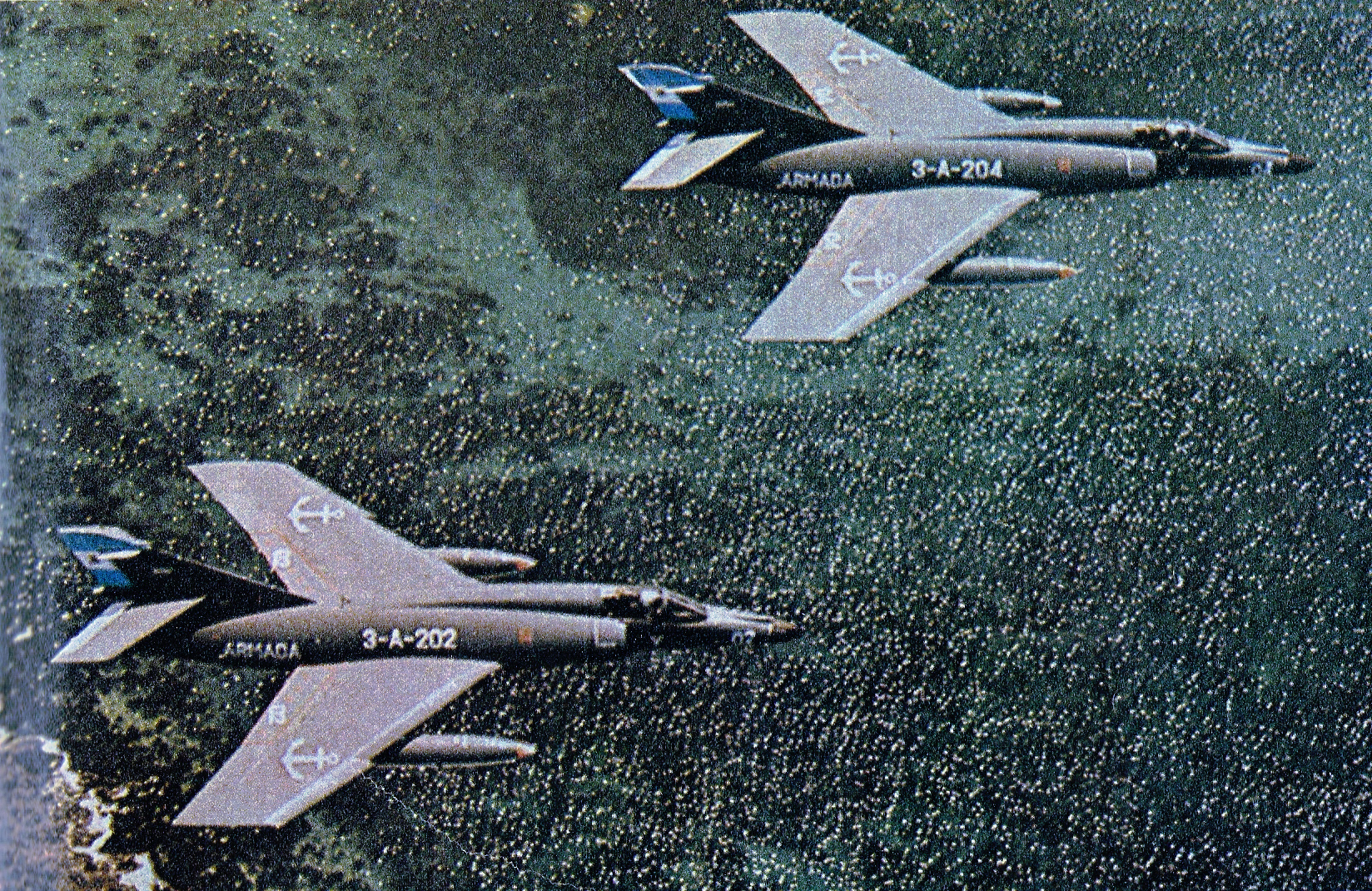
Super Étendards der argentinischen Marineluftwaffe

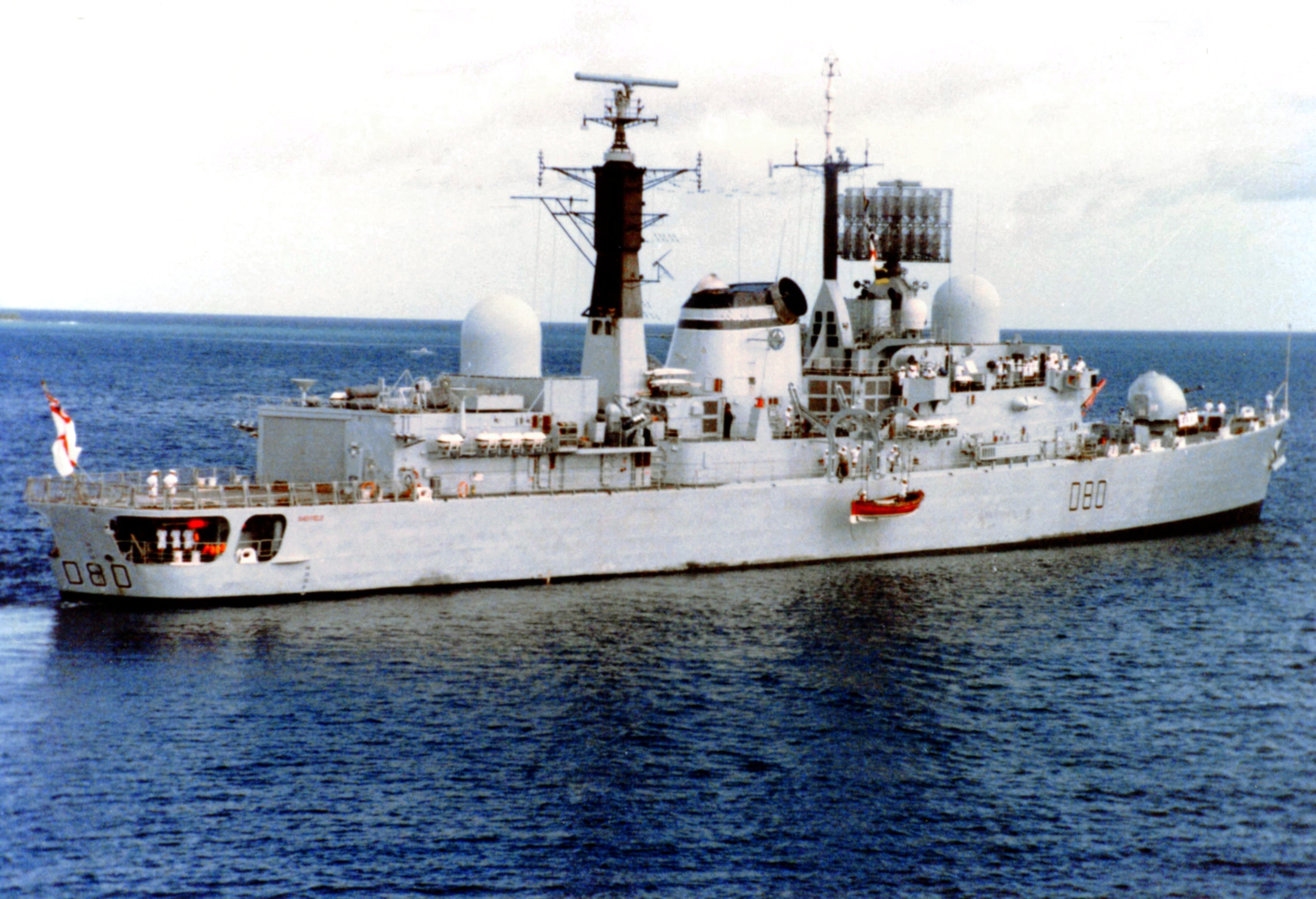
Die HMS Sheffield (D80) im Februar 1982

Weitere Angriffe auf Schiffe erfolgten durch Flugzeuge und werden darum im Zusammenhang der Luftoperationen dargestellt.
Eine argentinische Kommandoaktion (Deckname Operation Algeciras) gegen britische Kriegsschiffe in Gibraltar konnte durch die spanische Polizei verhindert werden.

### SAS-Kommandoaktion auf Pebble Island
Den nur 20 „Sea Harriers“ auf den beiden Flugzeugträgern, deren Anzahl sich durch die seit dem 2. Mai eingetretenen Verluste überdies immer mehr verringerte, gelang es nicht, die Luftüberlegenheit zu sichern. Dadurch, dass die britischen Flugzeugträger außerhalb der Reichweite der auf dem Festland stationierten „Super Étendards“ bleiben mussten, die mit Exocet-Raketen ausgerüstet waren, wurde die Sicherung der Luftüberlegenheit noch zusätzlich erschwert. Den Briten bereitete die Tatsache, dass die komplizierten computergesteuerten Luftabwehrraketensysteme – wie etwa „Sea Dart“ oder „Sea Wolf“ – im realen Einsatz keineswegs das hielten, was sie bei Versuchen unter idealen Bedingungen versprochen hatten, große Sorge. Noch unangenehmer war die Tatsache, dass seit dem Untergang der General Belgrano die argentinischen See- und Luftstreitkräfte ihre Stützpunkte nicht mehr verließen, offensichtlich um ihre ganze Schlagkraft für die erwartete amphibische Landung aufzusparen. Daher drängte vor allem General Thompson, der Kommandeur der 3. Commando Brigade, auf ein aktiveres Vorgehen der Flugzeugträger-Gruppe, was Admiral Woodward aber ablehnte, um die wertvollen Flugzeugträger nicht zu gefährden, ohne die eine Landung überhaupt nicht möglich sei. Auf Vorschlag von Thompson wurde dann eine Kommandoaktion gegen eine argentinische Luftbasis auf Pebble Island geplant, auf der Bodenangriffsflugzeuge stationiert waren und auf der häufig auch kleine Propellerflugzeuge vom Kontinent landeten, deren Reichweite nicht bis zum Flugplatz in Stanley reichte.
Wenig später, in der Nacht vom 12./13. Mai, schickte der SAS einen Aufklärungstrupp, der zuvor mit Hubschraubern auf Westfalkland gelandet war, mit Klepper Faltbooten auf Pebble Island. Nach genauer Erkundung der Stärke und Positionierung der argentinischen Truppen landete in der Nacht 14./15. Mai neben dem Stützpunkt die D Squadron des SAS mit drei großen Hubschraubern vom Typ „Sea King“ auf Pebble Island und zerstörte – auch mit Hilfe der Geschütze der sie begleitenden Kriegsschiffe HMS Broadsword und HMS Glamorgan – den argentinischen Stützpunkt sowie elf Flugzeuge und Hubschrauber.
Darüber hinaus griffen die Trägerflugzeuge wiederholt argentinische Stellungen im Inneren von Ostfalkland an, wo die Argentinier die Hubschrauber für ihre mobile Einsatzreserve stationiert hatten. Die Zerstörung der Hubschrauber schränkte die Bewegungsfreiheit der Argentinier immer weiter ein, die Truppen bei einer britischen Landung mittels Hubschrauber zu den Landungsorten transportieren wollten.

### Landung auf den Falklandinseln am 21. Mai 1982

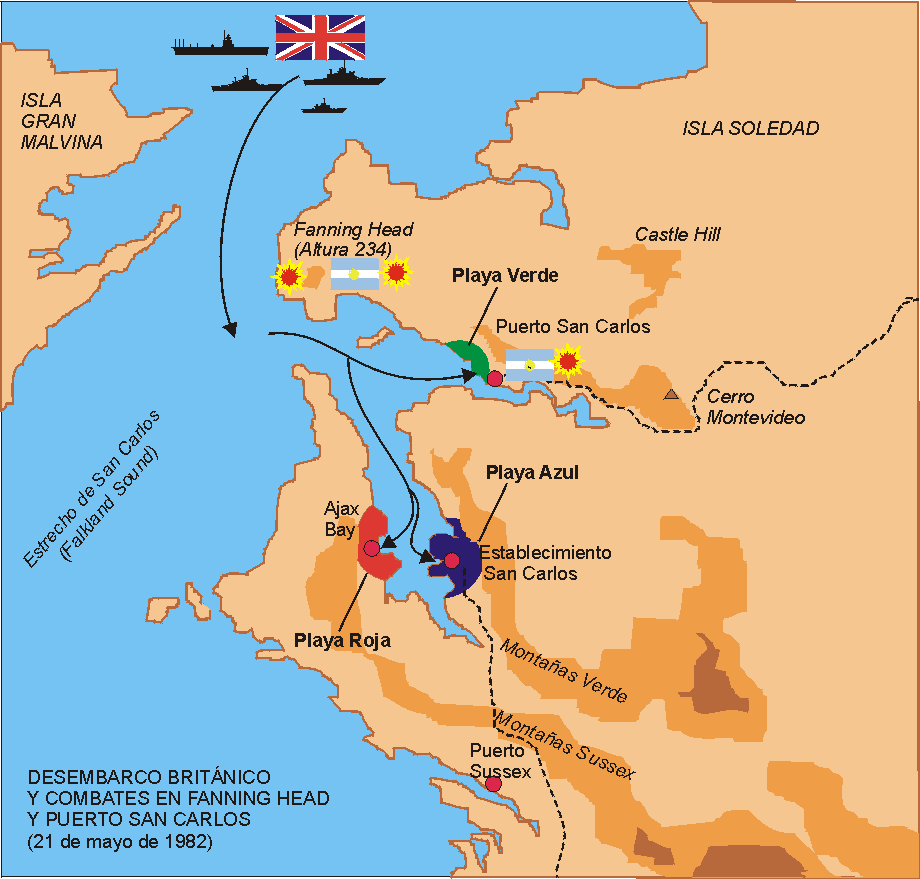
Landung der britischen Truppen in der San-Carlos-Bucht am 21. Mai 1982

#### Errichtung des Brückenkopfs in der San-Carlos-Bucht
Nachdem Mitte Mai in der UNO endgültig die letzten Hoffnungen auf eine Verhandlungslösung gescheitert waren, entschloss sich das Kriegskabinett in London am 18. Mai, die Erlaubnis zur Landung zu erteilen. Zu dieser Zeit hatte sich die militärische Führung Großbritanniens für eine Landung in der San-Carlos-Bucht (engl. meist San Carlos Water) im Nordwesten von Ostfalkland entschieden, und die abschließenden Pläne der Landungsoperation festgelegt. Die Bucht war vom Planungsstab der Amphibischen Gruppe deshalb ausgewählt worden, da zum einen die Landungsschiffe in der relativ engen Bucht sicher vor U-Boot- und Flugzeugangriffen schienen und sie zum anderen ausreichend weit von Stanley entfernt lag, um vor unmittelbaren argentinischen Gegenangriffen sicher zu sein. Darüber hinaus hatten an Land gebrachte Spähtrupps festgestellt, dass die Argentinier das Land um die Bucht nicht besetzt hatten. Erst wenige Tage (am 15. Mai) vor der geplanten Landung brachten die Argentinier eine Kompanie Soldaten von Goose Green nach Port San Carlos, von wo aus sie auf Fanning Head, den Landvorsprung nördlich der Bucht, einen mit leichten Geschützen und Mörsern ausgestatteten Beobachtungsposten errichteten, da man von dort aus sowohl die Einfahrt zum Falkland-Sund als auch den von San Carlos Water überblicken konnte. Um die Landung der Truppen in der Bucht zu sichern, mussten die Briten in der Nacht vor der Landung diesen Beobachtungsposten, der mit 20 Mann besetzt war, zuerst durch ein etwa 30 Mann starkes Kommando des SBS überwältigen.
Am 21. Mai wurde die Rückeroberung der Inseln mit einer amphibischen Landung eingeleitet. Um die argentinische Führung abzulenken und zu täuschen, unternahmen in dieser Nacht die Marine und der SAS Ablenkungsangriffe südlich von Port Stanley und bei Goose Green. Im Schutz der Dunkelheit drangen kurz nach Mitternacht die Landungsschiffe in den Falklandsund ein, wo die Truppen in die Landungsboote stiegen. Um 4:40 Uhr Ortszeit landeten die ersten Truppen mit Landungsbooten fast zeitgleich an drei Stellen in der San-Carlos-Bucht (grün, blau und rot auf der beigefügten Karte markiert) und besetzten von dort aus die umliegenden Hügel. Erst danach ankerten die zwölf Schiffe der Landungsflotte in der Bucht, darunter war auch das große Passagierschiff Canberra. Die mit Lenkwaffen ausgerüsteten Kriegsschiffe der Kampfgruppe sicherten während dieser Zeit die Einfahrt zum Falkland-Sund gegen Luftangriffe und U-Boote. Bereits nach kurzer Zeit waren die fünf Bataillone der 3. Commando Brigade an Land gebracht und in einer verlassenen Kühlfabrik in der Ajax-Bucht (auf der Westseite von San Carlos Water) wurde ein Feldlazarett eingerichtet, wo es den restlichen Krieg über stationiert blieb. Mit dem Sonnenaufgang konnten mit Hilfe von Hubschraubern auch die L118 Light Gun-Haubitzen und Rapier-Luftabwehr-Systeme in Stellung gebracht werden. Der Aufbau der Rapier-Systeme verzögerte sich jedoch, da deren hochempfindliche Elektronik durch den langen Seetransport gelitten hatte, so dass sie bei den ersten Luftangriffen der Argentinier noch nicht einsatzfähig waren.

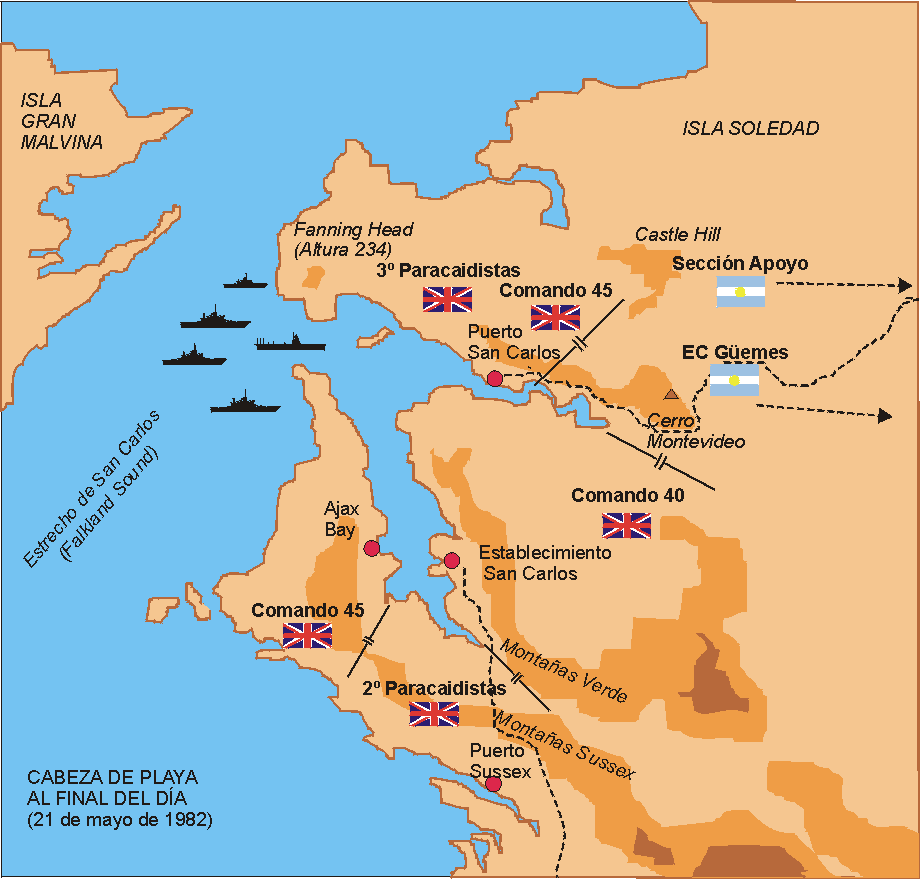
Position der britischen Einheiten vom 21. Mai bis zum 26. Mai 1982 um die San-Carlos-Bucht (span. Paracaidistas = Fallschirmjäger)

Durch die Anlandung ohne Gegenwehr sorglos geworden, flogen die Hubschrauberpiloten, die das schwere Material von den Schiffen an Land brachten, schon nach kurzer Zeit, ohne die notwendige Sicherung zu beachten, bis zu den vordersten Stellungen. Hierbei gerieten östlich von Port San Carlos mehrere Maschinen in das Feuer der sich von dort aus zurückziehenden Argentinier, die mit ihren Schnellfeuerwaffen zwei Aérospatiale-SA-341/342-Gazelle-Hubschrauber abschossen und einen weiteren Hubschrauber schwer beschädigten. Dabei starben drei Besatzungsmitglieder. Der größte Teil der argentinischen Soldaten, die in Port San Carlos einquartiert waren, zog sich anschließend über die Berge zur Siedlung Douglas am Teal Inlet (an der fjordähnlichen Bucht im Norden von Ostfalkland) zurück, von wo sie mit Hubschraubern nach Port Stanley transportiert wurden.
Bevor das argentinische Kommando, das von der britischen Landung völlig überrascht worden war, sich morgens kurz nach 8 Uhr aus Port San Carlos zurückzog, meldete es über Funk an den argentinischen Stützpunkt in Goose Green seine Beobachtungen in der Bucht. Nachdem kleinere Flugzeuge (Pucará und Aermacchi) aus Goose Green und Stanley die Beobachtung bestätigt hatten, starteten auf dem Festland die argentinischen Flugzeuge ihren Angriff auf die Landungsflotte, auf die sie seit dem 1. Mai gewartet hatten. Um etwa 10:35 Uhr griffen die ersten Flugzeuge die Kriegsschiffe im Falklandsund an. Um das britische Radar und den damit verbundenen Raketenschutzschirm zu unterfliegen, überquerten die argentinischen Flugzeuge in den ersten Tagen meist im Tiefstflug Westfalkland und griffen anschließend naturgemäß die ersten britischen Schiffe an, die sie sahen, und das waren die Kriegsschiffe im Falkland-Sund. Daher konnten die zu dem Zeitpunkt noch immer vollbeladenen Schiffe der Landungsflotte in der San-Carlos-Bucht fast unbehelligt entladen werden. Überdies flogen die Argentinier ihre Angriffe oft sogar unterhalb der Masthöhe der britischen Schiffe mit waghalsigen Manövern, was dazu führte, dass sich die Sicherung in den Zündern ihrer Bomben, die meist schon nach weniger als einer Sekunde nach dem Auslösen ihr Ziel trafen, noch nicht gelöst hatte, so dass diese beim Aufprall nicht detonierten. Daher durchschlugen nicht wenige Bomben die schmalen Kriegsschiffe, ohne zu zünden, und hinterließen dabei nur geringe Schäden und einige Verwundete auf britischer Seite. Weitere Bomben blieben im Rumpf der Schiffe stecken und konnten später (bis auf eine) von Sprengmeistern entschärft werden. Dafür gelang es den Briten, ein argentinisches Flugzeug (eine „Dagger“ der Grupo 6) abzuschießen. Ebenso gelang es der D Squadron des SAS, mit einer FIM-92 Stinger eine Pucará der Grupo 3 über den Sussex Mountains abzuschießen.
Am Nachmittag flogen die Argentinier (Luftwaffe und Marineflieger) eine Reihe weiterer Angriffe, bei der die Argonaut beschädigt wurde (drei Tote). Die Fregatte Ardent, die sich auf der Rückfahrt vom Ablenkungsangriff bei Goose Green alleine in der Mitte des Falkland Sunds befand, wurde mehrfach hintereinander angegriffen und erhielt dabei sieben Treffer (22 Tote). Da sich an Bord Feuer ausbreitete, musste die Ardent aufgegeben werden; ausgebrannt sank sie am nächsten Tag. An diesem Nachmittag verloren die Argentinier jedoch neun Flugzeuge (vier „Dagger“ der Grupo 6 und fünf „Skyhawk“ der Grupo 4 und den Marineflieger), die alle erst nach dem Abwurf ihrer Bomben auf dem Rückweg von „Sea Harriers“ mit Sidewinder-Raketen abgeschossen wurden. Am Ende des ersten Tages waren zwar fast alle Fregatten, die als mobiler Luftschutz der Landungsschiffe im Falkland-Sund patrouillierten, durch die Luftangriffe beschädigt; dennoch war es gelungen, 3.000 Soldaten und 1.000 Tonnen Material anzulanden und den Brückenkopf zu sichern.

### Argentinische Luftangriffe bis zum 25. Mai

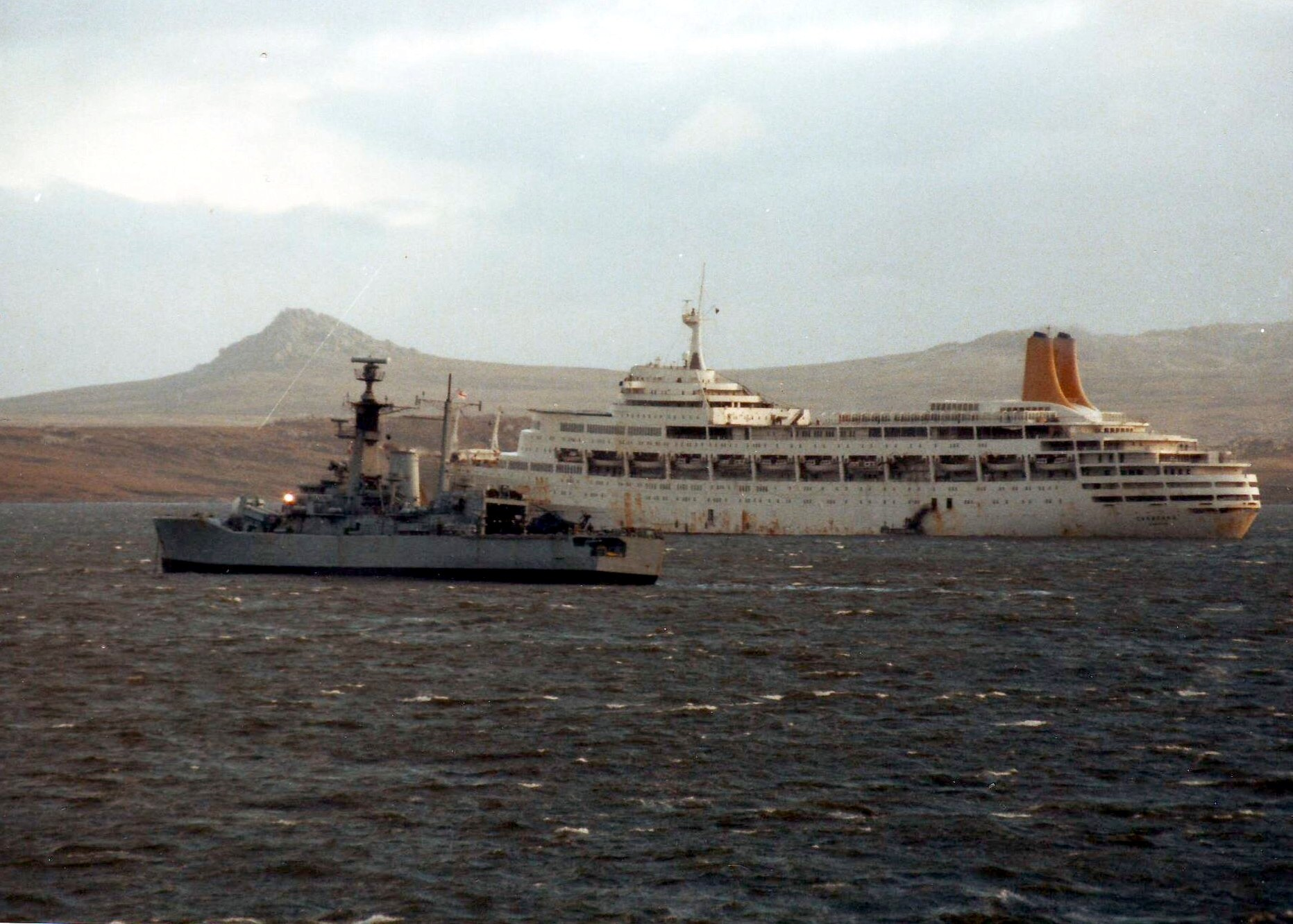
Canberra und Andromeda vor Ostfalkland 1982

Zwei Tage nach der Versenkung der General Belgrano entdeckte ein Patrouillenflugzeug der argentinischen Marineluftwaffe (COAN) Teile der britischen Flotte. Am 4. Mai starteten daraufhin zwei COAN-Super Étendards vom Luftwaffenstützpunkt Río Grande auf Feuerland, die mit jeweils einer Exocet bewaffnet waren. Nach einer Luftbetankung durch eine C-130 Hercules kurz nach dem Start gingen sie in den Tiefflug über, stiegen zwecks Radarerfassung auf und feuerten die Raketen aus 30 bis 50 km Entfernung ab. Eine verfehlte die Yarmouth, die andere traf den Zerstörer des Typs 42 Sheffield. Der Gefechtskopf der Exocet detonierte nicht, aber der Resttreibstoff setzte das Schiff in Brand. Aufgrund der Zerstörung der Feuerlöschanlage musste das Schiff Stunden später aufgegeben werden und sank nach sechs Tagen. Es starben 20 Seeleute. Währenddessen wurden die beiden anderen Zerstörer von ihren unsicheren Positionen zurückgezogen. Das britische Militär wäre einem Angriff schutzlos ausgeliefert gewesen.
Nach dem Untergang gab es Pläne für eine Kommandoaktion des SAS gegen die mit Exocet-Raketen ausgerüstete Einheit der FAA in Río Grande. Dabei sollten SAS-Soldaten nach ersten Plänen gar mit C-130-Transportflugzeugen auf dem Flugfeld landen, die Raketen und Flugzeuge zerstören und danach die Piloten töten. Später wurde der Plan abgeändert. Die Soldaten sollten mit einem U-Boot zur Küste gebracht werden und nach dem Einsatz nach Chile fliehen. Der Plan wurde jedoch nicht durchgeführt, nachdem ein Hubschrauber, der ein Aufklärungsteam absetzen sollte, entdeckt worden war und daraufhin nahe Punta Arenas notlanden musste.

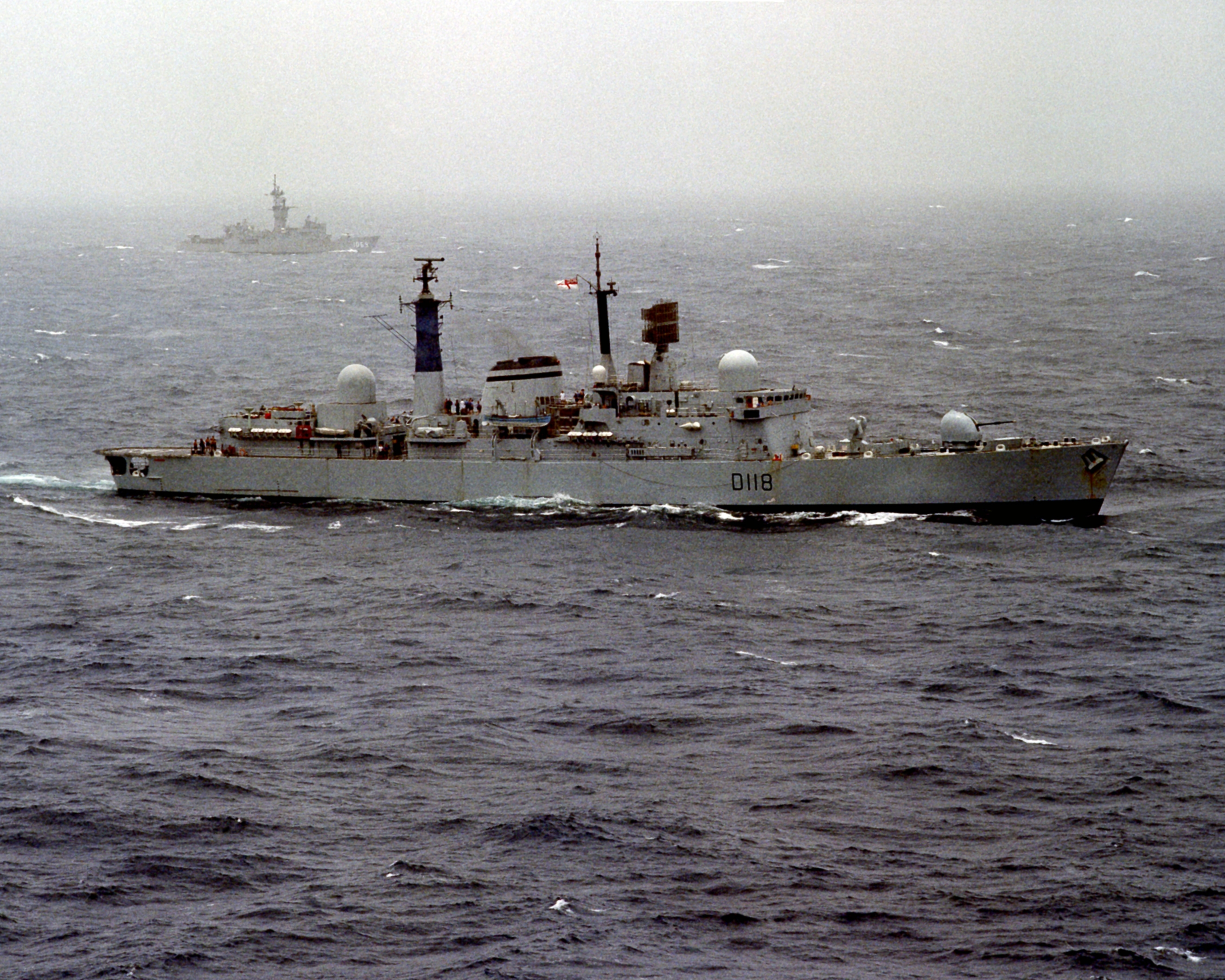
Die Coventry

Die befürchteten argentinischen Luftangriffe nach der Landung von Bodentruppen am 21. Mai blieben aus. Schlechtes Wetter verhinderte den Start der Flugzeuge auf dem Festland. Erst am Nachmittag des übernächsten Tages, also am 23. Mai, konnten die argentinische Luftwaffe und die Marineflieger ihre Angriffe wieder aufnehmen. An diesem Tag sank die Antelope nach einem Treffer mit einer Bombe, die beim Aufprall nicht sofort explodiert war. Die Bombe detonierte in der Nacht, nachdem das Schiff geräumt worden war und zwei Sprengmeister versucht hatten, die Zünder zu entfernen. Mehrfache Treffer auf anderen Schiffen demonstrierten erneut die eklatante Schwäche der „Nahbereichs-Luftabwehr“ der neuen britischen Fregatten, die zugunsten von Flugabwehrraketen kaum noch mit Fla-Geschützen ausgerüstet waren. Die vorher hoch eingeschätzten automatischen Raketenabwehrsysteme enttäuschten aber allesamt. Zuverlässigen Schutz boten nur „Sea Harrier“ der beiden Flugzeugträger, die ständig über West Falkland kreisten.
In den Morgenstunden des 24. Mai versuchten die Briten erneut, mit einem Luftangriff den Flughafen von Stanley unbrauchbar zu machen, was aber letztlich erneut scheiterte. Ab Mittag griffen die argentinischen Flugzeuge die Landungsflotte an, wobei sie erstmals versuchten, die Landungs- und Nachschubschiffe in der San-Carlos-Bucht zu treffen. Dabei wurden die Landungsschiffe Sir Galahad, Sir Lancelot und Sir Bedivere getroffen, aber in keinem der drei Fälle detonierten die Bomben, so dass sie später von Sprengmeistern entschärft werden konnten. Die Argentinier dagegen verloren an diesem Tag erneut eine „Dagger“ (der Grupo 6) sowie eine „Skyhawk“ (der Grupo 5).
Am 25. Mai, ihrem Nationalfeiertag, planten die Argentinier einen entscheidenden Schlag gegen die beiden britischen Flugzeugträger, deren Position sie mit Hilfe von Aufklärungsflugzeugen und von Radar auf den Falklandinseln festgestellt hatten. Zu diesem Zweck sollten zuerst die beiden weit vorgeschobenen britischen Vorpostenschiffe nordwestlich von Pebble Island „ausgeschaltet“ werden, deren Aufgabe als Radarfrühwarn- und Führungsschiffe für die „Sea Harrier“ sie mittlerweile erkannt hatten. Durch mehrere zeitlich gestaffelte Angriffe gelang es ihnen schließlich, den Zerstörer Coventry durch Bomben zu versenken, was 19 Seeleute das Leben kostete, und die Fregatte Broadsword zu beschädigen (der Bordhubschrauber wurde zerstört). Gleichzeitig starteten zwei mit Exocet-Raketen ausgerüstete „Super Étendards“ der Marineflieger von Río Grande auf Feuerland nach Norden. Nachdem sie nordwestlich der Falklandinseln in der Luft betankt worden waren, griffen sie völlig überraschend die britische Schlachtgruppe, in deren Mitte sich die beiden Flugzeugträger Hermes und Invincible befanden, von Norden her an. Durch ihr Radar noch rechtzeitig gewarnt, schossen alle Kriegsschiffe mit speziellen Werfern Metallstreifen in die Luft (engl. „Chaff“), um die Sucher der Raketen zu täuschen. Daher traf keine der Exocet-Raketen ein Kriegsschiff, der radargesteuerte Suchkopf einer Exocet wählte nach dem Durchfliegen dieser Wolken jedoch das zu diesem Zeitpunkt einzeln fahrende Containerschiff Atlantic Conveyor aus und setzte es in Brand (zwölf Tote), so dass es drei Tage später sank. Dieses Schiff, das in der kommenden Nacht in die San-Carlos-Bucht einlaufen sollte, hatte für den weiteren Gefechtsverlauf wichtige Hubschrauber, Ausrüstung zum Bau einer Start- und Landebahn sowie Zelte für 4.500 Mann geladen. Die Argentinier verloren an diesem Tag drei „Skyhawks“ (und damit sehr viel weniger, als die Briten 1982 glaubten). Zwei „Skyhawks“ der Grupo 4 wurden über der San-Carlos-Bucht abgeschossen, eine weitere Maschine der Grupo 5 wurde beim Rückflug über Goose Green aus Versehen von der argentinischen Flak abgeschossen.

#### Raketensabotage
Dass Argentinien mit modernen französischen Waffen ausgerüstet war, stellte eine große Belastung für die Briten dar; die Franzosen waren ihre engsten Verbündeten in Europa. Auch Frankreich war es peinlich, zusehen zu müssen, wie in Frankreich hergestellte Rüstungsgüter bei einem der engsten Verbündeten große Schäden anrichteten. In Relation zur Bevölkerungszahl war Frankreich damals größter Waffenexporteur der Welt.
Jahre später berichtete ein Berater des damaligen französischen Präsidenten François Mitterrand, dass Thatcher diesen nach dem Exocet-Angriff gezwungen habe, den britischen Streitkräften Codes zu geben, mit denen die Raketen elektronisch unbrauchbar gemacht werden konnten. Thatcher habe gedroht, andernfalls von U-Booten Atomraketen auf Buenos Aires abfeuern zu lassen. Mitterrand habe daraufhin den Briten ermöglicht, die Exocets zu sabotieren.

### Kampf um Goose Green

#### Vorgeschichte

Bewegungen der britischen und argentinischen Einheiten auf Ostfalkland von der Landung in der San-Carlos-Bucht bis zur argentinischen Kapitulation

Der Flugplatz in Goose Green, rund 25 km südlich des Ortes San Carlos, war nicht nur der dem britischen Brückenkopf nächste argentinische Stützpunkt, er stellte auch die größte feindliche Truppenkonzentration außerhalb der Inselhauptstadt Stanley dar. Daher plante der Stab der 3. Commando Brigade schon einen Tag nach der Landung einen Angriff auf Goose Green. Dabei plante man zunächst nur, den Flugplatz – bzw. die Flugzeuge – zu zerstören und wollte sich anschließend wieder zurückziehen. Mit einem generellen Ausbruch aus der Landungszone sollte General Thompson nach den ursprünglichen Befehlen aber abwarten, bis auch die 5. Brigade dort eingetroffen war (alleine schon deshalb, weil die Entladung der Versorgungsschiffe ohne die üblichen Hafeneinrichtungen, wie etwa Kräne, nur langsam vonstattenging). Allerdings war bereits nach wenigen Tagen klar, dass die heftigen argentinischen Luftangriffe und die fortlaufenden Verluste an Schiffen im Falkland-Sund dazu zwangen, die ursprüngliche Planung zu ändern und die Landungszone früher zu verlassen. Dieser Schritt sollte nun spätestens mit Hilfe der zusätzlichen Hubschrauber, die das Containerschiff Atlantic Conveyor auf die Insel bringen sollte, eingeleitet werden. Danach sollten die Truppen mit Hilfe der großen Transporthubschrauber vom Typ „Chinook“ möglichst in der Nähe der Inselhauptstadt Stanley abgesetzt werden.
Auch dieser Plan musste nach der Versenkung des Schiffs und dem Verlust der zusätzlichen Hubschrauber am 25. Mai aufgegeben werden. Daher beschloss der Stab der 3. Commando Brigade, dass ein Teil der Bataillone die Insel zu Fuß zu überqueren hatten, was voraussichtlich etliche Tage dauern würde (die schwere Ausrüstung sollte später mit den verbliebenen Hubschraubern nachgebracht werden). Um während dieser kritischen Phase die britische Basis in der San-Carlos-Bucht und die dort bereits angelegten Vorratslager nicht möglichen Flankenangriffen aus Goose Green auszusetzen, musste daher zuerst dieser nahegelegene argentinische Stützpunkt erobert werden. Wenn 1982 in mehreren Interviews in der Presse behauptet wurde, „der Angriff auf Goose Green sollte hauptsächlich die Moral der britischen Truppen stärken“, so war dieser Punkt bestenfalls ein Nebenaspekt. Militärisch gesehen war die Eroberung des feindlichen Stützpunkts so nahe an der eigenen Operationsbasis unerlässlich, wenn Thompson beim Vormarsch auf Stanley nicht einen beträchtlichen Teil seiner Truppen zu deren Schutz zurücklassen sollte. Da Thompson, der sich noch immer an die Anweisung von General Moore vom 12. April gebunden hielt, mit dem Ausbruch zögerte, befahl ihm schließlich das britische Oberkommando in Northwood den Ausbruch. Dieser Befehl erfolgte umso nachdrücklicher, als man dort durch zugespielte US-amerikanische Geheimdienstmeldungen erfahren hatte, die Argentinier würden planen, Fallschirmjäger vom Festland in Goose Green zu landen. Aus Sicherheitsgründen (d. h., um ein mögliches Abhören des Funkspruchs auszuschließen) wurde jedoch dieser Punkt Thompson nicht mitgeteilt, weshalb der General sich anschließend mehrfach kritisch über den Befehl äußerte.
Das 2. Bataillon des Fallschirmjägerregiments (meist nur kurz „2 Para“ genannt) lag am südlichen Rand der Landungszone, weshalb es Thompson bereits am 23. Mai für den Angriff auf Goose Green vorgesehen hatte. Da die 3. Commando Brigade damals bereits die Besetzung des Mount Kent mit Hilfe von Hubschraubern vorbereitete und gleichzeitig noch den Vormarsch zweier Bataillone über Teal Inlet einleitete, wurde dem Angriff auf die Landenge und den Flugplatz von Goose Green nur eine eingeschränkte Aufmerksamkeit gewidmet. So wurde dem Angriff nur eine halbe Batterie L118 Light Gun-Haubitzen (d. h. drei Geschütze) und sehr wenig Munition zugeteilt, die während der Nacht nur noch durch das – ebenfalls leichte – 4,5-Zoll-Geschütz (114 mm) der Fregatte HMS Arrow verstärkt wurden. Durch den Verlust der Hubschrauber auf der Atlantic Conveyor mussten die Soldaten das gesamte schwere Material (Granatwerfer und Milan-Raketen und deren Munition) auf ihren Rücken transportieren, da man im Stab der Brigade (ohne einen Versuch zu wagen) annahm, der Weg sei für Fahrzeuge nicht passierbar.

#### Gefecht

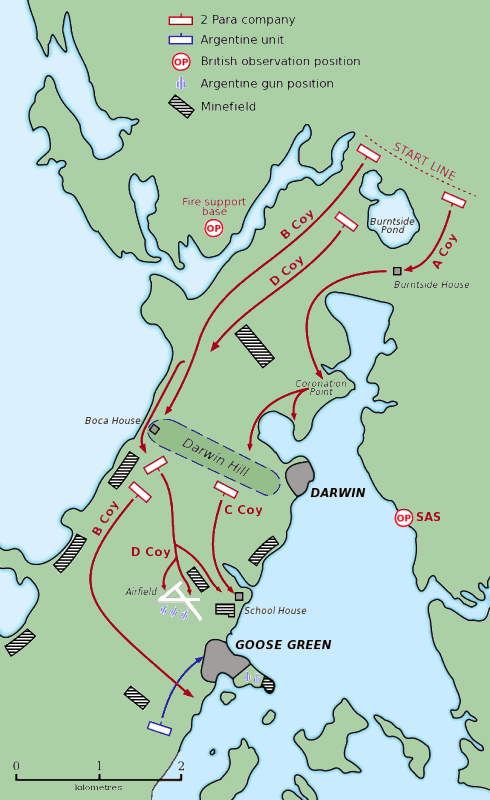
Karte der Kämpfe um Goose Green

Die Argentinier waren gewillt, den Ort energisch zu verteidigen, da die Landenge von Darwin/Goose Green zum einen taktisch wichtig war und sich zum anderen hier das zweitgrößte Flugfeld der Insel befand. Nach Beobachtungen des SAS schätzten die Briten die Stärke der argentinischen Garnison auf etwa 1.000 Mann. Oberstleutnant Herbert Jones, der Kommandeur des 2. Fallschirmjägerbataillons, war dennoch überzeugt, dass seine (rund) 500 Fallschirmjäger in der Lage seien, den Angriff alleine zu übernehmen. Tatsächlich befanden sich am 27. Mai rund 1100 Argentinier in Goose Green (einschließlich der mit Hubschraubern eingeflogenen Verstärkungen vom Mount Kent und den etwa 210 Soldaten der argentinischen Luftwaffe). Sie hatten bei Goose Green auf dem Flugfeld nach der Invasion zur Erdkampfunterstützung Pucará-Flugzeuge stationiert. Außerdem wurden gute und stark befestigte Verteidigungsstellungen aufgebaut. Die Truppen verfügten über drei 105-mm-Geschütze und 35-mm-Flugabwehrkanonen. Auf britischer Seite kamen einschließlich der Unterstützungstruppen (wie etwa Artillerie) und einer zusätzlichen Kompanie Marineinfanterie (des 42. Commando Bataillons), die gegen Abend des 28. Mai von San Carlos noch eilig auf die Landenge geflogen wurde, etwa 720 Mann zum Einsatz.
Am Abend des 26. Mai brach das 2. Fallschirmjägerbataillon auf, um nach Camilla Creek House nördlich von Goose Green zu marschieren. Auf Grund unvorsichtiger Äußerungen aus Regierungskreisen berichtete während des nächsten Tages die BBC über den geplanten Angriff auf Goose Green im BBC World Service. Die dadurch vorgewarnten Argentinier flogen zusätzliche Truppen ihrer Reserve von Mt. Kent nach Goose Green. Bei einem britischen Luftangriff auf den Flugplatz in Goose Green am 27. Mai wurde ein Harrier GR.3 der RAF abgeschossen, der Pilot überlebte jedoch und wurde zwei Tage später von einem britischen Hubschrauber gerettet.
In der Nacht zum 28. Mai gingen die Fallschirmjäger kurz nach Mitternacht gegen die am Eingang zur Landenge positionierten argentinischen Vorposten zum Angriff über, die sich ihrerseits befehlsgemäß von dort langsam zurückzogen, wobei sie versuchten, das britische Vordringen möglichst lange zu verzögern. Dementsprechend war es (entgegen den britischen Planungen) bereits heller Tag, als die Fallschirmjäger endlich die engste Stelle der Landenge nördlich von Darwin und die argentinische Hauptstellung erreichten. Dort kam der britische Angriff im Feuer der argentinischen Maschinengewehre zum Stehen (etwa zwischen 9:30 und 12:30 Uhr). Unterstützt wurden die Verteidiger dabei durch mehrfache Angriffe von Pucarà-Kampfflugzeugen, die einmal Napalm-Bomben abwarfen und außerdem auch einen der britischen Scout-Hubschrauber abschossen, die Munition herbei- und Verwundete abtransportierten. Erst nach einem schweren Kampf, bei dem der Kommandeur des 2. Fallschirmjägerbataillons fiel (s. u.), konnten die Briten schließlich die Oberhand gewinnen, nachdem es ihnen nach 13:00 Uhr dann gelungen war, entlang des Strandes an der Westseite der Landenge die argentinische Stellung zu umgehen. Bis zum Abend (etwa 17:30 Uhr) stießen die Fallschirmjäger langsam bis in die Nähe des Ortsrands von Goose Green vor. Kurz vor dem Sonnenuntergang zerstörten zwei Harrier GR.3 mit BL755-Streubomben die argentinischen Geschütze, wobei die großen Feuerbälle der Explosionen kurzzeitig eine Panik unter den argentinischen Soldaten auslösten. Da in einer Scheune in Goose Green 114 Falkländer eingeschlossen waren, verzichtete Major Keeble, der britische Befehlshaber, der jetzt das Bataillon führte, auf einen weiteren Kampf, um in der Dunkelheit die Gefangenen nicht zu gefährden. Erst am nächsten Morgen schickte er zwei gefangengenommene Argentinier mit der Aufforderung zur Kapitulation nach Goose Green. Nach einer Bedenkzeit willigte der argentinische Kommandant mit Erlaubnis von General Menéndez zur Kapitulation ein (am 29. Mai gegen 11:30 Uhr), da seine Einheiten vollständig umstellt waren – wobei er die Zahl britischer Soldaten weit überschätzte.

#### Ergebnis und Folgen
Auf britischer Seite starben 17 Soldaten, darunter auch der Bataillonskommandeur Jones, der den Angriff zunächst geführt hatte. 37 Soldaten wurden verwundet. Jones fiel beim Angriff auf eine argentinische MG-Stellung, die den Angriff des Bataillons zeitweilig niederhielt und dort schwere Verluste verursachte. Da in seiner unmittelbaren Umgebung keine Reserve zur Verfügung stand, entschloss sich der Kommandeur, mit seiner Stabsgruppe des beweglichen Bataillonsgefechtsstandes diese Stellung selbst anzugreifen. Jones wurde postum mit dem Victoria-Kreuz, der höchsten militärischen Auszeichnung Großbritanniens für überragende Tapferkeit im Angesicht des Feindes, ausgezeichnet. Bei den Kämpfen verloren rund 50 Argentinier ihr Leben, rund 90 wurden verwundet. Die Anzahl der unverwundeten argentinischen Gefangenen betrug 961.
Die erfolgreiche und schnelle Eroberung von Goose Green hatte in der Folge erkennbar einen negativen Einfluss auf die Moral der argentinischen Truppen. Die relativ hohen Verluste führten dazu, dass die Briten alle weiteren Angriffe nur noch nachts starteten, um den Abwehreffekt der feindlichen automatischen Waffen auf dem offenen Grasland zu verringern. Die Argentinier setzten mit Hilfe von Hubschraubern in Goose Green ihre gesamte mobile Reserve ein, die sie in einem Lager am Mount Kent konzentriert hatten. Dies hatte für die Briten den unerwarteten Effekt, praktisch gleichzeitig den Mount Kent besetzen zu können, ohne auf Gegenwehr zu stoßen. Die Besetzung der Landenge eröffnete für die britischen Truppen eine weitere, südliche Route entlang der Küste des Choiseul Sunds und Bluff Cove nach Stanley. Als britische Truppen diesen Weg einschlugen, verstärkte dies beim argentinischen Oberkommando in Stanley den – dort bereits vorhandenen – Eindruck, dass der britische Hauptangriff auf die Inselhauptstadt wahrscheinlich von Süden her geführt würde und lenkte dadurch die Aufmerksamkeit der Argentinier vom nördlichen britischen Vormarsch quer über die Insel über die Siedlung Douglas und Teal Inlet zum Mount Kent ab.

### Schlacht um Port Stanley

#### Ausbruch aus der Landungszone
Der Angriff auf die Inselhauptstadt Stanley wurde gleichzeitig mit dem Kampf um Goose Green eingeleitet. Dazu wurde beginnend mit der Nacht vom 24./25. Mai mit Hubschraubern die D-Squadron des 22. SAS zum Mount Kent geflogen (rund 70 km von Port San Carlos entfernt und 18 Kilometer vor Stanley), von dem aus man bereits Stanley in der Ferne sehen konnte. Zunächst wurden nur einzelne Trupps dorthin gebracht, um die Lage zu sondieren. In den folgenden Nächten wurden diese schrittweise verstärkt und sie begannen dort mit dem Ausbau einer Position auf der Westseite des Berges. In der Nacht zum 30. Mai folgten dann – ebenfalls auf dem Luftweg – die ersten Teile des 42. Kommando Bataillons. Seit dem 26./27. Mai marschierten gleichzeitig zwei Bataillone (das 3. Fallschirmjägerbataillon und das 45. Commando Bataillon) schwer bepackt die rund 70 Kilometer zu Fuß von Port San Carlos über Teal Inlet nach Osten, um die Berge zu besetzen, die sich an den Mount Kent anschlossen. Außer von einigen „Bandwagons“ (d. h. schwedische Bandvagn vom Typ Bv202) wurden sie nur von einigen Farmern begleitet, die angeboten hatten, auf den Anhängern von Traktoren Granatwerfer, Panzerabwehrwaffen und Munition zu transportieren. Am 1. Juni erreichte das 3. Fallschirmjägerbataillon den Mount Estancia nördlich des Mount Kent und wenig später folgte dorthin die Marineinfanterie des 45. Commando Bataillons. Erst nachdem sich die Truppen an den Hügel westlich von Stanley eingerichtet hatten, brachten Hubschrauber Geschütze und das übrige schwere Gerät von der San-Carlos-Bucht zu ihren Stellungen.
Währenddessen war in der Nacht vom 31. Mai zum 1. Juni die britische 5. Brigade mit weiteren 3.500 Soldaten in der San-Carlos-Bucht gelandet. Nachdem das Bataillon der Gurkhas dieser Brigade die Truppen in Goose Green abgelöst hatte, wurde das 2. Bataillon der Fallschirmjäger am 3. Juni nach Bluff Cove und Fitzroy an der Küste südlich von Stanley geflogen. Damit war die Inselhauptstadt weiträumig umstellt und die Briten hatten bereits die Kontrolle über den größten Teil der Insel wiedergewonnen.
Dem Vormarsch der britischen Truppen, der durch ein Gebiet ohne feste Straßen führte, konnte die argentinische Führung auf den Falklandinseln nach dem Verlust der meisten ihrer Hubschrauber wenig entgegensetzen. Abgesehen von einigen Einsätzen der argentinischen Kommandokompanien 601 und 602, die zu einigen, allerdings nur sehr kurzen Gefechten entlang der Vormarschwege südlich von Teal Inlet führten, vollzog sich der britische Vormarsch bis in die Gegend um den Mount Kent praktisch kampflos.

#### Bluff Cove und Fitzroy: Bombardierung derSir Galahad

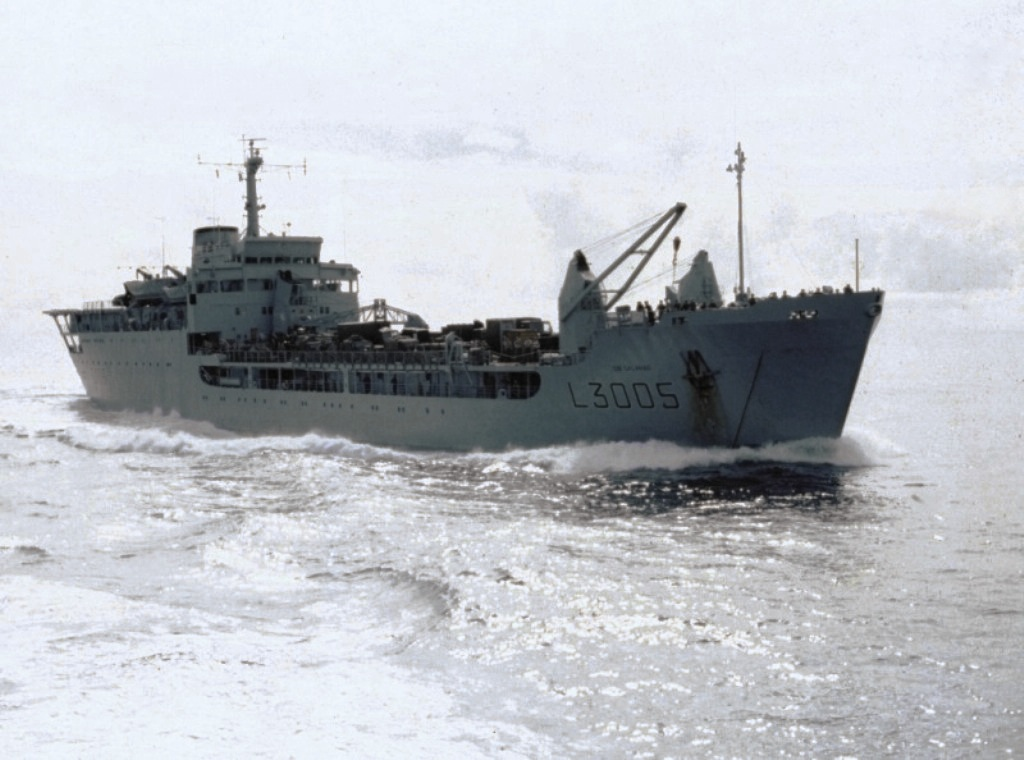
LSL (Landing Ship Logistic) Sir Galahad auf dem Weg in den Südatlantik 1982

Die Eroberung von Goose Green hatte den Briten einen zweiten Weg nach Stanley eröffnet, und General Moore, der nach der Ankunft der Verstärkungen den Oberbefehl über die Landstreitkräfte übernahm, legte großen Wert darauf, dass beide Brigaden gleichmäßig an dem Angriff beteiligt waren. Nachdem das 2. Fallschirmjägerbataillon bereits mit eigenmächtig „requirierten“ Hubschraubern Bluff Cove besetzt hatte, musste auch der Rest der 5. Brigade dorthin gebracht werden. Da die wenigen vorhandenen Hubschrauber kaum ausreichten, um die Brigaden zu versorgen, mussten die beiden Gardebataillone der 5. Brigade (Welsh Guards und Scots Guards) mit einem Landungsschiff von San Carlos um die Südspitze der Insel herum nach Bluff Cove gebracht werden. Um die dadurch drohenden Verluste durch U-Boote oder Luftangriffe zu minimieren, wurden die Truppen auf mehrere einzelne Schiffstransporte und auf mehrere Nächte verteilt.
Die Kämpfe der ersten Woche hatten die argentinischen Luftstreitkräfte nicht nur zahlenmäßig geschwächt, sondern viele der verbliebenen Flugzeuge wiesen durch das britische Abwehrfeuer Beschädigungen auf, die erst repariert werden mussten. Darüber hinaus war das Wetter nach dem 1. Juni zeitweise so schlecht, dass keine Luftangriffe möglich waren. Daher konnten die Argentinier erst am 4. Juni ihre Aktionen mit einem vereinzelten Luftangriff durch sechs „Dagger“ auf britische Stellungen am Mount Kent wieder aufnehmen. Dies war auch der Grund, weshalb die neu angekommenen Truppen und ihre Kommandeure der 5. Brigade bis dahin nicht die große Gefahr erkannten, die von den argentinischen Flugzeugen ausging.
In der Nacht vom 7. auf den 8. Juni sollten als letzter Truppentransport zwei Kompanien der „Welsh Guards“ (etwa 220 Mann) zusammen mit einem Feldlazarett von San Carlos auf die Ostseite der Insel gebracht werden. Dabei sollte das Feldlazarett in Fitzroy gelandet werden, während die beiden Kompanien Bluff Cove als Ziel hatten. Unter anderem wegen schlechten Wetters verzögerte sich die Fahrt des Schiffes, dessen Kapitän den ausdrücklichen Befehl hatte, nicht weiter als bis zur Bucht Port Pleasant zu fahren (d. h. bis nach Fitzroy). Daher war es bereits heller Tag, bevor das Feldlazarett dort ausgeladen werden konnte. Da es in der Bucht keine Hafenanlagen gab, musste alles mit Hilfe von Landungsbooten oder mit Mexeflotes (motorisierte Pontons) an Land gebracht werden. Schon kurz nach der Ankunft des Schiffes forderten wegen der drohenden Luftgefahr wiederholt Marineoffiziere die sich unter Deck drängenden Gardesoldaten auf, das Schiff zu verlassen. Trotzdem blieben diese an Bord, mit der Begründung, sie hätten nach Bluff Cove und nicht nach Fitzroy gebracht zu werden (von Fitzroy nach Bluff Cove ist es ein Fußmarsch von etwa 10 bis 12 Kilometern) und außerdem wollten sie sich nicht von ihrem Gepäck und ihrer Ausrüstung trennen. Als ein Major der Royal-Marines der 5. Brigade schließlich anordnete, die beiden Gardekompanien hätten an Land zu warten, um nach der Entladung des Schiffs mit einem Landungsboot nach Bluff Cove gebracht zu werden, widerrief der kommandierende Offizier des Feldlazaretts (ein Oberstleutnant und zufällig ranghöchster Armeeoffizier an Bord) diesen Befehl und bestand darauf, dass die Ausladung des Feldlazaretts Priorität habe.
Von Mount Harriet aus konnten argentinische Beobachtungsposten mit dem Fernglas die Mastspitzen der Schiffe in Fitzroy sehen. Diese Beobachtung löste den letzten großen kombinierten argentinischen Luftangriff des Krieges aus. Dabei flog zunächst ein Teil der argentinischen Flugzeuge zur britischen Landungszone um San Carlos, um dort durch einen Angriff auf die dort liegenden Schiffe die britische Luftabwehr und die „Sea Harriers“ abzulenken. Dabei wurde die Fregatte Plymouth im Falkland-Sund von vier Bomben getroffen, die nicht detonierten. Den eigentlichen Angriff flogen südlich davon fünf „Skyhawks“ nach Fitzroy, wo sie um 13:00 Uhr (Ortszeit) die wenig geschützten Schiffe im Hafen bombardierten (die Schiffe hätten eigentlich längst in San Carlos zurück sein sollen). Zwei Bomben, die nicht detonierten, trafen die Sir Tristram und töteten zwei Männer. Drei Bomben, die zündeten, trafen die noch immer vollbesetzte Sir Galahad. Durch die Explosionen und die sich rasch ausbreitenden Flammen starben auf der Sir Galahad 47 Männer (davon alleine 39 Mann der Welsh Guards). Bei dem Angriff wurden darüber hinaus insgesamt 115 Männer verletzt (75 davon leicht).
Drei „Skyhawks“ der Grupo 5, die gegen Abend vor dem mittlerweile heftigen Abwehrfeuer bei Fitzroy auswichen, versenkten auf ihrem Rückweg im Choiseul Sund ein britisches Landungsboot, das mit Fahrzeugen von Goose Green nach Bluff Cove unterwegs war. Sie fielen wenig später selbst den Sidewinder-Raketen der herbeieilenden „Sea Harriers“ zum Opfer.

#### Angriff auf Port Stanley
Nachdem die Briten ihre Positionen rings um Stanley gesichert hatten, eröffneten sie die Offensive auf die Inselhauptstadt. Der Angriff begann in der Nacht vom 11./12. Juni mit dem gleichzeitigen Sturm auf die Hügelkette, die aus dem Mount Longdon, dem Mount Harriet und den Two Sisters (ein Berg mit zwei Gipfeln) gebildet wurde. Dabei hatte je ein Bataillon einen der Berge zu erkämpfen, wobei ihre Spähtrupps seit Tagen die argentinischen Stellungen erkundet hatten. Der ehrgeizige Plan von General Thompson sah vor, dass zeitlich versetzt das 3. Fallschirmjägerbataillon Mount Longdon, das 42. Commando den Mount Harriet und das 42. Commando Two Sisters erstürmen sollten. Anschließend sollten noch in derselben Nacht die dahinter liegenden Hügel Wireless Ridge und Mount Tumbledown erobert werden. Dies hätte die Briten direkt bis an den Ortsrand von Stanley geführt. Wie bereits vor dem Kampf um Goose Green unterschätzte jedoch auch hier der Stab der 3. Commando Brigade den Widerstand der Argentinier. Nur der Mount Harriet, der als letzter angegriffen wurde, fiel rasch. Die beiden Gipfel der Two Sisters und Mount Longdon dagegen konnten bei Tagesanbruch besetzt werden. Am Mount Harriet konnte eine größere Anzahl von Gefangenen gemacht werden. Damit musste die Rückeroberung von Stanley vorläufig verschoben werden.

Der britische Schlussangriff auf Port Stanley in der Nacht vom 13. auf den 14. Juni

Im Morgengrauen des 12. Juni wollte die Glamorgan, die den nächtlichen Angriff der Infanterie auf den Mount Harriet mit ihrer Bordkanone unterstützt hatte, zur Flugzeugträgergruppe zurückkehren. Obwohl die Briten zu diesem Zeitpunkt wussten, dass die Argentinier jede Nacht an der Küste östlich von Stanley eine mobile Startrampe für Anti-Schiff-Raketen vom Typ MM38 „Exocet“ aufstellten, versuchte das Schiff eilig noch vor dem Sonnenaufgang zum Flugzeugträger zurückzukehren und geriet dabei in den von der Exocet abgedeckten Bereich. Durch das Bordradar gewarnt, gelang es dem Schiff gerade noch, der anfliegenden Exocet das Heck zuzudrehen, so dass lediglich das Hubschrauberdeck getroffen wurde. Durch die Detonation der Rakete und das anschließende Feuer starben 13 Besatzungsmitglieder und 15 wurden verletzt (damit forderte die „Exocet“ auf der Glamorgan in wenigen Sekunden in etwa ebenso viele Opfer wie der Sturm auf den Mount Longdon in sechs Stunden). Dennoch gelang es der Besatzung, das Feuer nach kurzer Zeit zu löschen und unter den Schutz der Trägergruppe zurückzukehren.

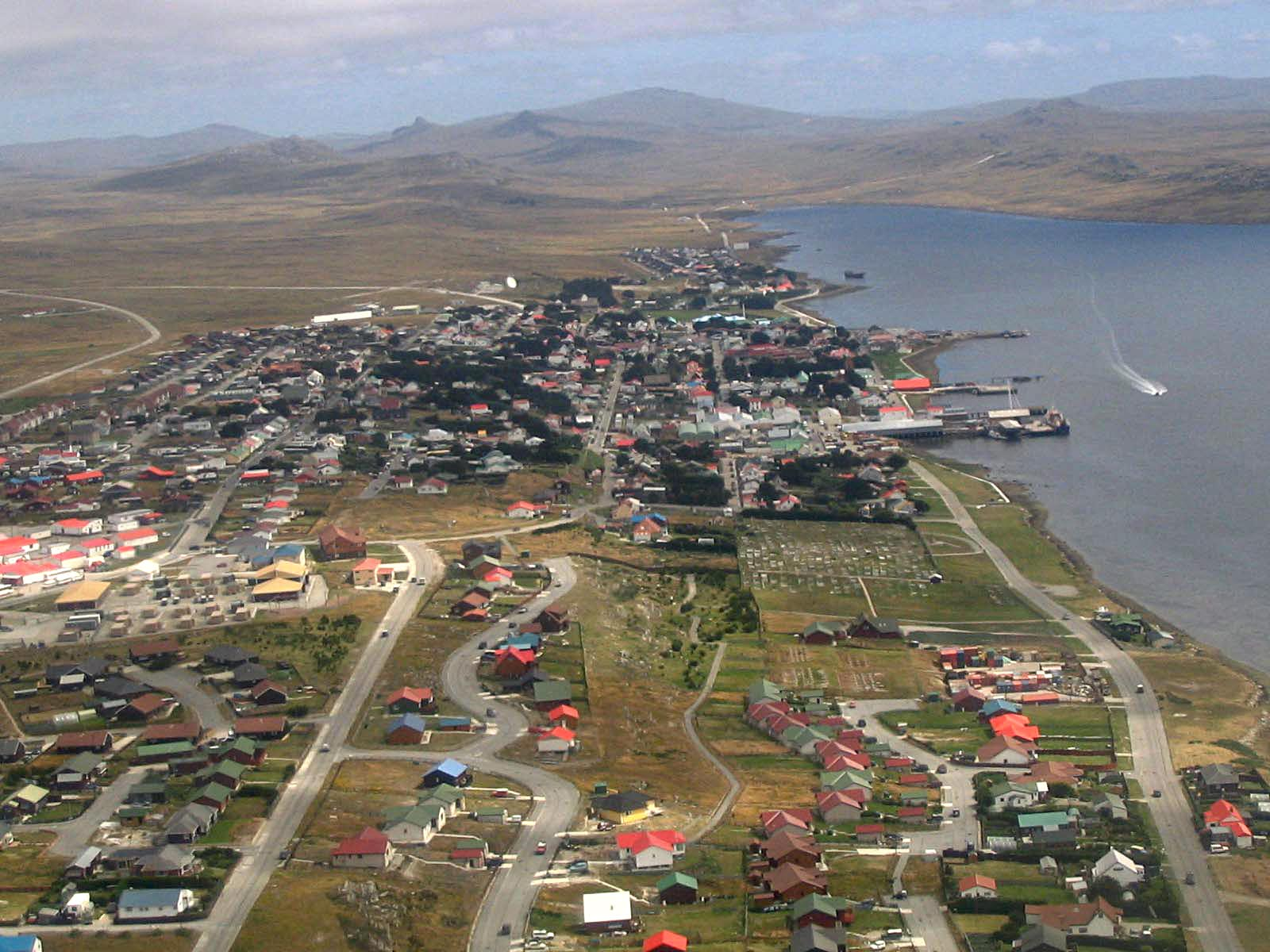
Blick auf Stanley. Der Mount Kent ist der hohe Berg in der Mitte des Hintergrunds (in ca. 18 Kilometer Entfernung). Davor sind die zwei Spitzen der „Two Sisters“ („Zwei Schwestern“) zu erkennen und davor liegt der Mount Tumbledown. Der Mount Harriet ist der Hügel links der „südlichen Schwester“ (South Sister). Rechts, vor dem Hintergrund des Mount Estancia, ist der Mount Longdon zu sehen, davor erstreckt sich der Wireless Ridge, an dessen Fuß, am Ende der Bucht, die Moody Brook Kaserne lag. Das Haus des Gouverneurs ist das einzeln stehende Gebäude mit grünen Dächern inmitten der Grünanlage (hinter dem dritten Pier). Die Wohnhäuser im Vordergrund wurden erst nach 1982 erbaut.

Am 12. Juni verschob General Moore den Angriff auf den Mount Tumbledown und den Wireless Ridge um einen Tag. Dafür fanden an diesem Tag eine Reihe argentinischer und britischer Luftangriffe auf die Stellungen der jeweiligen anderen Seite statt, unter anderem flog die RAF den letzten Fernbomberangriff (Black Buck VII) von der Insel Ascencion auf den Flughafen von Stanley. Am nächsten Tag, den 13. Juni, bereitete sich das 2. Fallschirmjägerbataillon zum Sturm auf den Wireless Ridge vor, eine Verlängerung der Halbinsel in der Bucht von Port Stanley, zu dessen Füßen die Moody-Brook-Kaserne der bisherigen britischen Inselbesatzung lag. Die britische Artillerie beschoss lebhaft die argentinischen Stellungen um Stanley. Südlich davon machten sich die Scot Guards zum Angriff auf den Mount Tumbledown bereit und hinter ihnen die Gurkhas, um sofort nach dessen Fall den schräg dahinterliegenden Mount William anzugreifen. Auch diese Angriffe sollten im Schutz der Dunkelheit stattfinden.
Ähnlich wie am 11. Juni begann am 13. Juni das 2. Bataillon der Scots Guards seinen Angriff kurz nach 22 Uhr (Ortszeit) auf den Mount Tumbledown, den stärksten Punkt in der gegnerischen Front. Schon zuvor, kurz nach 21 Uhr, rückte das 2. Fallschirmjägerbataillon unter seinem neuen Kommandeur, Oberstleutnant Chaundler, unterstützt von Artillerie und Schiffsgeschützen von Norden her gegen den Wireless Ridge vor. Während der Mount Tumbledown vom argentinischen 5. Marineinfanteriebataillon verteidigt wurde, lagen auf dem Wireless Ridge einzelne Kompanien verschiedener Regimenter. Während der Mount Tumbledown erwartungsgemäß zäh verteidigt wurde, so dass der Berg erst am nächsten Morgen gegen 10 Uhr vollständig besetzt war, kamen die Fallschirmjäger weiter nördlich rasch voran. Schon kurz nach Mitternacht überschritten sie den höchsten Punkt des Hügels und stoppten dann nur, weil sie nun vom höheren Mount Tumbledown beschossen wurden, der noch immer in argentinischer Hand war. Erst morgens gegen 6 Uhr (14. Juni) gab General Thompson die Erlaubnis, weiter bis zur Moody-Brook-Kaserne vorzudringen (am westlichen Ende der inneren Bucht von Stanley [engl. Stanley Harbour]) – und damit nur noch „wenige hundert Meter“ bis zum Ortsrand von Stanley. Das Vordringen der Briten nach Moody Brook führte zum einzigen argentinischen Gegenangriff dieses Krieges, der, nur halbherzig ausgeführt, schon nach wenigen Minuten in einer Flucht endete.
Das rasche Scheitern des Gegenangriffs und das Erscheinen der ersten britischen Truppen so kurz vor der Stadt löste wohl den „psychischen Zusammenbruch“ des argentinischen Widerstands aus. Wenig später gab die argentinische Marineinfanterie ihren Widerstand am Osthang des Mount Tumbledown auf und zog sich zur Stadt zurück. Vom Berggipfel aus konnten die Briten im Laufe des Vormittags nun überall argentinische Rückzugsbewegungen beobachten. Daher befahl General Moore jetzt den allgemeinen Vormarsch. Am Nachmittag näherten sich Fallschirmjäger und Marineinfanterie zu Fuß von Westen her Stanley. Um etwa 15 Uhr landeten versehentlich Hubschrauber mit Soldaten des 40. Commando Bataillons auf dem Sapper Hill, einem etwa 100 Meter hohen Hügel unmittelbar südlich der Stadt. Die Hubschrauber, die eigentlich viel weiter westlich, beim Mount William landen sollten, setzten dabei fast zwischen argentinischen Truppen auf, die aber nach einem kurzen Schusswechsel in die Stadt flüchteten. Als dort einige Zeit später von Westen her die ersten Soldaten des 45. Commandos erschienen, die den Befehl hatten, den Hügel zu erstürmen, konnte erst nach einigen Schüssen geklärt werden, dass der Sapper Hill bereits von eigenen Truppen besetzt war. Damit gingen die letzten Kämpfe des Krieges zu Ende. Zu dieser Zeit wurden in der Stadt bereits Verhandlungen über eine Kapitulation der argentinischen Truppen auf den Falklandinseln geführt.

### Kriegsende

#### Waffenstillstand auf den Falklandinseln

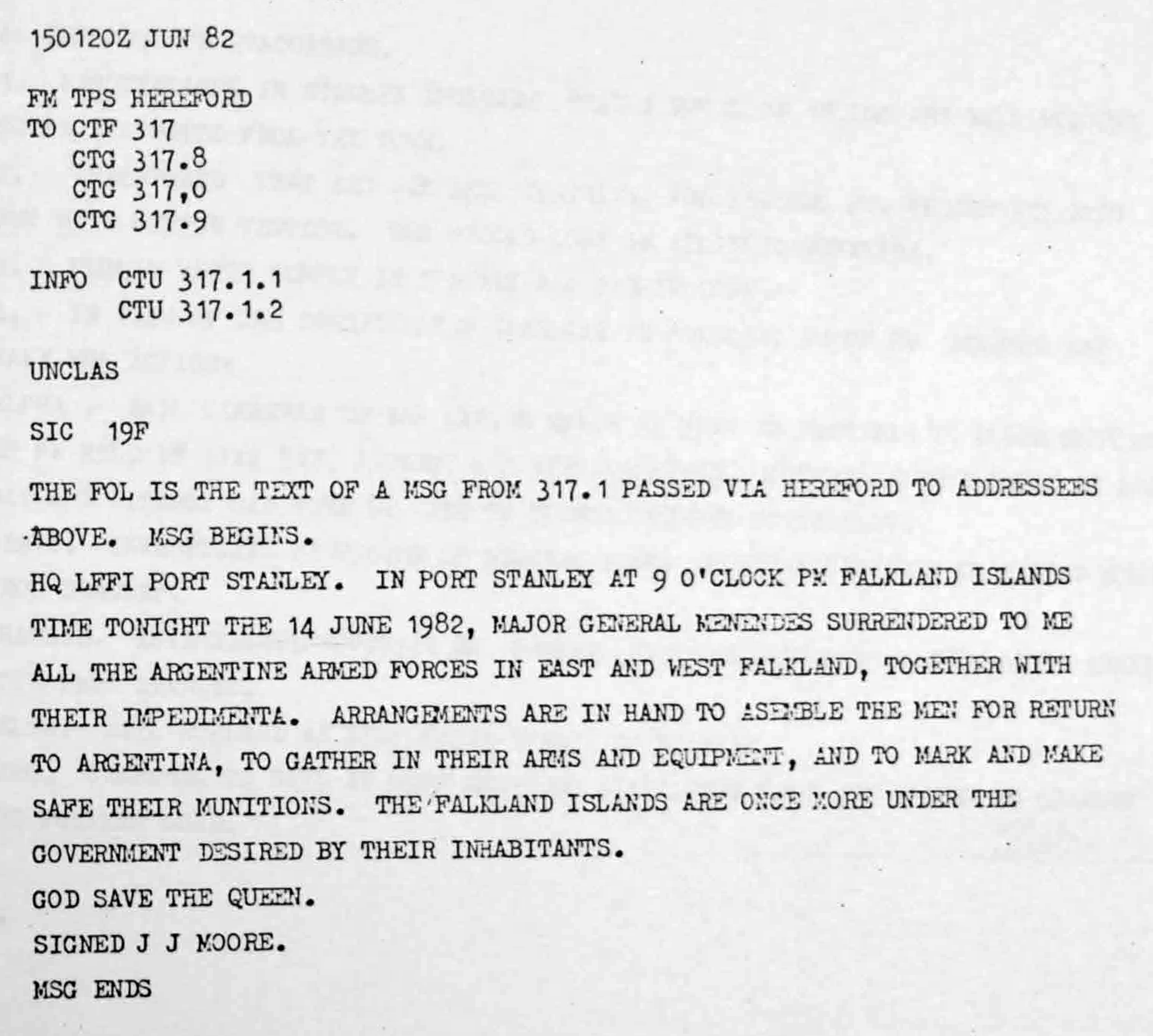
Von Jeremy Moore unterzeichneter Funkspruch über die Kapitulation

Schon während der Nacht zum 14. Juni waren sich der argentinische Gouverneur der Malvinas, General Menéndez, und der Kommandeur der X. Brigade, General Joffre, einig, dass mit dem Fall des Mount Tumbledown und des Wireless Ridge die Lage in Stanley unhaltbar sein würde. Daher beorderten sie Truppen, die östlich und südlich der Inselhauptstadt an der Küste Stellung bezogen hatten (zur Abwehr von Landungen), nach Westen, was aber nur zu dem kurzen argentinischen Gegenangriff am frühen Morgen bei Moody Brook führte. Nach mehrmaligen Anrufversuchen erreichte Menéndez schließlich gegen 9:30 Uhr Staatschef General Galtieri in Buenos Aires. Menéndez schlug ihm nach der Schilderung der aktuellen Lage vor, Argentinien möge doch die UN-Resolution 502 annehmen (also den Rückzug der argentinischen Truppen akzeptieren), was Galtieri aber ablehnte. Als Galtieri ihn nun aufforderte, anzugreifen, statt sich zurückzuziehen, habe er mit der Bemerkung aufgelegt, er wisse offensichtlich nicht, was auf den Malvinas vor sich gehe. Daraufhin, so General Menéndez, habe er das Gesprächsangebot der Briten akzeptiert.

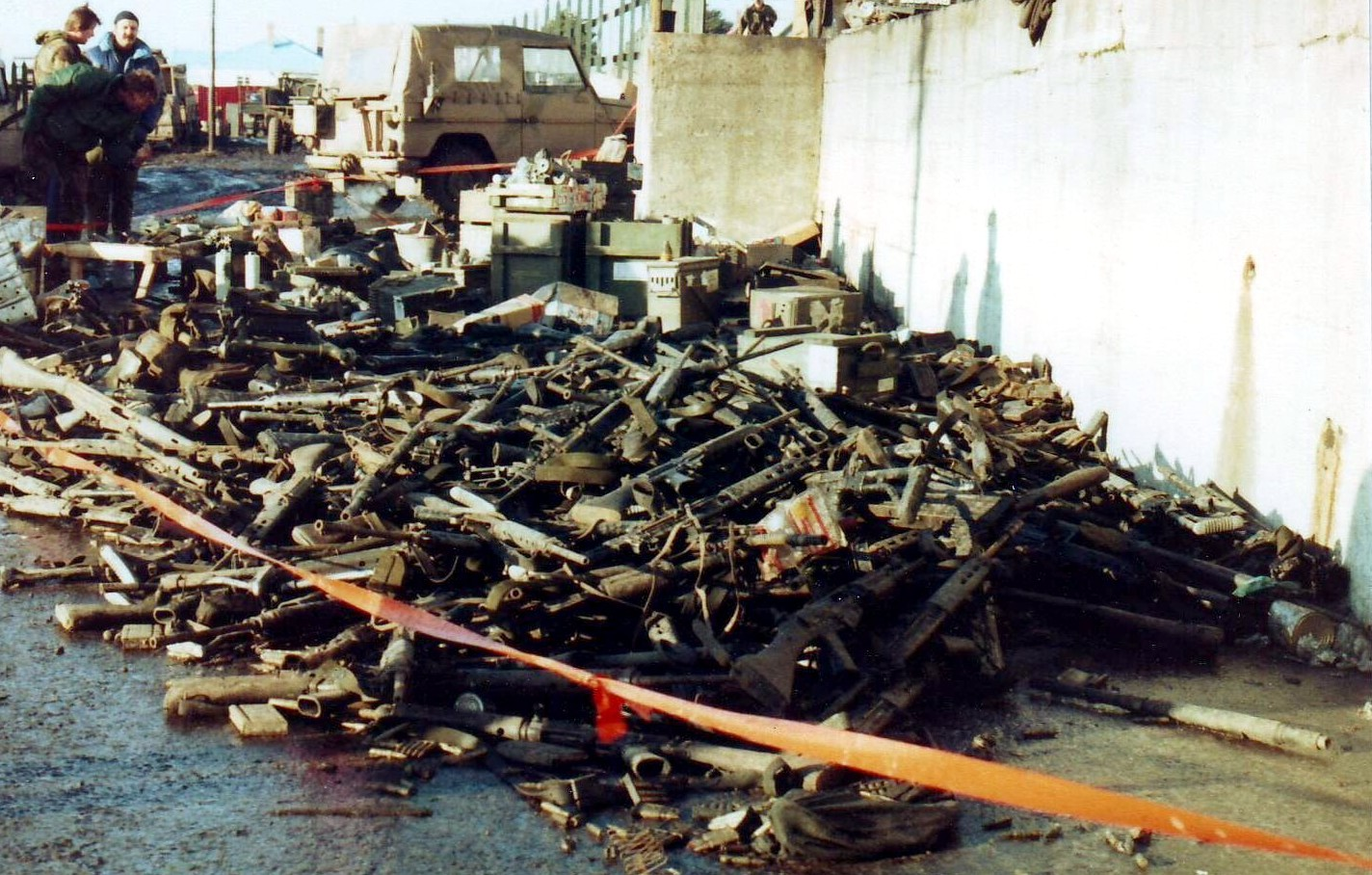
Von argentinischen Soldaten nach der Kapitulation abgegebene Waffen in Port Stanley

Bereits seit dem 6. Juni hatten die Briten über das medizinische Funknetz, das das Krankenhaus in Stanley mit allen Siedlungen der Inseln verband, den argentinischen Verwaltungsoffizieren, die es kontrollierten, täglich ein Gesprächsangebot übermittelt. Diese gingen darauf zwar nicht ein, schalteten das Netz aber auch nicht ab. Am Morgen des 14. Juni boten die Briten erneut „aus humanitären Gründen“ Gespräche an. Kurz nach 13 Uhr antwortete schließlich der für die zivile Verwaltung zuständige argentinische Offizier und bot ein Gespräch über einen Waffenstillstand an. Nach einer mehrstündigen Verhandlung wurde schließlich kurz vor 21 Uhr (Ortszeit) ein Waffenstillstand unterzeichnet, der nicht nur die eingeschlossenen Truppen um Stanley umfasste, sondern alle Soldaten auf allen Inseln der Inselgruppe mit einschloss. Unterzeichner waren der argentinische Gouverneur der Malvinas und Oberbefehlshaber aller Truppen auf der Inselgruppe, Mario Menéndez, und Generalmajor Jeremy Moore, der Kommandeur der britischen Landstreitkräfte auf den Falklandinseln. Menéndez hatte großen Wert darauf gelegt, auf die Worte „bedingungslose Kapitulation“ zu verzichten, auch wenn es letztlich eine solche war. Der Waffenstillstand trat mit der Unterzeichnung in Kraft (faktisch ruhten um Stanley bereits seit dem Nachmittag die Waffen). Wegen der Angaben der Zeit nach verschiedenen Zeitzonen wird in den Medien als Tag des Kriegsendes sowohl der 14. als auch der 15. Juni angegeben. Als amtlicher (nomineller) Zeitpunkt der Unterzeichnung wird auf dem Dokument angegeben: 14. Juni, 2359Z (23:59 Uhr Zulu).
Am 20. Juni besetzten die Briten auch die Südlichen Sandwichinseln (South Sandwich Islands), wo auf der Insel Southern Thule Argentinien (nach britischer Ansicht widerrechtlich) bereits 1976 eine Forschungsstation errichtet und die argentinische Flagge aufgezogen hatte. An diesem Tag erklärte die britische Regierung einseitig die Feindseligkeiten für beendet.
Der Konflikt dauerte 72 Tage. Dabei verloren 253 Briten (darunter 18 Zivilpersonen) und 655 Argentinier ihr Leben, davon alleine 323 auf dem Kreuzer General Belgrano (unter den argentinischen Opfern befanden sich ebenfalls 18 Zivilpersonen). Bei den Waffenstillstandsverhandlungen am 14. Juni sprach General Menéndez von mehr als 15.000 Soldaten, die unter seinem Kommando stünden, aber auch eine Nachzählung ergab später nicht mehr als 11.848 unverwundete Kriegsgefangene. Schon am 20. Juni wurden alle Gefangenen (bis auf etwa 800) repatriiert. Unter den zurückgehaltenen befand sich auch General Menéndez. Als die Argentinier am 3. Juli ankündigten, sie würden Hauptmann (Flight Lieutenant) Glover freilassen – der einzige britische Kriegsgefangene, der am 21. Mai über Westfalkland abgeschossen worden war –, wurden bis zum 14. Juli auch die restlichen Kriegsgefangenen nach Hause gebracht.

#### Nachwirkungen
Am 18. Juni trat Präsident Galtieri zurück und wurde durch General Reynaldo Bignone ersetzt.
Am 27. Juli 1982 wurde General Menéndez aus allen militärischen Ämtern entlassen.
Am 15. September 1982 hoben Argentinien und Großbritannien alle gegenseitigen Finanzsanktionen wieder auf.
Weder an den Waffenstillstandsverhandlungen in Stanley noch an der Repatriierung der Kriegsgefangenen war die argentinische Regierung beteiligt. Die Briten erklärten einseitig den Krieg für beendet. Daher betrachtete und betrachtet Argentinien sich nicht als besiegt – und aus diesem Grund erneuerte das Land während der UN-Generalversammlung in New York am 3. Oktober 1982 seinen Besitzanspruch auf die Falklandinseln.
Die Rückeroberung der Inseln entsprach den Wünschen der britischen Bevölkerung.
Am 12. Oktober 1982 fand in London eine Siegesparade statt. Zuvor verlieh Premierministerin Thatcher an rund 1250 Soldaten Orden.
Am 17. Oktober 1982 stationierte Großbritannien eine neue Luftüberwachungsstaffel (Flight 1435) mit vier Kampfflugzeugen des Typs F-4 Phantom in Port Stanley. Die Phantoms wurden 1992 durch modernere Tornado F.3 abgelöst, die 2009 durch den Eurofighter Typhoon ersetzt wurden.
Am 28. Februar 1983 begann Großbritannien mit dem Ausbau des Flughafens von Port Stanley und ab 28. Juni 1983 mit dem Neubau eines Luftwaffenstützpunktes südlich von Port Stanley, der ab 1985 unter der Bezeichnung RAF Mount Pleasant fertiggestellt wurde.
Eine von Argentinien in der UN-Generalversammlung am 4. November 1982 eingebrachte, unter anderem von den USA unterstützte Resolution zur Wiederaufnahme der britisch-argentinischen Verhandlungen über die Zukunft des Archipels löste in der britischen Regierung Enttäuschung aus und gilt als erste diplomatische Niederlage in dem Konflikt.
Am 7. Januar 1983 – dem Gedenktag der britischen Besetzung der Inseln 1833 – besuchte Premierministerin Thatcher die Inselgruppe, auf der rund 6000 Soldaten als ständige Truppenpräsenz verbleiben sollen. Britische Banken gewährten mit Zustimmung der Regierung Ende Januar 1983 einen Kredit in Höhe von 170 Millionen Pfund an Argentinien.
Am 9. Dezember 1983 kehrte Argentinien zur Demokratie zurück.
Am 19. Oktober 1989 erklärten die beiden Konfliktparteien nach längeren Gesprächen in Madrid, die erst nach einer spanischen Vermittlung zustande kamen, den Krieg (juristisch-offiziell) für beendet. Aber nur wenig später, schon im April 1990, erklärte Argentinien die Falklandinseln und alle ihre Nebengebiete, d. h. alle britischen Inseln in den antarktischen Gewässern (British Antarctic Territory), zum integralen Bestandteil der damals neugegründeten argentinischen Provinz Tierra del Fuego (Feuerland). Bis heute ist demnach der Konflikt um die Inseln ungelöst.
Nach einer Annäherung der neuen Regierung Macri an das Vereinigte Königreich wurde 2017 mit der Identifizierung von 123 namenlos begrabenen argentinischen Soldaten auf dem Friedhof bei Darwin begonnen. Die Leitung liegt beim IKRK, die Kosten werden hälftig zwischen den zwei Staaten geteilt.
Am 2. März 2023 kündigte Argentinien im Rahmen des G20-Außenministertreffens den Foradori-Duncan-Pakt von 2016 – der die Gas- und Ölförderung sowie Fischerei und Schifffahrt zwischen beiden Staaten regelt – auf. Gleichzeitig bekräftigte der argentinische Präsident Alberto Ángel Fernández den territorialen Anspruch in einer Rede, in der er sagte „Die Malvinas waren, sind und werden weiterhin Teil Argentiniens sein.“

## Analyse

### Militär

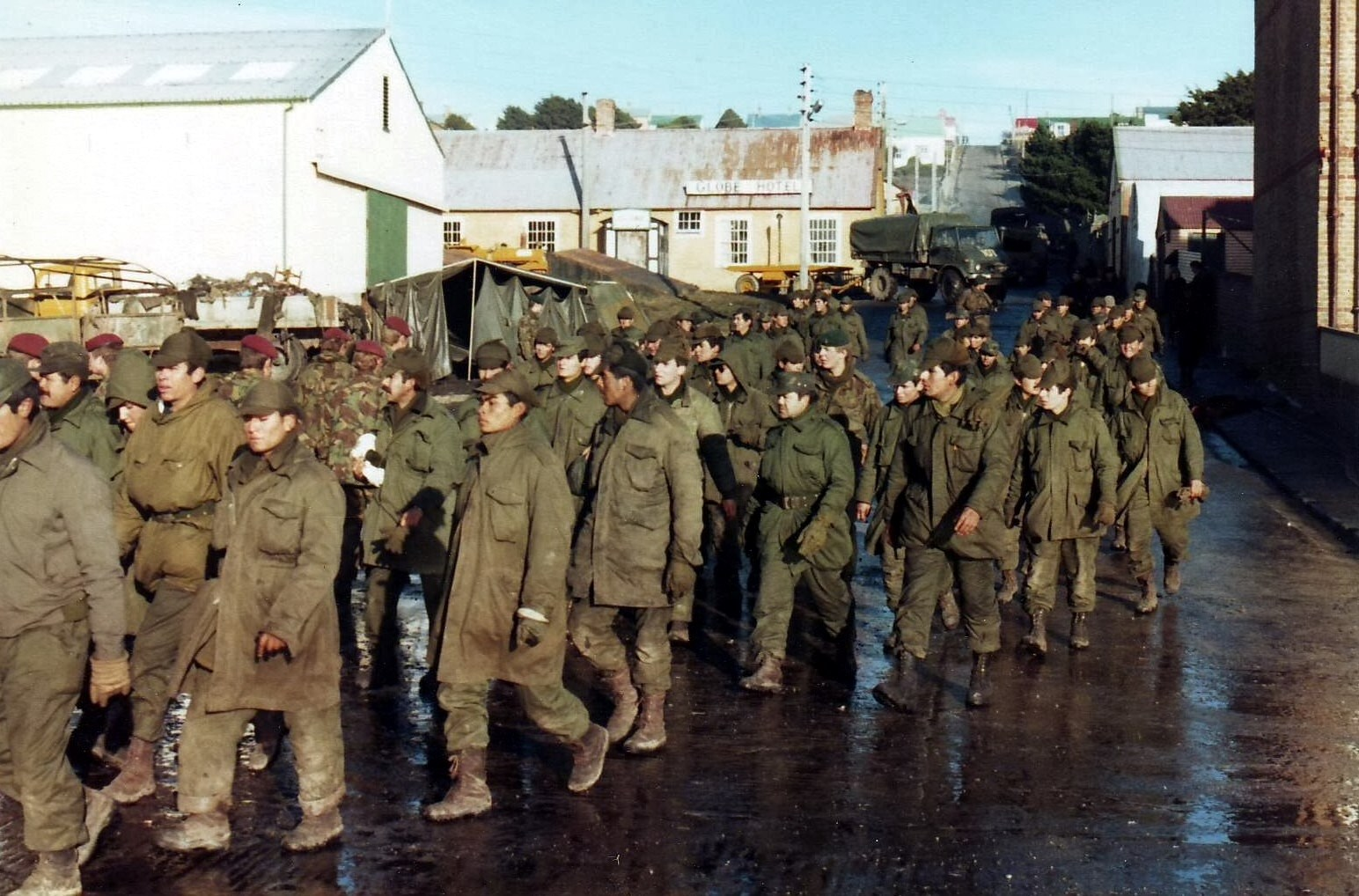
Argentinische Kriegsgefangene in Port Stanley

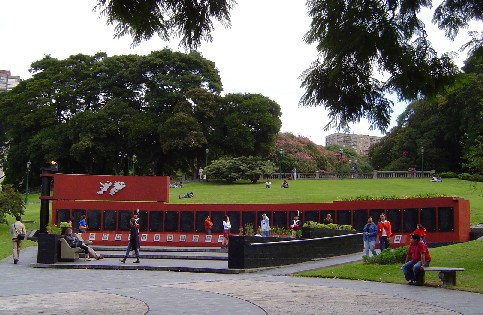
Denkmal für die argentinischen Gefallenen in Buenos Aires

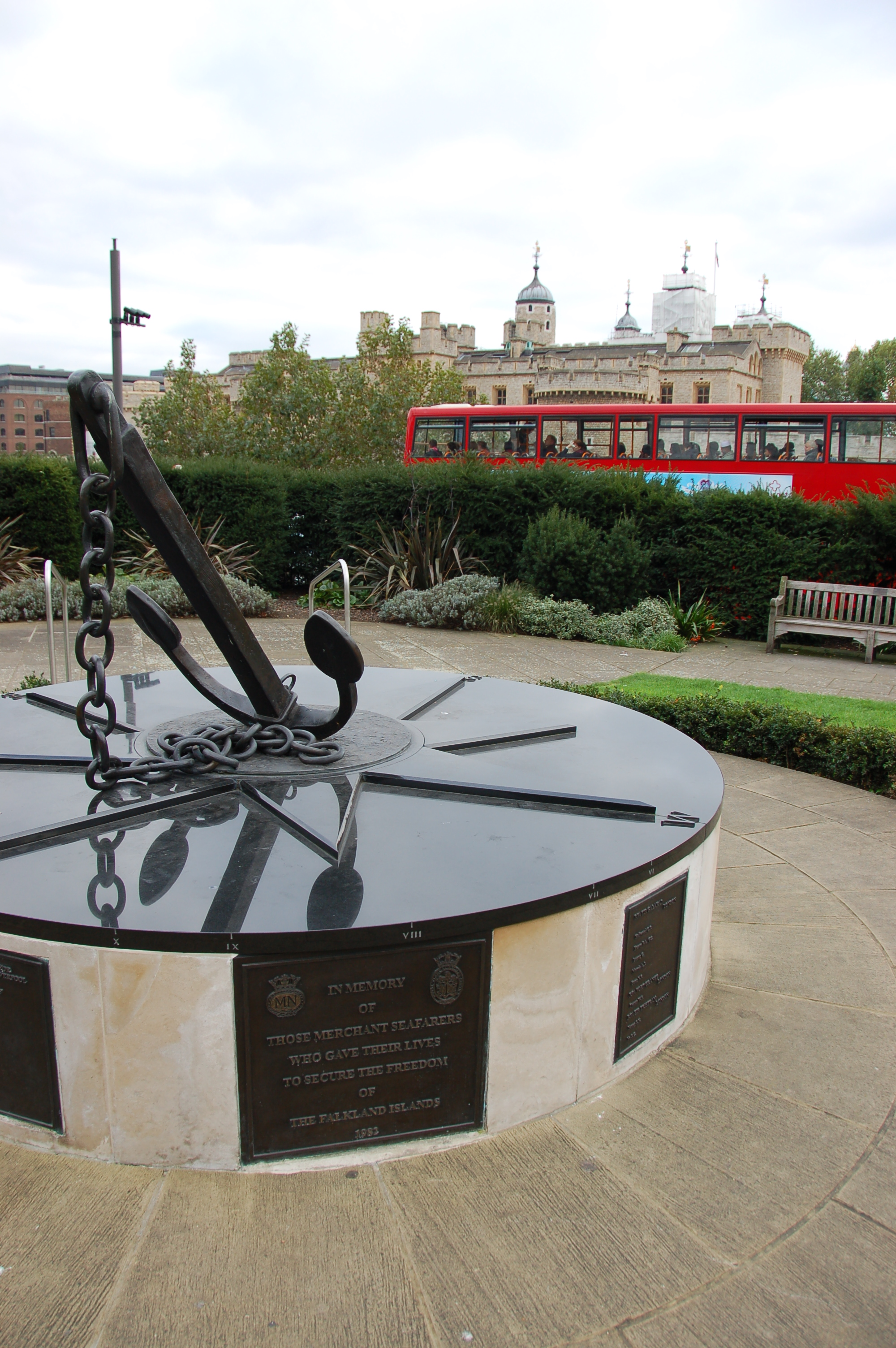
Denkmal für die britischen Gefallenen in London

#### Marine
Der Falklandkrieg veranschaulichte die Verwundbarkeit von Schiffen auf offener See, sowohl durch Raketen als auch durch U-Boote. In der Folge wurden Kriegsschiffe verstärkt unter Verwendung schwer entflammbarer Materialien und neuartiger Feuerlöschanlagen (Halone als Löschmittel etc.) gebaut. Die Exocet-Raketen wurden zu einem Verkaufsschlager in allen Erdteilen. Über ein Nahbereichsverteidigungssystem verfügten die britischen Schiffe nicht, solche Systeme wurden in den Jahren nach dem Falklandkrieg von fast allen Seestreitkräften unverzüglich eingeführt oder entwickelt.

#### Landstreitkräfte
Auch für die an Land operierenden Streitkräfte ergaben sich aus dem Krieg zahlreiche Schlussfolgerungen. Vor allem auf britischer Seite wurden Panzerabwehrhandwaffen und Panzerabwehrlenkwaffen wie die MILAN gegen Feldbefestigungen der Argentinier mit Erfolg eingesetzt. Bewährt hatten sich bei der Unterstützung der Infanterie je vier leichte Panzerfahrzeuge FV101 Scorpion und FV107 Scimitar der britischen Aufklärungstruppe.
Auf Grund einseitiger Presseberichte in Europa und in den USA wurden die argentinischen Truppen in den ersten Darstellungen nach dem Krieg eher negativ dargestellt. Nach diesen Berichten kamen auf argentinischer Seite Einheiten zum Einsatz, die vergleichbare klimatische Bedingungen nicht gewohnt waren. Ihre Belastbarkeit und Einsatzfähigkeit sei dadurch deutlich eingeschränkt gewesen. Bei den argentinischen Verbänden habe es sich zumeist um Wehrpflichtige aus dem feucht-heißen Inland gehandelt. Die aus Berufssoldaten des Parachute Regiment und Royal Marines bestehenden britischen Verbände hingegen konnten in Schottland und Norwegen ausgebildet werden. Nur das argentinische 5. Marinebataillon galt als für den Einsatz in der trocken-kalten Klimazone vorbereitet.
Tatsächlich kamen nur drei der zwölf argentinischen Infanteriebataillone, die auf den Falklandinseln eingesetzt wurden, aus der „feucht-heißen“ nordargentinischen Provinz Corrientes. Die übrigen Einheiten stammten überwiegend aus den Großstädten der Provinz Buenos Aires, und vier der Bataillone kamen aus Patagonien und Feuerland (darunter auch die beiden Bataillone der Marineinfanterie), deren klimatische Bedingungen durchaus denen der Falklandinseln entsprechen. Die persönliche Ausrüstung der Soldaten war den klimatischen Bedingungen auf den Inseln angepasst (auffälligerweise kamen die jungen Soldaten aus dem warmen Norden, die überwiegend aus ländlichen Gebieten stammten, besser mit dem Leben im Freien bzw. in Zelten zurecht als ein großer Teil der Großstadtwehrpflichtigen aus dem kälteren Süden). Im offiziellen Erfahrungsbericht eines der britischen Brigadekommandeure (Wilson) heißt es daher: „Der Feind war nicht unfähig und nicht furchtsam. Er war weder schlecht ausgerüstet, noch hungerte er. Der Gebrauch seiner Flugzeuge war sehr kühn. Die Positionen seiner Verteidigungsstellungen waren gut gewählt und sie waren sehr gut angelegt. Er kämpfte sehr geschickt und mit großem Mut. Einige seiner Einheiten leisteten Widerstand bis fast zum letzten Mann.“ Diese Beschreibung wird in den meisten detaillierten Darstellungen bestätigt, die Kriegsteilnehmer später über einzelne Gefechte verfasst haben.
Die unwirtlichen klimatischen Bedingungen zu Beginn des südlichen Winters auf den Falklandinseln stellten allerdings die Streitkräfte beider Seiten auf harte Proben. Erstmals seit dem Winterkrieg und den sich ab 1941 anschließenden Operationen der Wehrmacht in Finnland während des Zweiten Weltkriegs wurden wieder Infanteriegefechte in der subpolaren Klimazone geführt. Besonderheiten dieser Klimazone sind, neben hohen Windgeschwindigkeiten in dem bedeckungsarmen Gelände, die Kälte und die Bodenfeuchtigkeit, welche die Schutzwirkung von Kampfstiefeln aus Leder herabsetzt. So traten auf britischer Seite erstmals nach dem Ersten Weltkrieg wieder Fälle von trench foot auf, dem Grabenfuß, auch verursacht durch die britische Ausrüstung mit halbhohen DMR-Stiefeln, an die die Gummisohle direkt angespritzt war und keinen Austausch des Fußschweiß ermöglichte. Lehren konnten für die Bekleidung und die Feldausstattung sowie die Bewaffnung der Infanterie gewonnen werden. Dazu gehört unter anderem die Entwicklung von Stiefeln mit PTFE-Membran (auch Gore-Tex genannt), da als anderweitig geeignete Fußbekleidung nur Gummistiefel zur Verfügung standen, sowie die Einführung von Wind- und Nässeschutzbekleidung mit dampfdiffusionsoffener PTFE-Membran.
Das britische Standardgewehr L1 A1 SLR, eine Variante des Selbstladers FN FAL ohne Dauerfeuer, erwies sich als nicht mehr ausreichend. Für den Nachtkampf konnte kein Nachtsichtgerät zugerüstet werden und es hatte kein Zielfernrohr.
Lehren konnten auch für die Ausbildung und über die Psychologie eines Soldaten und seiner Kampfbereitschaft innerhalb der kleinen Kampfgemeinschaft durch Kohäsion gewonnen werden. Unterschiede in der Ausbildung zeigten sich besonders zwischen den Fallschirmjägern und den Angehörigen der Garderegimenter. Fester Bestandteil der Ausbildung ist daher seitdem auch dort eine mental, aber auch physisch fordernde Ausbildung, unter anderem durch Abseilübungen.
Weiterführende Lehren konnten im Sanitätsdienst und in der Selbst- und Kameradenhilfe gewonnen werden. Auf Grund des Klimas und des Wetters – Kälte führt zu einem Zusammenziehen der Venen, das Anlegen einer Infusion über einen peripheren oder zentralvenösen Zugang ist bei Verwundung für einen ungeübten und nicht ausgebildeten Soldaten nicht möglich – wurde ein Volumenersatz rektal über einen flexiblen Kunststoffkatheter durchgeführt. Erste Erfahrungen mit Kryogenen in Form natürlicher Unterkühlung konnten bei der Verwundetenversorgung gewonnen werden. Blutverlust und nachfolgender physischer Schock wurden dadurch minimiert. Gleichzeitig mussten die Soldaten insgesamt, aber besonders die Verwundeten vor Hypothermie bewahrt werden. Trotz dieser Erfahrungen beschäftigt sich erst heute die Forschung führend in den USA mit dieser „Erstversorgung“ eines Polytrauma-Verletzten durch Kryogene, um diesen bis zu einer Vollversorgung in einem Krankenhaus stabil zu halten.
Sowohl auf britischer als auch auf argentinischer Seite sind die meisten Gefallenen und Verwundeten allerdings nicht das Resultat von Gefechten zwischen den beiden Armeen, sondern sie wurden zum überwiegenden Teil Opfer von Luftangriffen auf den Schiffen, die von Bomben bzw. von Raketen getroffen wurden (die Briten erlitten insgesamt etwa die Hälfte aller Verluste auf See; selbst die Armee hat etwas mehr als die Hälfte ihrer Opfer durch den Bombenangriff auf die Sir Galahad zu beklagen). Die relativ hohe Anzahl an zivilen Seeleuten, die während des Konflikts ihr Leben verloren, spiegelt ebenfalls die enorme Bedeutung der Marine und der Schifffahrt auf beiden Seiten wider. Auf britischer Seite waren 45 requirierte und gecharterte Handelsschiffe beteiligt, die mehr als eine halbe Million Tonnen Nachschubgüter transportierten (darunter etwa 400.000 Tonnen Treibstoff). Argentinien dagegen wurde durch die britischen U-Boote sehr schnell von der Versorgung zur See zu den Inseln abgeschnitten, weshalb die allerletzten noch hastig nach den Malvinas gebrachten Einheiten nur noch mit einem Teil ihrer Ausrüstung mit Flugzeugen dorthin gebracht werden konnten, wo sie letztlich jedoch die Verteidigung mehr behinderten als ihr zu nutzen.

### Falkland Island Review Committee
Nach dem Ende des Krieges wurde im Oktober 1982 vom Falkland Island Review Committee eine britische Untersuchung unter der Leitung von Lord Franks zu den Vorgängen um den Beginn des Falklandkrieges durchgeführt. In der geheim tagenden Untersuchung gab Margaret Thatcher zu, dass der argentinische Angriff auf die Inselgruppe für die britische Regierung als eine Überraschung kam. Die Regierung hätte nicht mit diesem als „stupid“ (engl. für dumm) eingestuften Schritt gerechnet. Britische Geheimdienste hielten es zwar seit 1977 für möglich, dass Argentinien die Inseln angreifen würde, aber erst am 26. März 1982 legte das Verteidigungsministerium einen Plan zur Verteidigung des Gebietes vor. Die Premierministerin äußerte sich in ihrem Tagebuch schockiert über die in diesem Plan erwähnte Möglichkeit, einen Angriff nicht abwehren zu können, doch hielt sie die Invasion immer noch für unwahrscheinlich. Den Augenblick, als sie am 31. März Geheimdienstinformationen erhielt, dass ein argentinischer Angriff unmittelbar bevorstände, bezeichnete sie im Oktober 1982 als den schlimmsten Moment ihres Lebens.
Peter Carington, der als britischer Außenminister am 5. April 1982 zurückgetreten war, stützte die Aussagen von Margaret Thatcher, dass auch er einen Angriff für ausgeschlossen hielt.
Am 18. Januar 1983 legte die Regierung den offiziellen Abschlussbericht die Falkland Islands Review (auch als Franks Report bekannt) dem Parlament vor. In dem Bericht wurde der Regierung bescheinigt, sie habe nichts getan, was Argentinien dazu hätte provozieren können, die Falkland-Inseln anzugreifen. Der Regierung wurde ebenfalls zugestanden, sie habe den Angriff nicht vorhersehen können. Es wurde trotzdem empfohlen die Sammlung und Auswertung von Geheimdienstinformationen zu verbessern. Die Opposition bezeichnete die Schlussfolgerungen des Berichts als Reinwaschung und Verdeckung der wirklichen Ergebnisse.

### Politische Folgen
Die argentinische Militärjunta, die durch eine schwere Wirtschaftskrise starkem inneren Druck ausgesetzt war, hatte die Annexion der Falklandinseln für innenpolitische Ziele genutzt. Der Krieg hatte daher innenpolitische Auswirkungen auf Argentinien. Die Niederlage des Landes zwang Präsident Leopoldo Galtieri nach heftigen Demonstrationen im Land bereits nach wenigen Tagen am 18. Juni zum Rücktritt. Galtieri wurde durch General Reynaldo Bignone ersetzt. Am 9. Dezember 1983 kehrte das Land zur Demokratie zurück.
Langfristig beendete das Debakel die regelmäßige Einmischung des argentinischen Militärs in die Politik und diskreditierte es vor der Gesellschaft. In Comodoro Rivadavia, Sitz der argentinischen Gerichtsbarkeit für das Kriegsgebiet, wurden 70 Offiziere und Unteroffiziere wegen inhumaner Behandlung von Soldaten während des Krieges angeklagt.
Die Niederlage Argentiniens beendete die militärische Alternative für die Lösung des Beagle-Konflikts, bis dahin die bevorzugte Option für die Falken in der argentinischen Regierung, und führte später zur Unterzeichnung des Vertrags von 1984 zwischen Chile und Argentinien.
Der Krieg zwischen Argentinien und Großbritannien ging durch die Gefangennahme der Invasionstruppen ohne formellen Friedensvertrag zu Ende. Argentinien zog seinen Anspruch auf die Falkland-Inseln nie zurück; bis heute (März 2013) erneuert jede argentinische Regierung den Anspruch des Landes auf die Inselgruppe.
Jedes Jahr erneuert Argentinien vor dem Entkolonisierungskomitee der UNO seinen Anspruch auf die Inseln.
In den Wochen um den 30. Jahrestag des Kriegsbeginns im April 2012 verschärfte Präsidentin Cristina Fernández de Kirchner, eine Linkspopulistin in der peronistischen Tradition ihres Landes, erneut den Tonfall gegenüber Großbritannien.
Der Journalist Jürgen Krönig schrieb zu diesem Thema 2012 in der Wochenzeitung Die Zeit:

„Um eine erneute Invasion Argentiniens abzuwehren, wird auf den Falklandinseln seit dreißig Jahren eine teure militärische Präsenz unterhalten, samt 1.300 Soldaten, lückenloser Radarüberwachung, vier hypermoderner Kampfjets vom Typ Eurofighter Typhoon, die regelmäßig zu Patrouillenflügen aufsteigen, sowie einer nagelneuen, mit allen technischen Schikanen ausgestatteten Fregatte. Das alles kostet jährlich 200 Millionen Pfund – Geld, das man gut anderweitig gebrauchen könnte.“

In Argentinien wurden die Soldaten zu Beginn des Krieges als Helden gefeiert, aber schon kurz nach Kriegsende galten sie vielen als Versager. Viele der Kriegsveteranen fühlen sich von der offiziellen Politik des Landes missachtet.
Die Erkundung von Erdölvorkommen nahe der Falklandinseln durch Firmen mit britischer Lizenz hat nach Ansicht der argentinischen Regierung den Konflikt verschärft.
Präsidentin Kirchner klagte: „Unsere natürlichen Ressourcen – Fischvorkommen und Ölreserven – werden geplündert.“

#### Referendum 2013
In einem Referendum am 10. und 11. März 2013 sprachen sich die Bewohner der Falklandinseln mit 99,8 % für den Erhalt des Status quo als britisches Überseegebiet aus. Die argentinische Regierung bezeichnete das Referendum als „rechtlich wertloses Manöver“.

### Verluste und Kriegskosten

#### Großbritannien
- 258 Gefallene (einschließlich 8 chinesischer Zivilangestellter und 3 Einwohnerinnen von Stanley), 777 verwundete Soldaten, Seeleute und Flieger
- 2 Zerstörer: Sheffield, Coventry
- 2 Fregatten: Ardent, Antelope
- 1 Landungsschiff: Sir Galahad
- 1 Containerschiff: Atlantic Conveyor
- 1 Landungsboot: Foxtrot 4 (Landungsboot 4 der Fearless)
- 10 Harrier-Kampfflugzeuge (6 Sea Harrier, 4 Harrier GR.3)
- 24 Hubschrauber (9 Wessex, 5 Sea King, 3 CH-47 Chinook, 3 Gazelle, 3 Lynx und 1 Scout)

Kriegskosten: ca. 2,5 Milliarden britische Pfund.

#### Argentinien
- 649 Gefallene[298] (einschließlich 18 ziviler Seeleute) und 1.068 verwundete Soldaten, Seeleute und Flieger
- 1 Kreuzer: General Belgrano
- 1 U-Boot: Santa Fe (beschädigt und aufgegeben)
- 2 Patrouillenboote: Río Iguazú und Islas Malvinas (erbeutet)
- 3 Frachter: Río Carcarañá, Bahía Buen Suceso, Isla de los Estados
- 1 Aufklärungsschiff: Narwal
- 1 ziviles Tankschiff: Yehuin (erbeutet)
- 75 Flugzeuge (25 Pucará, 22 A-4 Skyhawk, 11 Dagger, 5 Aermacchi MB-339, 4 T-34 Mentor, 2 Canberra, 2 Mirage III, 2 Skyvan, 1 C-130 Hercules und 1 Learjet 35)
- 25 Hubschrauber (9 Bell UH-1, 6 Puma, 3 Agusta A109, 3 CH-47 Chinook, 2 Bell 212, 1 Alouette III und 1 Lynx)

Kriegskosten: unbekannt
Die Räumung der zahlreichen Minen dauerte bis Ende 2020 und wurde in einer Zeremonie am 14. November 2020 offiziell beendet.

### Medizinische Kriegsfolgen
Im Jahr 2001 traten in Großbritannien politisch motivierte Aktionsgruppen auf, die behaupteten, dass die Zahl der Opfer durch Kampfeinwirkung auf beiden Seiten geringer sei als die Anzahl der heimgekehrten Veteranen, die sich selbst das Leben nahmen, weil sie unter posttraumatischen Belastungsstörungen (PTBS) litten. Mehrere Studien hatten zwar gezeigt, dass nach dem Krieg bei etwa einem Fünftel der Soldaten Symptome von PTBS auftraten, dies später aber nur selten zu einem „unnormalen Leben“ („abnormal life“) führt. Die Neutralität solcher Studien, die nicht selten zu unterschiedlichen Ergebnissen kommen, ist umstritten, zumal die zahlenmäßige Basis, auf die sie sich stützen, meist klein ist. Eine Gruppe von 2.000 Veteranen, unter denen sich auch eine Anzahl Soldaten befanden, die auf den Falklandinseln gewesen waren, behauptete im Jahr 2002, es habe nach dem Krieg keine adäquate medizinische oder psychologische Versorgung bei schweren posttraumatischen Belastungsstörungen gegeben. Ihre Klage gegen das Verteidigungsministerium kam 2003 bis vor das Oberste Gericht (High Court), das die Behauptungen jedoch als übertrieben und unbewiesen zurückwies. Während der Gerichtsverhandlung konnte das Ministerium nachweisen, dass nach dem Krieg alle an PTBS Erkrankten, die es wünschten, stationär mit den „zu jener Zeit bestmöglichen Methoden“ („in line with contemporary best practice“) behandelt worden seien. Der Richter ließ danach zwar keinen Zweifel, dass seiner Ansicht nach einige sehr schwer Erkrankte nicht gut behandelt worden seien, er fand aber keinerlei Anzeichen für eine systematische Vernachlässigung der an PTBS Erkrankten durch das Ministerium, weshalb er die Klage abwies.
Schon zuvor hatten im Jahr 2001 in Argentinien und in Großbritannien andere Aktionsgruppen behauptet, innerhalb von 20 Jahren nach dem Kriegsende sei die Zahl der argentinischen Veteranen, die auf Grund von PTBS Suizid begingen, auf 125 gestiegen. Allerdings gaben die verschiedenen Gruppen sowohl für Argentinien als auch für Großbritannien recht unterschiedliche, im Laufe der Zeit aber steigende Zahlen an, was sie damit begründeten, es lägen keine zuverlässigen Statistiken vor. In einer Darstellung der „British Association for Counselling and Psychotherapy“ von 2003 wird behauptet, es hätten sich 300 Veteranen selbst getötet. 2013 schrieb die britische Zeitschrift Dailymail, dass die SAMA (South Atlantic Medal Association), eine Organisation die Veteranen des Falklandkrieges vertritt, behaupten würde, dass 264 britische Falklandskriegsveteranen sich selbst getötet hätten. Diese Zahl würde die Zahl der britischen Gefallenen, 255, übertreffen. Aber genauere Zahlen sind nicht einmal aus den guten britischen Statistiken zu gewinnen. In einem Beitrag des Deutschlandfunks vom 1. April 2006 wurde nach den Angaben eines Erkrankten die Zahl der Selbsttötungen der Veteranen der argentinischen Armee auf exakt „454“ beziffert, was die Zahl der im Kampf Gefallenen übersteige. Allerdings wurde, wie in den anderen Fällen, keine konkrete statistische Basis angegeben und es wurden keine Vergleiche zu der „normalen“ Selbstmordrate der Zivilbevölkerung oder zu der in anderen Armeen der Welt angestellt.

### Diskussion um Atomwaffen an Bord britischer Schiffe
Im April 1982 machte sich ein Teil der britischen Schiffe direkt von ihren Patrouillenfahrten im Nordatlantik, wo sie mit ballistischen Interkontinentalraketen ausgerüstete Unterwasserschiffe der sowjetischen Marine zu überwachen hatten, auf den Weg in den Südatlantik. Daher war schon zu diesem Zeitpunkt zu vermuten, dass ein Teil der Schiffe nuklear bewaffnet war. Die regierungskritische Presse schrieb in den 1990er-Jahren über die „geheime Information“ und „Sensation“. Besonders der linksliberale Guardian verlangte damals nachdrücklich Aufklärung über die Atomwaffen. Nach mehrfacher Weigerung der britischen Regierung klagte die Zeitung das Recht auf Information ein und siegte nach jahrelangem Rechtsstreit. Am 5. Dezember 2003 bestätigte das britische Verteidigungsministerium, dass mehrere Schiffe während des Krieges Atomwaffen an Bord gehabt hatten. Ein Einsatz der Waffen sei jedoch von Anfang an ausgeschlossen worden. Zudem habe keines dieser Schiffe südamerikanische Gewässer angelaufen. Der argentinische Präsident Néstor Kirchner forderte am 7. Dezember 2003 eine offizielle Entschuldigung Großbritanniens, da sein Land durch die britischen Atomwaffen in unangemessener Weise bedroht und gefährdet worden sei. Der damalige britische Premierminister Tony Blair wies diese Forderung jedoch als unangebracht zurück.
Im Juni 2005 bestätigte die britische Regierung offiziell, dass die Fregatten Broadsword und Brilliant zu Beginn des Krieges eine Variante der taktische Atomwaffen vom Typ WE.177 an Bord hatten, die zum Einsatz vor allem gegen mit nuklearen Interkontinentalraketen bestückte sowjetische U-Schiffe im Atlantik entwickelt worden waren. Dabei handelt es sich um eine Art von Wasserbomben mit großem Wirkradius, die speziell gegen die tieftauchenden großen sowjetischen Unterwasserschiffe gerichtet waren. Die Waffen hätten also gegen Argentinien gar nicht sinnvoll eingesetzt werden können. Aus Sicherheitsgründen und um einen Verstoß gegen internationales Recht zu vermeiden (d. h. gegen den Vertrag von Tlatelolco von 1967, der Südamerika zur „atomwaffenfreien Zone“ erklärte), wurden diese Waffen während der Fahrt in den Südatlantik auf die Flugzeugträger HMS Invincible und HMS Hermes sowie anschließend auf die Versorgungsschiffe RFA Fort Austin, RFA Regent und RFA Resource umgeladen, die außerhalb der Hoheitsgewässer der Falklandinseln blieben (und dadurch den Vertrag von Tlatelolco formell nicht verletzten).

## Rezeption
- Der Roman Codename Viper (2006) von Patrick Robinson beschreibt eine Rückeroberung der Inseln durch Argentinien.
- Der BBC-Television-Fernsehfilm Tumbledown (1988) mit Colin Firth in der Hauptrolle handelt vom Schicksal eines Veteranen des Falklandkriegs.
- Im Spielfilm This Is England (2006) verliert die Hauptfigur, der zwölfjährige Shaun, seinen Vater im Falklandkrieg.
- Die argentinischen Filme Malvinas, alerta roja (1985) und Malvinas, la mirada de una ciudad (2008) beschäftigen sich mit dem Thema Falklandkrieg.[311]
- Das Musikalbum The Final Cut – A Requiem for the Post War Dream (1983) von Pink Floyd beschäftigt sich mit den gesellschaftlichen Aspekten des Krieges und der Thatcher-Ära.
- In dem Lied Brothers in Arms der britischen Rockband Dire Straits von 1985 schuf Mark Knopfler unter dem Eindruck des Krieges ein Anti-Kriegs-Lied, aus der Sicht eines sterbenden Soldaten.
- Der argentinische Film Vom Feuer erleuchtet (2005) thematisiert die Traumatisierung argentinischer Soldaten infolge des Falklandkrieges.